# Ost-Süd-Umfahrung Landshut

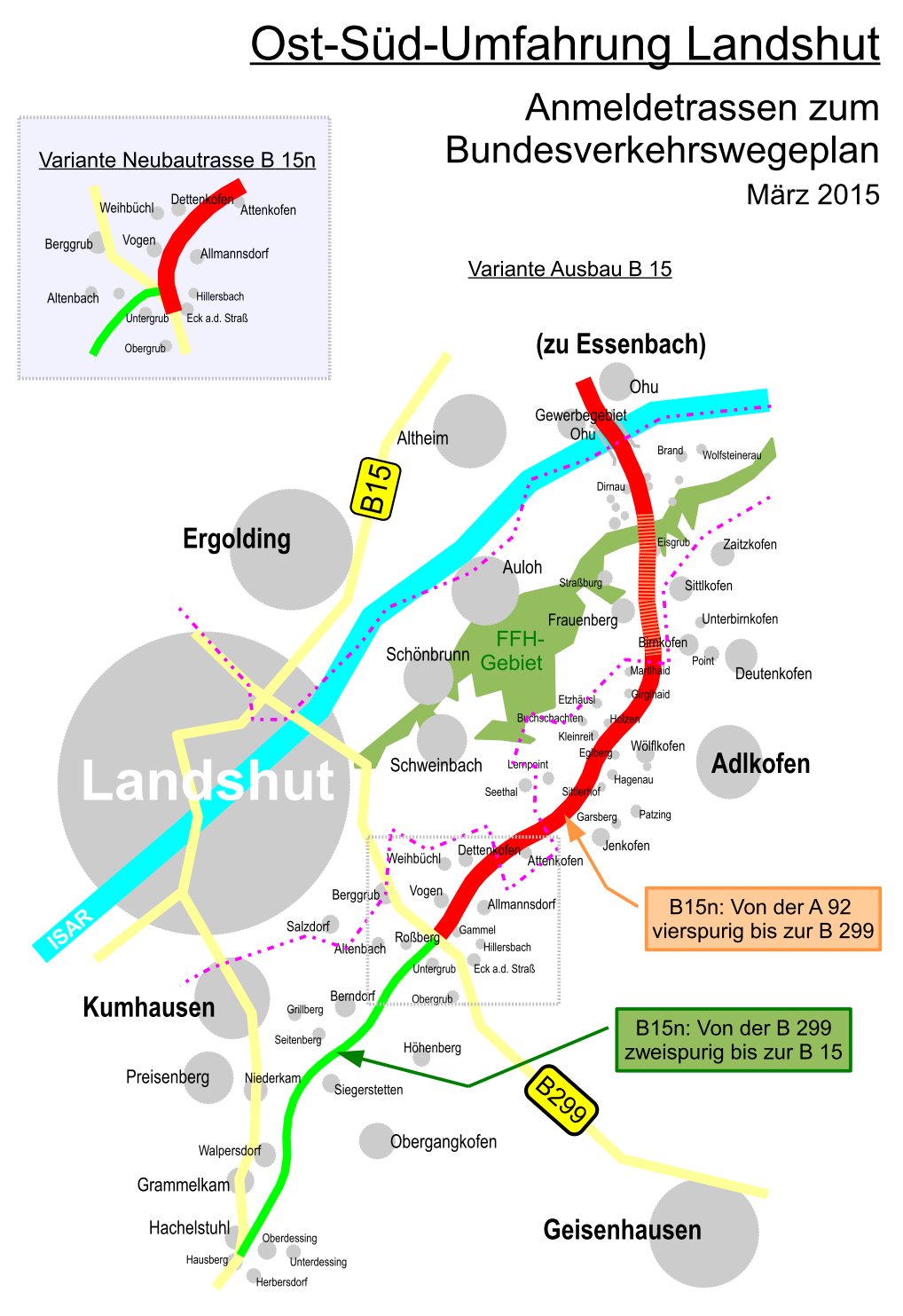
Anmeldetrassen der Ost-Süd-Umfahrung Landshuts

Die Ost-Süd-Umfahrung Landshut (auch Südumfahrung, Süd-Ost-Umfahrung oder „Biergartenvariante“) ist eine zum Bundesverkehrswegeplan 2030 (bis März 2016 als Bundesverkehrswegeplan 2015 bezeichnet) angemeldete Ortsumfahrung der Stadt Landshut, die teilweise über das Gebiet des Landkreises Landshut führt. Ab dem Autobahnkreuz mit der A 92 ist sie als vierspurige Fortführung der Bundesstraße 15n zur Bundesstraße B 299 geplant. In einem zweiten Abschnitt soll sie von der B 299 zweispurig bis zur B 15 weitergeführt werden. Im vom Bundeskabinett beschlossenen Bundesverkehrswegeplan 2030 sowie dem Entwurf eines Sechsten Gesetzes zur Änderung des Fernstraßenausbaugesetzes, wird sie als Teilstück der B 15 geführt.

## Geschichte
Eine ca. 16 km lange Umfahrung Landshuts im Osten in südlicher Richtung wurde das erste Mal am 6. Dezember 2014 von Innenminister Hermann auf einer Verkehrskonferenz in Hinterberg bei Dorfen im Rahmen eines neuen Trassenvorschlages für die B 15n zur Diskussion gestellt.

### Alternativer Trassenvorschlag (6. Dezember 2014)
Entgegen einer zuvor favorisierten Trasse über Adlkofen, Geisenhausen, Velden und Schwindegg zur A 94, sollte nun die Trasse zunächst an Adlkofen und Kumhausen vorbei und dann parallel zur bestehenden B 15 bis zur A 94 geführt werden. Die weiteren Planungsarbeiten hierzu sollten von der Autobahndirektion Südbayern auf die örtlich zuständigen Staatlichen Bauämter in Landshut, Freising und Rosenheim übertragen werden. Am 19. Januar 2015 kam dann zunächst ein „Aus“ für die B 15neu. Auf einem Treffen, zu welchem Landrat Peter Dreier die Bürgermeister der betroffenen Gemeinden aus dem Landkreis Landshut sowie Vertreter der Stadt Landshut für den 23. Januar 2015 eingeladen hatte, wurde der Vorschlag vom 6. Dezember 2014 begrüßt und eine ergebnisoffene Prüfung des Trassenverlaufes eingefordert. Die Forderungen waren im Einzelnen:
- Weiterführung einer B 15neu als Platzhaltertrasse als südliche Umfahrung Landshuts mit anschließendem dreistreifigen Ausbau der B 15.
- Möglichkeit der Umsetzung anderer verkehrlich wirksamerer, schonenderer und kostensparenderer Trassenführungen im Rahmen der weiteren Planungen.
- Schnellst mögliche Umsetzung des Abschnitts von der A 92 bis zur B 299.
- Schnellst mögliche Untersuchung der verkehrlichen Wirksamkeit durch das Staatliche Bauamt Landshut für folgende Varianten:

1. Südostumgehung Landshuts von Ohu bis Hachelstuhl,
2. Ostumgehung Landshuts auf der Raumordnungstrasse vor Geisenhausen nach Westen in das Vilstal abschwenkend mit Weiterführung ab Münchsdorf auf der B 15alt
3. Osttangente mit Versatz über die A 92 bis zur Anschlussstelle Essenbach/Altheim mit anschließender Weiterführung zur B 299 und zur B 15alt
4. Westumfahrung Landshuts mit Versatz über A 92 (neue Anschlussstelle Ohu bis Landshut-West).

### „Oßner-Vorschlag“ (14. Januar 2015)

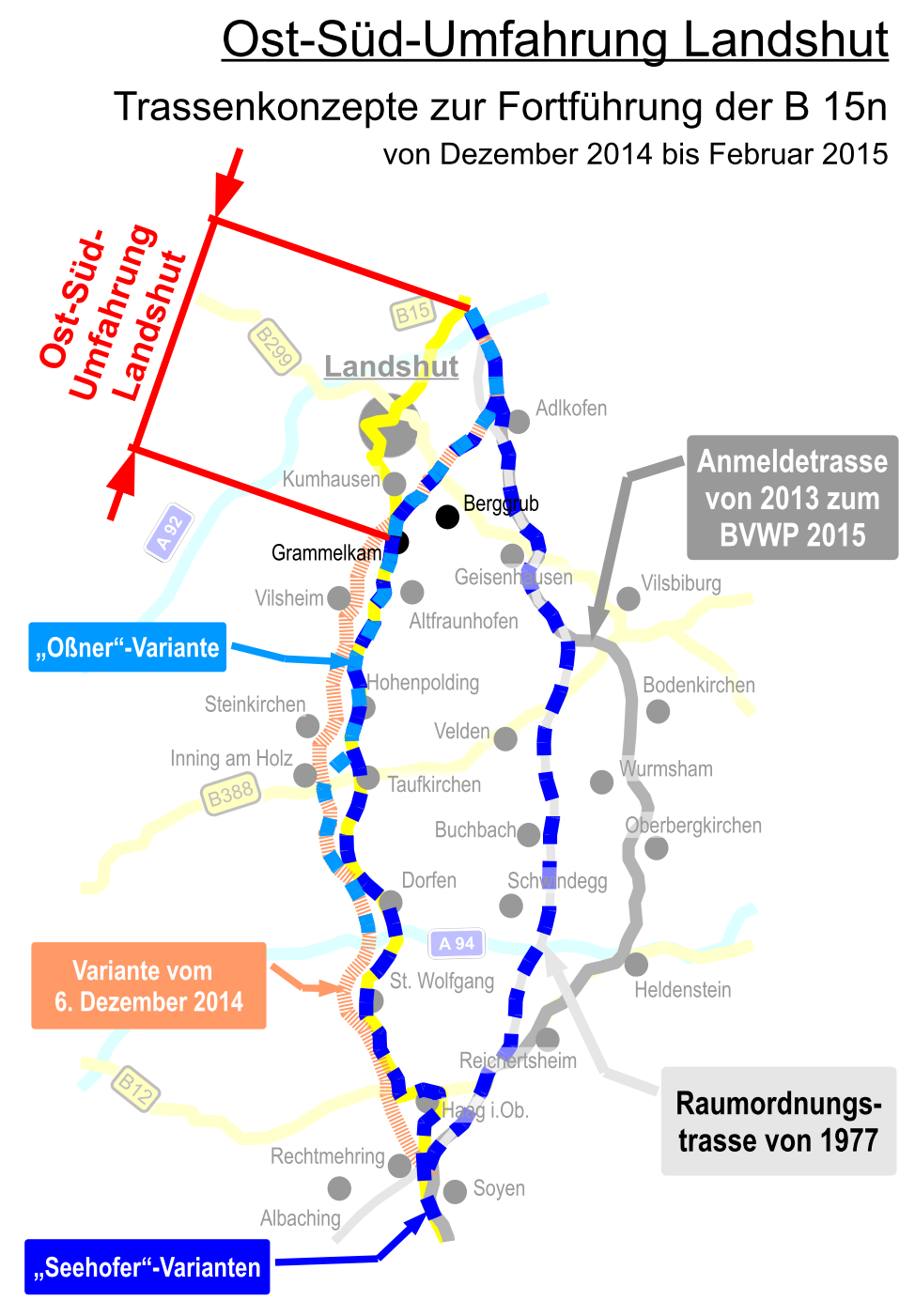
Zwischen Dezember 2014 und März 2015 diskutierte Trassenvarianten

Nach heftiger Kritik am alternativen Trassenvorschlag brachte der CSU-Bundestagsabgeordnete Florian Oßner am 14. Januar 2015 eine weitere ca. 16,3 km lange Variante ins Spiel, deren zentraler Punkt eine vierspurige Ost-Süd-Umfahrung Landshuts war, die zunächst die B 15 neu ab der A 92 an die LAs 14 und weiter an die B 299 in Höhe Berggrub anschloss. Die Querung der Isarhangleite erfolgte wie geplant mit einem Tunnel bei Eisgrub. Von der B 299 war eine zweispurige Weiterführung bis zur bestehenden Trasse der B 15 südlich von Grammelkam vorgesehen. Der erste Teilabschnitt bis zur B 299 wurde als bis 2025 realisierbar erachtet, der Zweite bis 2030.

### „Seehofer-Variante“ (30. Januar 2015)
Am 30. Januar 2015 wurde aus der Staatskanzlei von Ministerpräsident Seehofer verkündet zwei Trassen zum Bundesverkehrswegeplan 2015 anzumelden: Eine teilweise dreispurig mit Ortsumfahrungen ausgebaute der bestehenden B 15 bis nach Haag folgende und eine zweite sich an die bestehende Raumordnungstrasse der B 15 neu von 1977/78 anlehnende Trasse. Mittels einer vergleichenden Prüfung sollte dann die zu realisierende Variante festgelegt werden. Südlich von Haag ist ein Verlauf entlang der Bestandstrasse der B 15 inklusive der Westtangente Rosenheim bis zur A 8 vorgesehen mit in Teilen dreispurigem Ausbau. Beide Varianten sahen eine Ost-Süd-Umfahrung Landshuts vor – anzumelden für den vordringlichen Bedarf –, die vierspurig zwischen B 15 neu/A 92 und der B 299 und von da ab zweispurig weiter zur B 15 verlaufen sollte. Durch Kabinettsbeschluss vom 3. Februar 2015 wurde die weiter östlich verlaufende Meldetrasse zum Bundesverkehrswegeplan 2015 vom 12. März 2013 in den Landkreisen Landshut und Mühldorf widerrufen und vom 6. Dezember 2014 datierende Vorschlag einer westlich der B 15 verlaufenden Trasse zurückgezogen. Zum Bundesverkehrswegeplan 2015 sollte dafür im März eine Platzhaltertrasse (ohne exakte Trassenführung) mit Begründung der überregionalen Bedeutung des Straßenbauprojektes sowie einer Kostenschätzung angemeldet werden. Geplant war dann ab April im Rahmen eines Öffentlichkeitsforums mit Erarbeitung von konkreten Trassenvorschlägen durch das Staatliche Bauamt unter Einbeziehung der betroffenen Gemeinden zu beginnen.

### „Trassenkombi“ des Kreisausschusses (Mai 2017)
In seiner Stellungnahme zum Raumordnungsverfahren zur Ost-Süd-Umfahrung Landshut brachte der Kreisausschuss des Landkreises Landshut ein erweitertes Trassenkonzept ein. Dieses sieht vor:
1. einen vierstreifigen Neubau von der A 92 bis zur B 299 (ähnlich der östlichen Umfahrung Landshut der ROV-Trassen 1a/1b),
2. daran anschließend einen vierstreifigen Ausbau der B 299 bis Geisenhausen,
3. einen möglichst raschen Weiterbau der B 15neu östlich Geisenhausen auf dem Ostkorridor bis zur B 388 bei Velden sowie
4. eine stadtnahe Südumfahrung von der B 299 bis zur B 15 (ähnlich der südlichen Umfahrung Landshut der ROV-Trasse 1a) aber mit Knotenpunkt bei Niederkam für eine spätere Anbindung an eine Westtangente Landshut.[22][23]

Die Punkte 1, 2 und 4 finden sich in ähnlicher Form auch in der Stellungnahme des Stadtrates Landshut wieder.

### Bundesverkehrswegeplan 2030
Die Anmeldung der B 15n zum Bundesverkehrswegeplan 2030 (bis März 2016 als Bundesverkehrswegeplan 2015 bezeichnet) erfolgte im März 2015 als Platzhaltertrasse (ohne endgültige Trassenführung) mit Begründung der überregionalen Bedeutung des Straßenbauprojektes sowie einer Kostenschätzung. Die Ost-Süd-Umfahrung Landshuts ist wesentlicher Teil der Projektanmeldung und Bestandteil zweier alternativer Trassenanmeldungen:
- Neubautrasse im Raumordnungskorridor zwischen Landshut und Haag
(Projekt B015-G060-BY)
- Ausbau der bestehenden B 15 mit Ortsumfahrungen
(Projekt B015-G070-BY → dieser Trassenverlauf entspricht der im Dialogforum diskutierten Variante 1a)

Dabei unterscheidet sich die Strecke jeweils leicht hinsichtlich der Anbindung an die B 299.
Mit dieser Anmeldung ruhen die weiteren Aktionen im Landkreis und der Stadt Landshut hinsichtlich einer Machbarkeitsstudie für eine Osttangente Landshut. Die Erstellung eines Verkehrsgutachtens veranlasst durch Bayerische Staatsregierung soll deren Bedarf zusätzlich zu einer Ost-Süd-Umfahrung Landshuts klären.
Im ersten Referentenentwurf zum Bundesverkehrswegeplan 2030 wurde die Ost-Südumfahrung mit zwei Projekten in die Kategorie „Neue Vorhaben – Vordringlicher Bedarf (VB)“ und somit ohne Priorisierungsstufe Engpassbeseitigung (VB-E) eingestuft. Dabei handelt es sich um folgende Projekte:
| Kategorie | Projektnummer       | Straßen- nummer | Abschnitt                                        | Ausbauziel       | Länge in km | Investitions- kosten in Mio. Euro | Nutzen- kosten- verhältnis | Umwelt- und naturschutz- fachliche Beurteilung | Planungssituation    |
| --------- | ------------------- | --------------- | ------------------------------------------------ | ---------------- | ----------- | --------------------------------- | -------------------------- | ---------------------------------------------- | -------------------- |
| VB        | B015-G070-BY-T01-BY | B 015           | östliche Ortsumfahrung Landshut (A 92 bis B 299) | Neubau 4streifig | 10,9        | 213,9                             | 4,0                        | hoch                                           | Vorentwurf genehmigt |
| VB        | B015-G070-BY-T02-BY | B 015           | südliche Ortsumfahrung Landshut (B 299 bis B 15) | Neubau 2streifig | 6,5         | 45,8                              | >10                        | mittel                                         | ohne Planungsbeginn  |
| Gesamt    |                     |                 |                                                  |                  | 17,4        | 259,7                             |                            |                                                |                      |

1. ↑  Ist ein Gesehenvermerk (Vorentwurf genehmigt) erteilt, kann hinsichtlich der Prüftiefe eine weitere Trassenplausibilitätsprüfung entfallen (Umweltbericht zum BVWP 2030, Seiten 31ff.).
2. ↑  Im Februar 2012 wurde ein Vorentwurf der B 15 neu mit einer Streckenführung von Essenbach A 92 nach Geisenhausen B 299 genehmigt, deren Kosten die Autobahndirektion Südbayern 2012 auf 312,7 Mio. € schätzte.
3. ↑  Die Trasse mit dieser Länge entspricht der Variante 1a, die im Raumordnungsverfahren als nicht raumverträglich eingestuft wurde.

Folgende Projektvarianten wurden ohne Dringlichkeit eingestuft bzw. waren als Variante ausgeschieden:
| - B015-G071-BY-T01-BY - B015-G071-BY-T02-BY | - B015-G072-BY-T01-BY - B015-G072-BY-T02V-BY | - B015-G060-BY-T01-BY - B015-G060-BY-T05-BY | - B015-G061-BY-T01-BY - B015-G061-BY-T05-BY | - B015-G062-BY-T01-BY - B015-G062-BY-T05-BY |

Das Nutzen-Kosten-Verhältnis der beiden Abschnitte wird wesentlich bestimmt durch:
- Abschnitt 1: Ost-Umfahrung
  - Veränderung der Betriebskosten im Personen- und Güterverkehr
  - Veränderung der Verkehrssicherheit
  - Veränderung der Reisezeit im Personenverkehr
  - Veränderung der Zuverlässigkeit
- Abschnitt 2: Süd-Umfahrung
  - Veränderung der Betriebskosten im Personen- und Güterverkehr
  - Veränderung der Reisezeit im Personenverkehr
  - Veränderung der Zuverlässigkeit

Der Nutzen aus den vier genannten Parametern für den Abschnitt von der A 92 bis zur B 299 wird mit 701,379 Millionen Euro angegeben. Die für die Errechnung des Nutzen-Kosten-Faktors relevanten Kosten („Barwert der bewertungsrelevanten Investitionskosten“) werden auf 172,0 Millionen Euro beziffert.
Für den Abschnitt von der B 299 zur B 15 ist für die drei genannten Parameter ein Nutzen von 544,087 Millionen Euro angegeben und die Kosten werden mit 37,7 Millionen Euro beziffert.
Für die umwelt- und naturschutzfachliche Bewertung war im Falle des Neubaus einer Bundesstraße und bei einem Verkehrsaufkommen kleiner als 20.000 Kraftfahrzeugen pro Tag eine Wirkzonenbreite von 300 m beidseitig der Achse anzusetzen.
Das Umweltbundesamt (UBA) kritisierte den ersten Referentenentwurf zum BVWP 2030 dahingehend, dass er elf der zwölf im eigenen Umweltbericht gesetzten Ziele verfehle und schlug vor, 41 Straßenprojekte – darunter das Projekt einer östlichen Ortsumfahrung Landshut (B015-G070-BY-T01-BY) – aus dem vordringlichen Bedarf zu streichen.
An die Veröffentlichung des Referentenentwurfes schloss sich eine sechswöchige Öffentlichkeitsbeteiligung an. Nach Auswertung der eingegangenen Stellungnahmen lag ein überarbeiteter Kabinettsentwurf vor, in dem die Vorhaben zur B 15neu in ihrer bisherigen Bedarfseinstufung enthalten waren. Im Zuge der Überarbeitung wurden die beiden Projekte östliche und südliche Ortsumfahrung Landshut in die Verbindungsfunktionsstufe (VFS) 1 (Oberzentren) eingestuft. Nach der Ressortabstimmung Ende Juli 2016 hat das Bundeskabinett den Plan am 3. August 2016 beschlossen.

## Verlauf

### Bundesverkehrswegeplan 2003

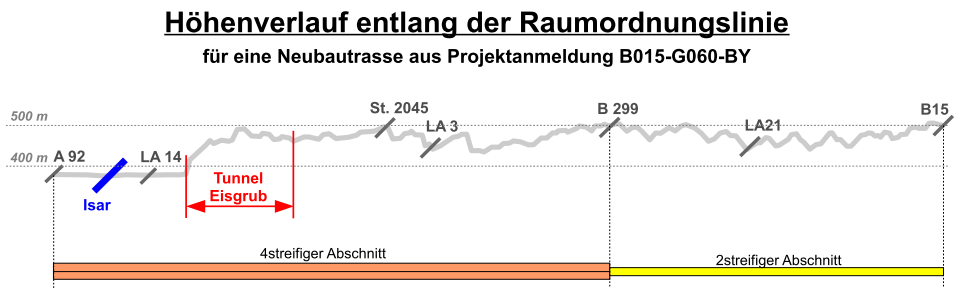
Topographie der Ost-Süd-Umfahrung Landshuts

Die Planungen für eine ca. 16 km lange Ost-Süd-Umfahrung Landshuts wurden nach Kabinettsentscheid vom 19. Januar 2015 zunächst unabhängig von einer Anmeldung zum Bundesverkehrswegeplan 2015 weitergeführt.
Die Ost-Süd-Umfahrung Landshut verläuft mehrheitlich im tertiären Hügelland. Dabei handelt es sich um teilweise stark bewegtes Gelände. Ursprünglich sollte die Trasse von der B 15 neu/A 92 kommend die Isar mit einer 395 m langen Brücke queren und bei Eisgrub mittels Tunnel durch die Isarhangleiten geführt werden.
Bereits 2002 stand im Rahmen der weiteren Planungen zur B 15neu fest, dass die Querung des Isarhanges naturschützerisch besonders schwierig ist wegen eines in diesem Bereich befindlichen Fauna-Flora-Habitats (Ehemaliger Standortübungsplatz Landshut mit Isarleite – errichtet 2001,). Daher sollte zwischen der Kreisstraße LAs 14 und Adlkofen die Trasse in einem 2,1 km langen Tunnel bei Eisgrub geführt werden. In diesem Bereich befinden sich Quartäre Schotter, Tertiäre Kiese, Sande und Tone. Zwischen 2007 und 2008 wurde daher eine geologisch-geotechnische sowie umwelttechnische und wasserwirtschaftliche Erkundung für einen zweiröhrigen Tunnel mit jeweils zwei Fahrstreifen durchgeführt. Sie zeigte eine „Wechsellagerung und Verzahnung bindiger und nichtbindiger Lockergesteine“, deren Lage nur schwer zu bestimmen ist. Zudem wurden bis zu drei Grundwasserstockwerke identifiziert. Der Baugrund ist sehr heterogen und stellt damit eine große Herausforderung dar. Im Bereich des Tunnels ist ein großer Höhenunterschied zu überwinden. Rechnerisch ergibt sich hier für die Steigung (Höhenlängsneigung) im Bereich des Tunnels ein Wert von zirka 4 Prozent im Gelände (zum Vergleich: Im Abschnitt der A 92 zwischen den Autobahnausfahrten Altdorf und Landshut-Nord beträgt der Höhenunterschied zwischen 2,3 und 2,4 Prozent). Eine Steigung von 4 Prozent entspricht der Entwurfsklasse EKA1 A gemäß den Regeln für die Anlage von Autobahnen. Bei Höhenlängsneigungen größer 2 Prozent über eine Länge von mehr als 500 Metern ist zu prüfen, ob Zusatzfahrstreifen erforderlich werden können.

### Bundesverkehrswegeplan 2030
Im Rahmen der Aufstellung des BVWP 2030 wurde eine hierzu abgewandelte Trasse bewertet. Zunächst folgt diese von der A 92 dem bisherigen Verlauf. Nach der Anbindung an die LAs 14 quert sie die Isarhangleiten aber gegenüber der früheren Planung mit zwei Tunneln: ein kürzerer Tunnel bei Eisgrub und ein Tunnel zwischen Birnkofen (Gemeinde Adlkofen) und Frauenberg (Stadt Landshut). Der Verlauf entspricht bis hier in etwa der bisherigen Planung aus dem genehmigten Vorentwurf (Weiterführung von Essenbach A 92 nach Geisenhausen) vom 6. Februar 2012. Nun aber schwenkt sie nach Westen ab. Zwischen Kleinreit und Sittlerhof ist an der Staatsstraße 2045 ein teilplanfreier Knoten vorgesehen. Im weiteren Verlauf soll sie zwischen Vogel und Gammel an die B 299 angebunden werden. In einem zweiten Abschnitt soll sie an die B 15 zwischen Hachelstuhl und Hausberg angebunden werden. Die Variante mit den zwei deutlich kleineren Tunneln von 255 m und 395 m Länge wurde auch im Rahmen des Dialogforums „Ost-Süd-Umfahrung Landshut“ diskutiert. Inzwischen spricht man nicht mehr von zwei Tunneln, sondern von einem Anstieg zur Isarhangleite und deren Überbrückung mit einer rund 500 Meter langen Talbrücke mit 4,5 Prozent Steigung sowie einem etwa 400 m langen Tunnel bei Frauenberg.
Die Flächeninanspruchnahme wird wie folgt angegeben:
1. Abschnitt von der A 92 bis zur B 299: 56,1 Hektar,
2. Abschnitt von der B 299 bis zur B 15: 25 Hektar.

Für den Neubau einer vierstreifigen Bundesstraße geht man von folgenden Brutto-Flächenbedarfen (Trassenbreiten inklusive Nebenflächen, Böschungen und Einschnitten) aus:
- ohne Standstreifen: 56 m in bewegtem Relief bzw. Niederungsbereich bzw. 65 m in stark bewegtem Relief
- mit Standstreifen: 60 m in bewegtem Relief bzw. Niederungsbereich bzw. 70 m in stark bewegtem Relief.

Bei einer zweistreifigen Bundesstraße sehen die Werte wie folgt aus:
- ohne Standstreifen: 33,5 m in bewegtem Relief bzw. Niederungsbereich bzw. 39 m in stark bewegtem Relief
- mit Standstreifen: 37,5 m in bewegtem Relief bzw. Niederungsbereich bzw. 44 m in stark bewegtem Relief.

Bei einer Flächeninanspruchnahme von 56,1 Hektar und einer Länge 10,9 km errechnet sich für den Abschnitt 1 ein Brutto-Flächenbedarf (Trassenbreite) von 51,5 m. Für den Abschnitt 2 errechnet sich bei 25 Hektar und 6,5 km ein Wert von 38,5 m.
Die Streckenführung des Abschnitts 1 wird im Rahmen der Umwelt- und Naturschutzfachlichen Beurteilung mit einer hohen Relevanz eingestuft. Im Projektdossier heißt es dazu: „Es umgeht die Stadt Landshut östlich und verläuft über bewegtes Ackerland mit Waldflächen. Ein FFH-Gebiet wird zwar an der schmalsten Stelle gequert, erhebliche Beeinträchtigungen sind dennoch wahrscheinlich. Das Projekt überspannt die Isar und das ÜSG mit einer langen Brücke. Im Bereich der Isar liegt ein nationaler Lebensraumkorridor (Feucht) und Kernräume sowie Großräume (BfN) (Trocken-, Feucht- und Waldlebensräume). Großsäugerlebensräume (BfN) liegen im gesamten Projektgebiet. Wegen der hohen Betroffenheit von Natura 2000 und wegen der Betroffenheit des BfN-Lebensraumnetzwerks hat das Projekt ein hohes Konfliktpotenzial.“
Entlang der Streckenführung liegen in einem Abstand von bis zu 1.500 m eine Vielzahl von Hofstätten und Orten. Hierzu zählen:
| - Ohu – ca. 200 m - Brand – ca. 600 m - Wolfsteinerau – ca. 900 m - Neudeck – ca. 400 m - Sterneck – ca. 400 m - Entenau – ca. 200 m - Straßburg – ca. 600 m - Eisgrub – <100 m - Frauenberg – ca. 200 m - Zaitzkofen – ca. 1.000 m - Sittlkofen – ca. 400 m - Unterbirnkofen – ca. 700 m - Birnkofen – ca. 400 m | - Point – ca. 800 m - Deutenkofen – ca. 1.100 m - Martlhaid – ca. 300 m - Girglhaid – ca. 200 m - Holzen – ca. 100 m - Etzhäusl – ca. 500 m - Buchschachten – ca. 400 m - Adlkofen – ca. 1.100 m - Kleinreit – ca. 200 m - Eglberg – ca. 200 m - Wölflkofen – ca. 400 m - Hagenau – ca. 300 m - Sittlerhof – ca. 200 m | - Lernpoint – ca. 500 m - Seethal – ca. 700 m - Patzing – ca. 800 m - Garsberg – ca. 600 m - Jenkofen – ca. 500 m - Attenkofen – ca. 100 m - Dettenkofen – ca. 200 m - Weihbüchl – ca. 400 m - Vogen – ca. 200 m - Allmannsdorf – ca. 300 m - Gammel – ca. 200 m - Hillersbach – ca. 500 m - Eck a.d.Straß – ca. 500 m | - Roßberg – ca. 200 m - Berggrub – ca. 800 m - Untergrub – ca. 100 m - Obergrub – ca. 800 m - Salzdorf – ca. 1.200 m - Altenbach – ca. 600 m - Berndorf – ca. 400 m - Höhenberg – ca. 900 m - Grillberg – ca. 800 m - Seitenberg – ca. 200 m - Siegerstetten – ca. 200 m - Niederkam – ca. 300 m - Kumhausen – ca. 1.300 m | - Obergangkofen – ca. 900 m - Preisenberg – ca. 1.400 m - Eierkam – ca. 1.100 m - Walpersdorf – ca. 100 m - Grammelkam – ca. 600 m - Hachlstuhl – < 100 m - Oberdessing – ca. 400 m - Unterdessing – ca. 900 m - Hausberg – <199 m - Herbersdorf – ca. 300 m |

### FFH-Gebiete
Im Bereich der Ost-Süd-Umfahrung liegen folgende FFH-Gebiete, die im Schutzgebietenetz Natura 2000 gelistet sind:
- Leiten der unteren Isar (DE 7439-371)
- Kleine Vils (DE 7539-371)

## Kosten
Als Fortführung der Bundesstraße 15neu liegt die Straßenbaulast gemäß den Vorgaben des Bundesfernstraßengesetzes beim Bund. Als mögliche Kosten für eine Ost-Süd-Umfahrung Landshuts wurden im Rahmen des „Oßner“-Vorschlages 310 Millionen Euro geschätzt. Kurze Zeit später stieg dieser Wert auf 400 Millionen Euro. Für die zum Bundesverkehrswegeplan angemeldete Linienführung belaufen sich erste Schätzungen auf 250 bis zu 500 Millionen Euro. Für die im Rahmen des Dialogforums „Ost-Süd-Umfahrung Landshut“ vorgestellten 14 Trassenvarianten wurden Kostenschätzungen in Höhe von 63 Millionen bis 556 Millionen Euro abgegeben.
| Streckenabschnitt                                 | Kosten nach MdL Erwin Huber | Kosten nach Staatlichem Bauamt Landshut | Kosten nach MdB Florian Oßner | Kosten nach MdB Thomas Gambke | Kosten gemäß Berichterstattung über Dialogforum | Kosten gemäß 1. Referentenentwurf zum BVWP 2030 | Kosten gemäß Planungen für Raumord- nungsverfahren/3 Varianten |
| ------------------------------------------------- | --------------------------- | --------------------------------------- | ----------------------------- | ----------------------------- | ----------------------------------------------- | ----------------------------------------------- | -------------------------------------------------------------- |
| Essenbach/A 92 über die B 299 nach Kumhausen/B 15 | 250 bis 300 Mio. €          | 260 Mio. €                              | 310 Mio. €                    | 500 Mio. €                    | 400 Mio. €                                      | 260 Mio. €                                      | 260 bis 400 Mio. € je nach Variante                            |

Zum Vergleich: Für den genehmigten Vorentwurf für einer Weiterführung der B 15neu von der A 92 bis nach Geisenhausen (15,5 km) wurde 2012 von der Autobahndirektion Südbayern ein Kostenrahmen von 312,7 Mio. € veranschlagt.
2007 schätzte die Bundesregierung die Kosten für die 400 m lange Isarbrücke bei Gretlmühle auf 20 bis 25 Millionen Euro und für den 2,1 km langen Tunnel bei Eisgrub mit zwei Röhren und jeweils zwei Fahrstreifen auf rund 100 Millionen Euro. Im September 2011 stiegen die Schätzungen auf 120 Millionen Euro. (zum Vergleich: Der 1.470 m lange Josef-Deimer-Tunnel bei Landshut mit einer Röhre mit zwei Fahrstreifen ohne Standstreifen kostete 66 Millionen Euro).
Der Kostenrahmen für die zum BVWP 2030 angemeldeten zwei Teiltrassen wurde auf 260 Mio. € beziffert. Schon jetzt sind wesentliche Kostensteigerungen zu erwarten, da sowohl vom Markt Essenbach als auch von Stadt und Landkreis Landshut sowie zahlreichen Lokal-, Landes- und Bundespolitikern aus Lärmschutzgründen Forderungen nach einer Einhausung der in einer Grundwasserwanne geführten Trasse der B 15n ab dem Autobahnkreuz mit der A 92 erhoben werden, die nach aktueller Planung im weiteren Verlauf die Orte Ohu und Ohu-Siedlung zerschneidet. Entsprechendes wurde bereits an Politiker im Verkehrsausschuss des Bundestages wie auch an Verkehrsminister Dobrindt adressiert. Eine solche Einhausung war schon einmal im Juli 2007 diskutiert worden.
Auf der vierten Sitzung des Dialogforums wurden darüber hinaus Änderungen an der baulichen Ausführung (z. B. eine langgespannte Talbrücke anstatt eines Straßendammes) in den Raum gestellt wegen zu erwartender Umweltauflagen für die Querung des Isartals und der Isarhangleite, was sich auf die Kosten auswirken wird wie ein ebenso als erforderlich erachteter vierspuriger Ausbau der B 299 bis Geisenhausen sowie eine weitere Ertüchtigung bis Vilsbiburg.; außerdem ist die dabei in den Mittelpunkt gestellte Trasse 1b um 7,1 Kilometer länger als die zum BVWP 2030 angemeldete Ost-Süd-Umfahrung Landshut. Sofern diese Maßnahmen „notwendig und fachtechnisch begründet“ sind und dem Gebot der „Wirtschaftlichkeit und Sparsamkeit genügen“ hat das Bundesministerium für Verkehr und digitale Infrastruktur eine eventuelle Kostenübernahme signalisiert.
In das Raumordnungsverfahren wurden im März 2017 die Trassenvarianten 1a, 1b und 1c aus dem Dialogforum eingebracht. Deren geschätzte Kosten belaufen sich auf 261, 305 bzw. 303 Millionen Euro. Sollte der 2,1 km lange Tunnel aus dem genehmigten Vorentwurf von 2009 umgesetzt werden – dieser ist nicht Bestandteil des Raumordnungsverfahrens –, wäre mit Mehrkosten von 70 Millionen Euro sowie jährlichen Unterhaltskosten von 1,1 Millionen Euro zu rechnen. Die Gesamtkosten eines solchen Tunnels würden 120 Millionen Euro betragen.
| Streckenabschnitt                                      | Variante 1a | Variante 1b | Variante 1c |
| ------------------------------------------------------ | ----------- | ----------- | ----------- |
| Kosten nach Dialogforum                                | 261 bis. €  | 305 Mio. €  | 303 Mio. €  |
| Mehrkosten für „Deckel“ bei Ohu                        | 8 Mio. €    | 8 Mio. €    | 8 Mio. €    |
| Mehrkosten für 2,1 km langen Tunnel (Kostenstand 2012) | 70 Mio. €   | 70 Mio. €   | 70 Mio. €   |
| Mehrkosten RQ 28 für östliche Umfahrung                | ?           | ?           | ?           |
| Summe Kosten                                           | 339 Mio. €  | 383 Mio. €  | 381 Mio. €  |

1. ↑  Ins Raumordnungsverfahren wurde vom Staatlichen Bauamt Landshut ein vierstreifiger Neubau mit RQ 21 (ohne Standstreifen) eingebracht. Der 2009 genehmigte Vorentwurf der Autobahndirektion Südbayern sah einen Neubau mit Standstreifen vor.

Das staatliche Bauamt Landshut nannte Ende September 2017 Kosten in Höhe von 0,8 Mio. Euro (+ 0,1 Mio. Euro jährlicher Unterhalt) für eine Einhausung. Die niedrigeren Kosten werden damit erklärt, dass der Deckel Teil der notwendigen Beschwerung gegen den Auftrieb durch das Grundwasser wäre. Ebenso informierte Verkehrsminister Dobrindt bei einem Vor-Ort-Termin, dass die Einhausung in das Planfeststellungsverfahren eingebracht werden soll.
Derzeit ist der Investitionsrahmenplan 2016 bis 2020 in Arbeit. Momentan ist für Bedarfsplanprojekte in Bayern im Haushaltsentwurf 2018 ein Gesamtbetrag von 408 Millionen Euro eingestellt. Für die mittelfristige Finanzplanung belaufen sich die Beträge für die Folgejahre auf 313 Mio. Euro (2019), 279 Mio. Euro (2020) und 289 Mio. Euro (2021).
Dem gegenüber steht ein Finanzbedarf für die laufenden und fest disponierten Projekte für Bayern aus dem Bundesverkehrswegeplan 2030 von 4,9 Milliarden Euro und für Projekte aus dem vordringlichen Bedarf und vordringlichen Bedarf mit Engpassbeseitigung von 7,2 Milliarden Euro. Die Kosten wurden für den BVWP 2030 auf das Bezugsjahr 2012 auf Basis einer jährlichen Kostensteigerungsrate von 2,5 Prozent abgzinst.

## Verkehrsaufkommen

### Planfall der Projektdossiers aus BVWP-2030-Anmeldung
Die Bewertung der beiden Teiltrassen, die zum BVWP 2030 angemeldet wurden, wurde auf Basis folgender „künftiger mittleren Verkehrsbelastungen“ durchgeführt:
1. vierstreifiger Neubauabschnitt von der A 92 bis B 299: 10.000 Fahrzeuge pro Tag (davon 19 Prozent LKW-Verkehr),
2. zweistreifiger Neubauabschnitt von der B 299 bis zur B 15: 7.000 Fahrzeuge pro Tag (davon 19 Prozent LKW-Verkehr).

Diese Verkehrsbelastungen werden als induzierter Verkehr charakterisiert. Darunter versteht man zusätzliches Verkehrsaufkommen, welches z. B. auf den Ausbau der Verkehrswege oder sonstige Verbesserungen des Verkehrsangebotes zurückzuführen ist.
Zum Vergleich: Zwischen den Anschlussstellen Schierling Nord und Schierling Süd verkehrten 2014 auf der B 15neu durchschnittlich knapp 10.000 Fahrzeuge pro Tag (in Spitzenzeiten bis zu 13.000). Davon sind 1.600 (in Spitzenzeiten bis zu 2.700) Fahrzeuge dem Schwerlastverkehr zuzuordnen.
Eine raumordnerische Bewertung nach Modul C der Bewertungsmethodik des BVWP 2030 wurde für beide Abschnitte nicht durchgeführt. Zur städtebaulichen Bedeutung heißt es für Abschnitt 1: „Das Projekt besitzt keine städtebauliche Bedeutung.“ Für den Abschnitt 2 heißt es weiter: „Bei einer erwogenen Realisierung der Maßnahme werden im Vergleich zur Situation im Bezugsfall auf allen betroffenen Streckenabschnitten nur geringe Unterschiede in den Verkehrsintensitäten, auftreten. Wirksamkeiten oder Beeinträchtigungen können daher nicht ausgewiesen werden. Städtebauliche Potentiale lassen sich deshalb voraussichtlich nicht oder nur auf niedrigem Niveau aktivieren.“

### Verkehrsknotenpunkt Landshut

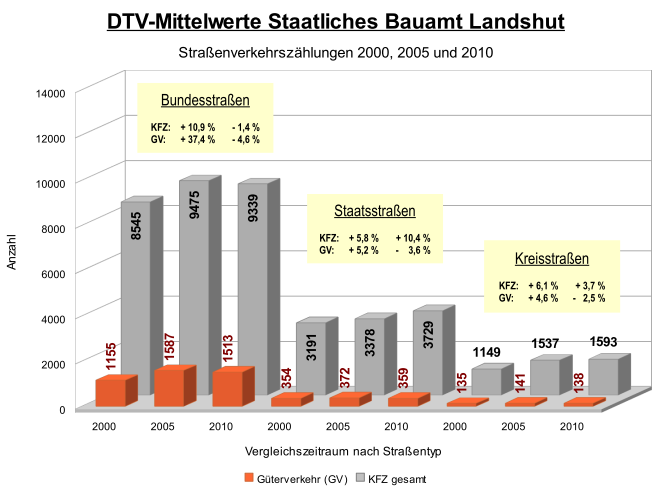
DTV-Mittelwerte des Staatlichen Bauamtes Landshut gemäß der Verkehrszählungen 2000, 2005 und 2010

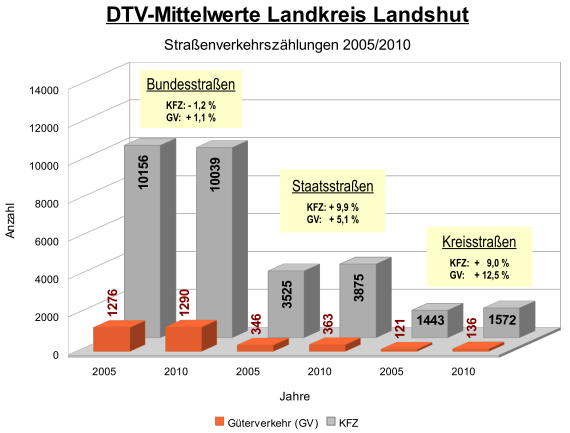
DTV-Mittelwerte des Landkreises Landshut gemäß der Verkehrszählungen 2005/2010

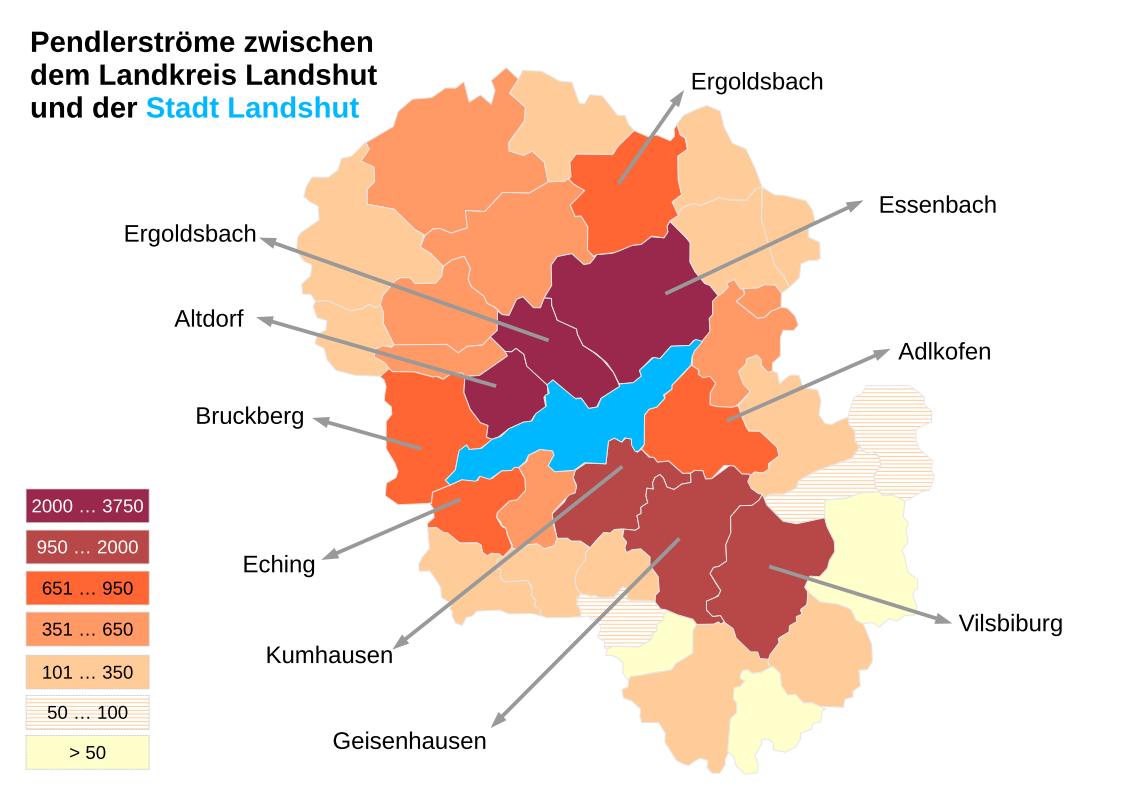
Darstellung der Pendlerströme aus den Gemeinden des Landkreises Landshut in die Stadt Landshut und umgekehrt. Stand: 30. Juni 2016

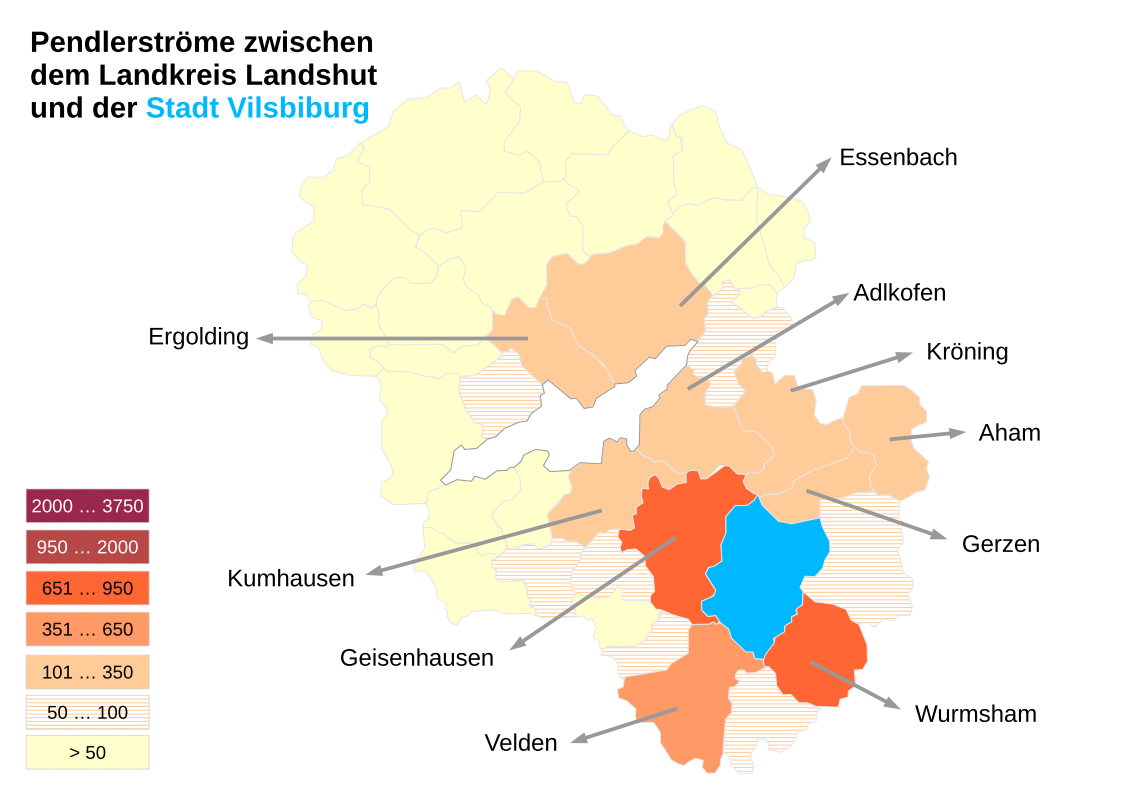
Darstellung der Pendlerströme aus den Gemeinden des Landkreises Landshut in die Stadt Vilsbiburg und umgekehrt. Stand: 30. Juni 2016

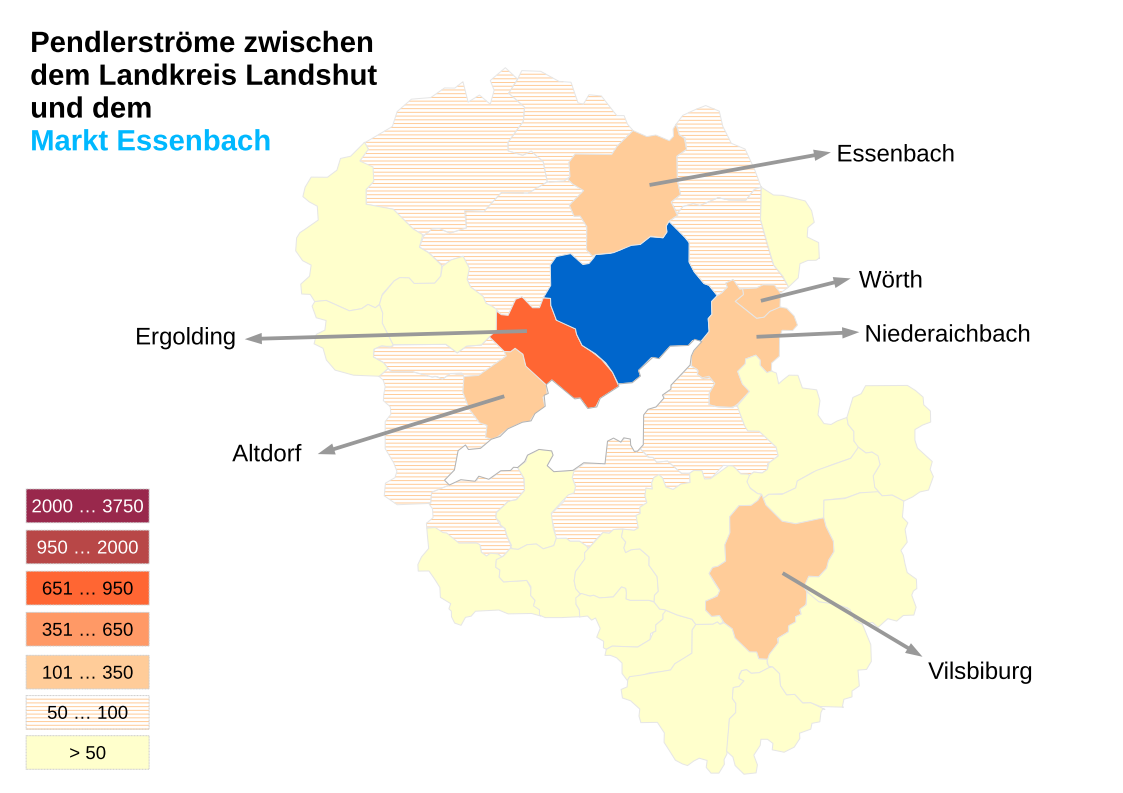
Darstellung der Pendlerströme aus den Gemeinden des Landkreises Landshut in den Markt Essenbach und umgekehrt. Stand: 30. Juni 2016

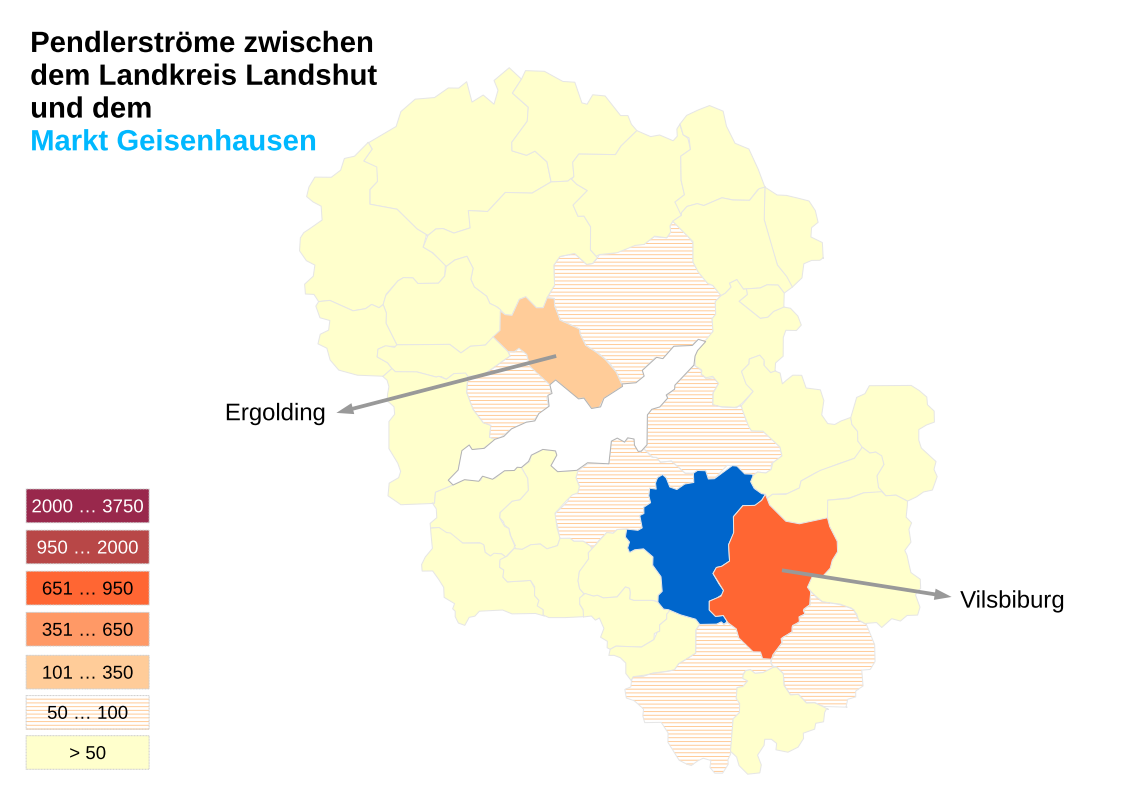
Darstellung der Pendlerströme aus den Gemeinden des Landkreises Landshut in den Markt Geisenhausen und umgekehrt. Stand: 30. Juni 2016

Landshut ist ein wichtiger Knotenpunkt für den überregionalen Straßenverkehr. Nördlich des Stadtgebiets verläuft die Bundesautobahn 92, welche die Bundesstraßen 15 und 299 kreuzt, die durch das Stadtgebiet verlaufen. Außerdem verbindet die B 11 Landshut mit München.
An diesen Knoten ist der zehntgrößte Schiene-Straße-Umschlagbahnhof Deutschlands angebunden, der inmitten Landshuts an der Hofmark-Aich-Straße (B 15) liegt. Hier wurde 2014 eine Gesamtzahl von 69.109 Wechselbrücken (Lkw-Anhänger) verladen. Seit 2010 hat das Umschlagaufkommen stark zugenommen. Ein großer Teil des Frachtaufkommens stammt aus der Einbindung in die Zulieferkette der Automobilindustrie (BMW-Standorte Landshut und Dingolfing). Mit dem Entstehen der neuen BMW-Lager in Wallersdorf und Bruckberg erwartet man eine weitere Zunahme des Umschlagverkehrs.
Die B 299 bildet die Gemeindegrenze von Landshut und Ergolding im Bereich zwischen der Autobahnausfahrt A 92 Landshut-Nord und der Altdorfer Straße (Ergolding/St 2143). Hier entsteht derzeit ein Versorgungszentrum der Automobilindustrie. Nach Fertigstellung geht man von einer Zunahme des Schwerlastverkehrs in diesem Bereich um 300 LKW pro Tag aus.

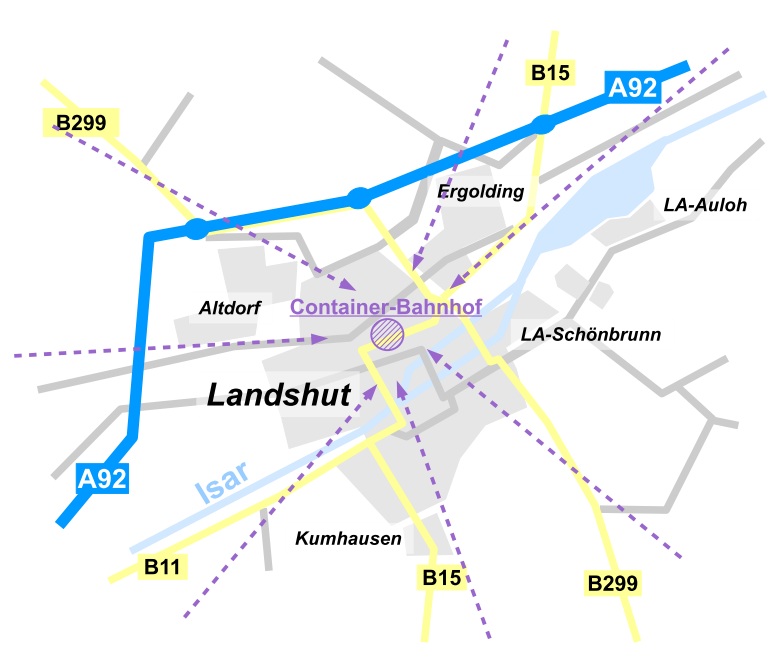
Verkehrliche Anbindung des Containerbahnhofs Landshut

Für den regionalen Straßenverkehr dient Landshut als Kreuzungspunkt für die Staatsstraße 2045 und als Anknüpfungspunkt für die Staatsstraße 2143 nach Ergolding sowie die Kreisstraßen LA 26 nach Altdorf, LA 52 nach Altdorf bzw. Ergolding sowie LAs 14 bei Auloh nach Niederaichbach. Als Enklave liegt Landshut mitten im gleichnamigen Landkreis und teilt diesen in eine Nord- und eine Südhälfte.
Der Straßenverkehr überquert in Landshut an drei Stellen die Isar:
- einmal im Westen von der Luitpoldstraße kommend zur Wittstraße
- zweimal im Zentrum über die Podewilsstraße und
- zweimal im Osten über die Piflaser Brücke und die Konrad-Adenauer-Brücke im Bereich der Konrad-Adenauer-Straße.

Geprägt wird der Straßenverkehr in der Stadt Landshut vom Quell- und Zielverkehr. Im Gegensatz zum Landkreis Landshut ist der Pendlersaldo der Stadt Landshut positiv. Zum 30. Juni 2014 (2013) betrug der Einpendlerüberschuss 9.683 (9.757) Personen und blieb mit neun- bis zehntausend Personen die letzten zehn Jahre nahezu konstant. 2014 (2013) gab es 23.065 (22.478) Einpendler und 13.382 (12.721) Auspendler. Dies sind 3.642 (+19 Prozent) Einpendler bzw. 3.278 (+33 Prozent) Auspendler mehr als vor zehn Jahren.
Für den Landkreis Landshut sind die Werte wie folgt: Der Pendlersaldo ist negativ und zum 30. Juni 2013 (2012) betrug der Auspendlerüberschuss 17.559 (17.777) Personen. Er schwankte die letzten zehn Jahre zwischen 17.000 und 21.000 Personen. 2013 (2012) gab es 31.904 (30.829) Einpendler und 49.462 (48.606) Auspendler. Dies sind 7.256 (+29 Prozent) Einpendler bzw. 6.818 (+16 Prozent) Auspendler mehr als vor zehn Jahren.
Vom 18. bis 28. Juni 2016 waren vom Staatlichen Bauamt Landshut die Gefahrguttransporte im Stadtbereich Landshut gezählt worden. In diesem Zeitraum verkehrten durchschnittlich folgende Zahlen an Gefahrguttransporten:
- B 15: max. 20 Fahrten pro Tag,
- B 299: max. 203 Fahrten pro Tag.

| Straßentyp    | Gebiets- körperschaft       | KFZ gesamt | Veränderung zu 2005 in Prozent | Güter- verkehr | Veränderung zu 2005 in Prozent |
| ------------- | --------------------------- | ---------- | ------------------------------ | -------------- | ------------------------------ |
| Autobahnen    | Bayern                      | 46.111     | −2,6                           | 8.899          | +1,6                           |
| Autobahnen    | Niederbayern                | 33.485     | +5,9                           | 7.194          | +11,4                          |
| Autobahnen    | Landkreis Landshut          | –          | –                              | –              | –                              |
| Autobahnen    | Staatliches Bauamt Landshut | 29.709     | +6,0                           | 4.469          | +4,5                           |
| Bundesstraßen | Bayern                      | 9640       | +2,3                           | 1.133          | +3,9                           |
| Bundesstraßen | Niederbayern                | 9.006      | +2,7                           | 1.320          | +7,5                           |
| Bundesstraßen | Landkreis Landshut          | 10.039     | −1,2                           | 1.290          | +1,1                           |
| Bundesstraßen | Staatliches Bauamt Landshut | 9.339      | −1,4                           | 1.513          | −4,6                           |
| Staatsstraßen | Bayern                      | 3.851      | +0,8                           | 323            | +4,4                           |
| Staatsstraßen | Niederbayern                | 3.713      | +6,3                           | 329            | +1,9                           |
| Staatsstraßen | Landkreis Landshut          | 3.875      | +9,9                           | 363            | +5,1                           |
| Staatsstraßen | Staatliches Bauamt Landshut | 3.729      | +10,4                          | 359            | −3,6                           |
| Kreisstraßen  | Bayern                      | 1.783      | +1,4                           | 140            | +0,4                           |
| Kreisstraßen  | Niederbayern                | 1.545      | +7,1                           | 128            | −5,9                           |
| Kreisstraßen  | Landkreis Landshut          | 1.572      | +9,0                           | 136            | +12,5                          |
| Kreisstraßen  | Staatliches Bauamt Landshut | 1.593      | +3,7                           | 138            | −2,5                           |

### Individualverkehr und öffentlicher Personennahverkehr in Landshut
Das Verkehrsaufkommen im Individualverkehr in Landshut hat in den letzten Jahren zugenommen. Wesentlich hierfür sind:
- Anstieg der Einwohnerzahl sowohl der Stadt als auch des Landkreises Landshut
- Zunahme der Zahl der Ein-/Auspendler
- Zunahme des Kfz-Bestandes
- Rückgang der Befördertenzahl im öffentlichen Personennahverkehr

Während der Bevölkerungsstand der Stadt Landshut 2001 noch 59.513 betrug, stieg die Zahl der Einwohner bis 2013 auf 66.179 (mit 69.220 waren dies zum 31. Dezember 2015 noch einmal 3.041 mehr). Für den Landkreis Landshut verhalten sich diese Werte wie folgt: 144.504 in 2001 und 150.316 zum 31. Dezember 2013.
Die Zahl der sozialversicherungspflichtig Beschäftigten, die jeden Tag nach Landshut zur Arbeit fahren, aber dort nicht wohnen (Einpendler), stieg bis zum 30. Juni 2014 auf 23.142. Das sind 6.079 mehr als 1999. Die größte Einpendlergruppe stammt aus dem Landkreis Landshut. Die Einpendlergruppen verteilen sich wie folgt:
- Landkreis Landshut: 14.848
- Landkreis Dingolfing-Landau: 1.852
- Landkreis Freising: 997
- Landkreis Erding: 567
- Landkreis Kelheim: 527

Die Zahl der sozialversicherungspflichtig Beschäftigten, die in der Stadt Landshut wohnen, aber außerhalb Landshuts arbeiten (Auspendler), stieg auf 13.391. Das sind 4.362 mehr als 1999. Der größte Teil von ihnen arbeitet im Landkreis Landshut. Insgesamt verteilen sich die Auspendler wie folgt:
- Landkreis Landshut: 5.380
- Stadt München: 2.085
- Landkreis Freising: 1.619
- Landkreis Dingolfing-Landau: 1.077
- Landkreis Erding: 639

Um 1980 betrug der Bestand an Pkw in Landshut 19.379. Von 2000 bis 2007 war deren Zahl von 30.460 auf 35.039 angewachsen, sank im Zuge der Finanz- und Wirtschaftskrise auf 30.835 im Jahr 2008, um dann bis 2014 wieder auf 33.788 Kraftfahrzeuge anzusteigen. Insgesamt betrug 2014 der Bestand an Kraftfahrzeugen (Pkw, Krafträder, Kraftomnibusse, Lkw, Zugmaschinen und übrige Fahrzeuge) 39.542.
Dem steht eine deutliche Abnahme der Befördertenzahlen im öffentlichen Personennahverkehr (ÖPNV) gegenüber. Nach noch 9,188 Millionen im Jahr 1999 wurden 2014 mit 6.664 Millionen 27,5 Prozent weniger Personen befördert. Von 2013 auf 2014 gingen die Fahrgastzahlen um 4,4 Prozent zurück.
Das aus dem Quell- und Zielverkehr resultierende Verkehrsaufkommen im Stadtinneren Landshuts ist extremen tageszeitlichen Schwankungen unterworfen: Morgens und Nachmittags erreicht dies während des Berufsverkehrs Spitzenwerte. In den Zeiten dazwischen liegt es wesentlich niedriger, um in den Abendstunden noch einmal deutlich abzusinken.

### Verkehrsentwicklung

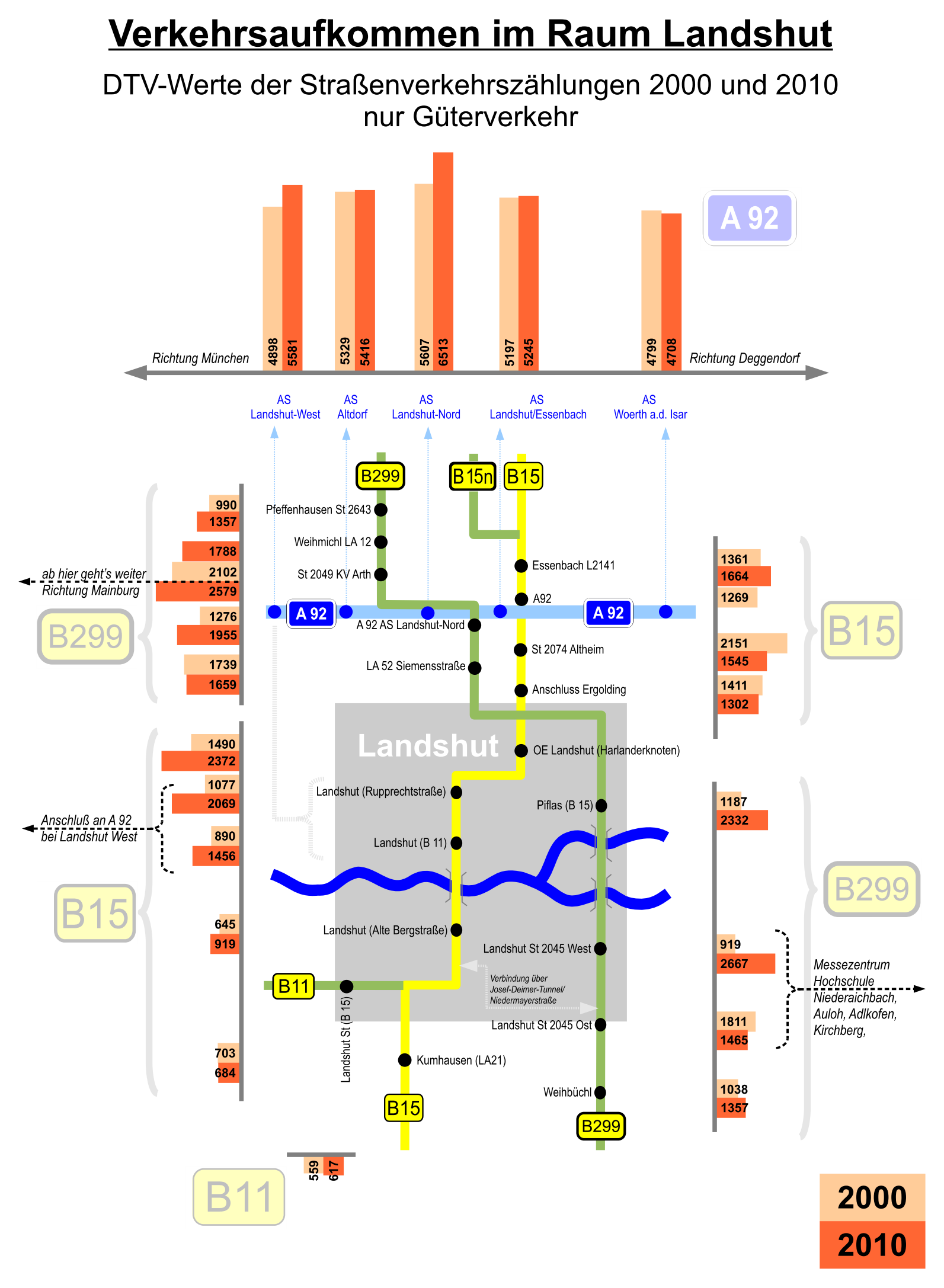
Güterverkehrsströme im Raum Landshut gemäß Verkehrszählungen 2000/2010

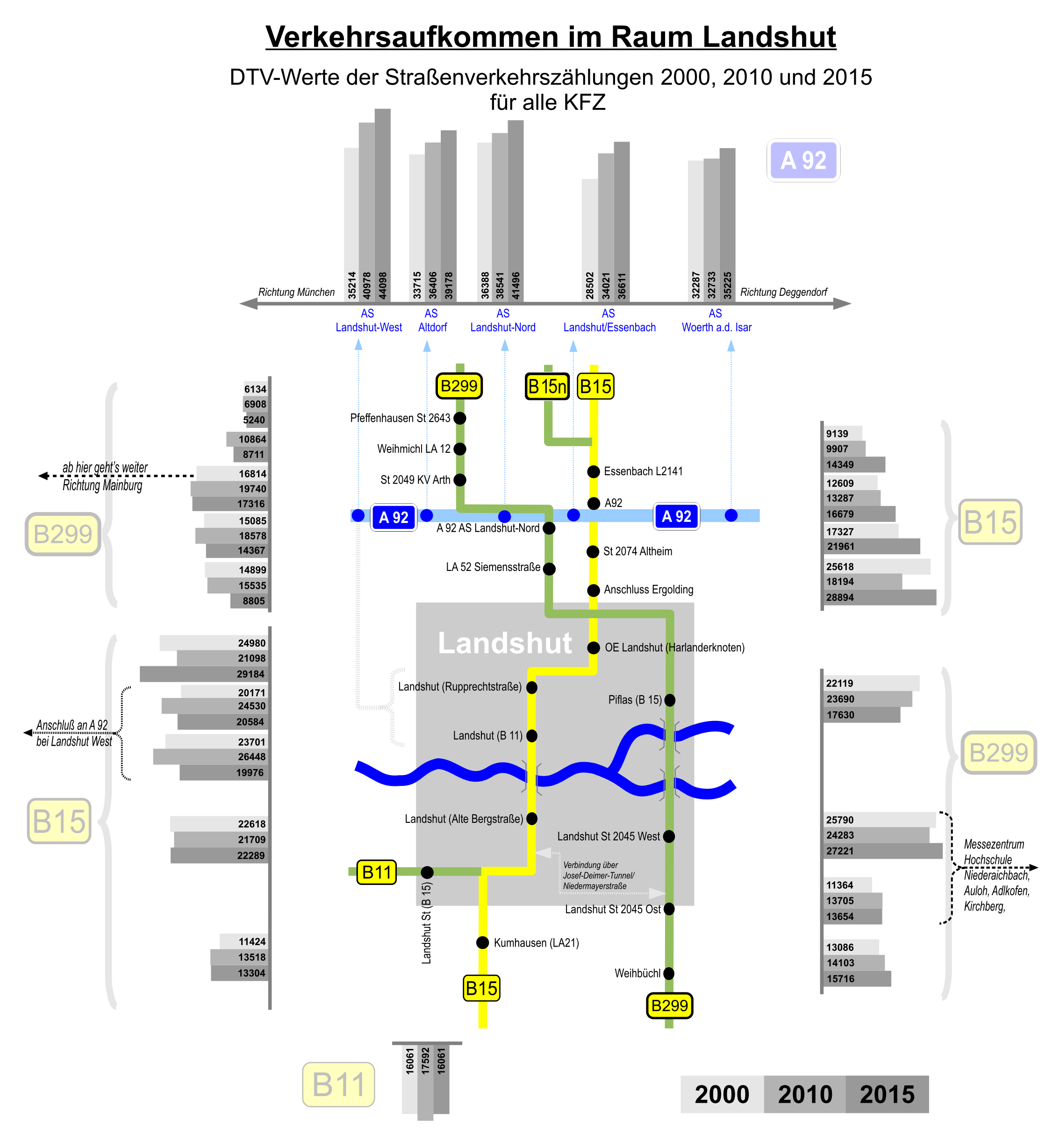
KFZ-Verkehrsströme im Raum Landshut gemäß Verkehrszählungen 2000/2010/2015

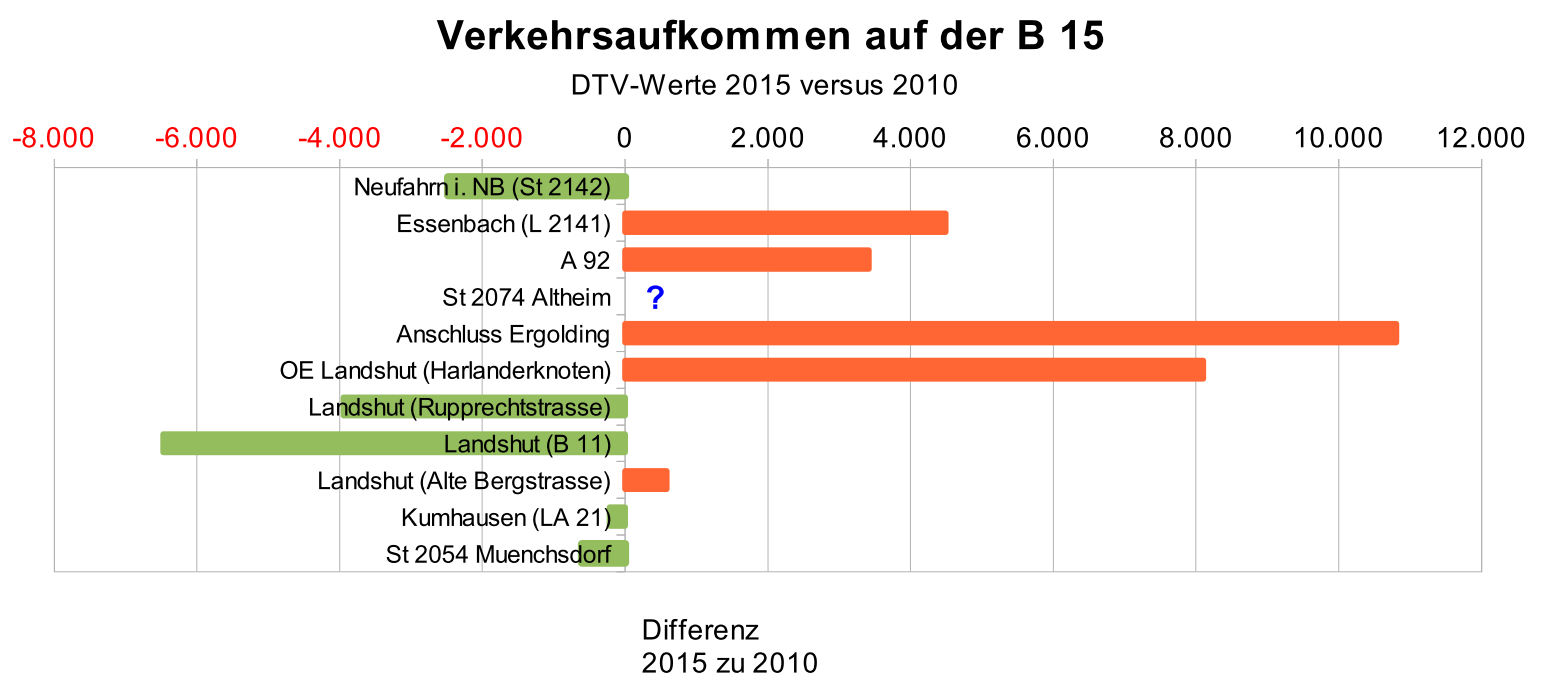
Veränderung des Verkehrsaufkommens auf der B 15 im Raum Landshut ermittelt während der wiederkehrenden Verkehrszählungen von 2010 und 2015

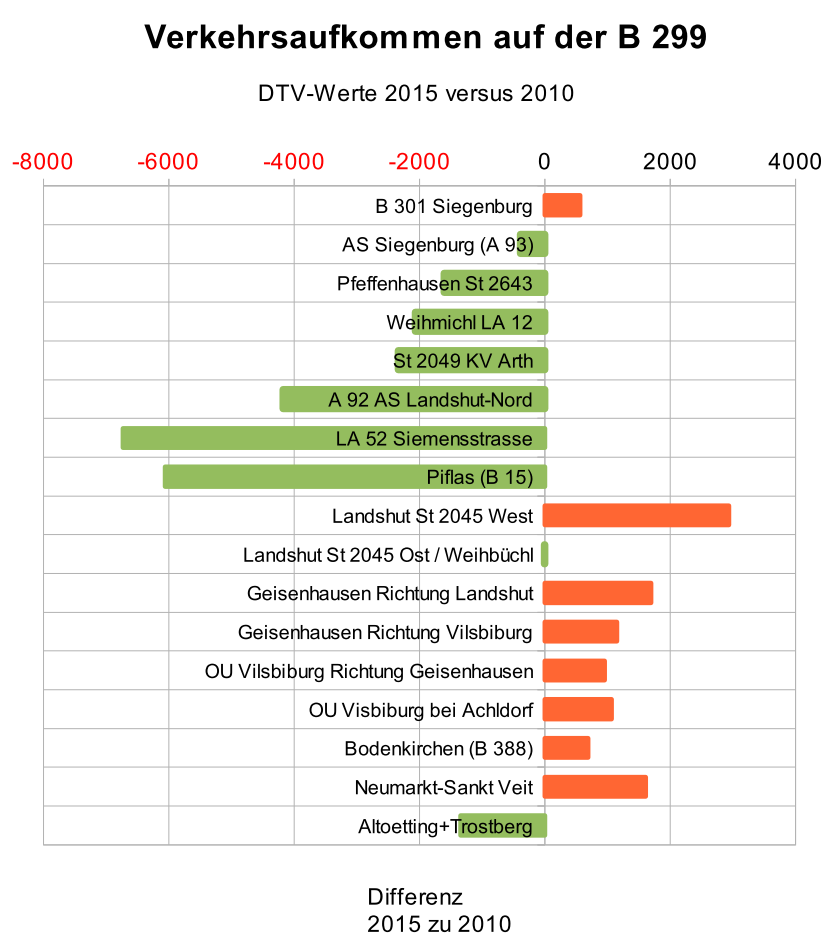
Veränderung des Verkehrsaufkommens auf der B 299 im Raum Landshut ermittelt während der wiederkehrenden Verkehrszählungen von 2010 und 2015

Im Januar 2014 wurden von Baureferatsleiter Johannes Doll dem Landshuter Bausenat die Ergebnisse eines gemeinsamen Gutachtens des Landshuter Baureferates und des Staatlichen Bauamtes Landshut vorgestellt. Dabei wurde untersucht, welche Auswirkungen ein vorläufiges Ende der B 15neu an die LAs 14 hätte. Als Ergebnis wurde festgestellt, dass dadurch das Verkehrsaufkommen am Kasernenknoten und auf der Niedermayerstraße nicht wesentlich steigen würde, da der entsprechende Verkehr Richtung Schönbrunn, Hochschule Landshut, Sparkassenakademie und Agrarbildungszentrum den Weg über die B 15neu nehmen würde.
Zur Verkehrsentwicklung im Landshuter Osten siehe auch:
A 92: Gemäß der Verkehrszählung 2015 (2010) wurde sie im Bereich Landshut/Essenbach von 35.200 (32.700) bis 36.600 (34.000) Fahrzeugen täglich befahren. Zwischen Landshut Nord und Landshut West verkehrten täglich zwischen 41.500 (38.500) und 39.200 (36.400) Fahrzeuge pro Tag und im weiteren Verlauf zwischen Landshut West und Moosburg Nord etwa 44.100 (41.000) Fahrzeuge pro Tag. Damit nahm der weiträumige Verkehr auf der A 92 im Schnitt deutlich um 2.800 Fahrzeuge täglich zu. Mit einer weiteren Zunahme ist zu rechnen durch die im Kapitel „Verkehrsknotenpunkt Landshut“ genannten industriellen Versorgungs- und Verteilzentren, die im Bereich Bruckberg, Ergolding und Wallersdorf entstanden sind.
B 15: Die Verkehrsbelastung lag gemäß Verkehrszählung 2015 (2010) im Bereich Hofmark-Aich-Straße/Luitpoldstraße bei 20.500 (24.500) bis 20.000 (26.500) Fahrzeugen pro Tag. Richtung Kumhausen nahm sie auf 13.300 (13.500) Fahrzeuge pro Tag ab sowie Richtung Ergolding auf knapp 29.000 (21.000) Fahrzeug pro Tag zu. Nach Ergolding an der Anschlussstelle mit der A 92 waren es nur noch etwa 16.600 (13.200) Fahrzeuge pro Tag.
Bei der Verkehrszählung 2015 war an der Zählstelle bei Neufahrn in Niederbayern gegenüber der Zählung von 2010 ein Rückgang um zirka 2.500 Fahrzeuge zu verzeichnen. Dies dürfte auf den zwischen 2010 und 2015 für den Verkehr freigegebenen Abschnitt der B 15neu zurückzuführen sein. Im Gegensatz dazu war bei der Zählstelle nach Essenbach in Richtung Landshut für diesen Zeitraum eine Zunahme um etwa 4.500 Fahrzeuge zu verzeichnen. Etwas geringer fiel dazu mit zirka 3.400 Fahrzeugen der Anstieg im weiteren Verlauf an der Anschlussstelle zur A 92 aus. Ein extremer Anstieg war dahingegen im städtischen Bereich zwischen den Zählstellen am Anschluss Ergolding und am Harlanderknoten zu verzeichnen (in diesem Bereich liegen die beiden großen Industrie- und Gewerbegebiete von Landshut und Ergolding), wo die Fahrzeugzahlen zwischen knapp 11.000 und 8.100 anstiegen. Hierzu sei angemerkt, dass zuvor bei der Zählung 2010 gegenüber 2005 ein Rückgang um 7.600 bzw. 6.300 Fahrzeugen zu verzeichnen war. Südlich von Landshut in Höhe Münchsdorf gingen die Verkehrszahlen und somit auch der weiträumige Verkehr zwischen 2015 und 2010 leicht um etwa 600 Fahrzeug zurück.
B 11: Die Verkehrsbelastung gemäß Verkehrszählung 2015 (2010) lag Richtung Tiefenbach bei etwa 16.100 (17.600) Fahrzeugen pro Tag.
B 299: Nördlich von Landshut wird sie als Versatz zwischen den Anschlussstellen Altdorf und Landshut-Nord auf der A 92 geführt. Das Stadtgebiet quert sie auf der Konrad-Adenauer-Straße, wo es regelmäßig zu Staus kommt, da sie sich in beiden Fahrtrichtungen von zwei auf eine Fahrspur pro Richtung verengt. Die Verkehrsbelastung lag dort gemäß Verkehrszählung 2015 (2010) bei knapp 27.000 (24.000) Fahrzeugen pro Tag. Bei Landshut-Nord waren es rund 14.400 (18.500) und im Osten Landshuts bei Weihbüchl (Ortsausgang Landshut Richtung Vilsbiburg) zirka 13.650 (13.700) Fahrzeuge pro Tag. Am 13. April 2015 hatten die Bauarbeiten zur Renovierung der Brücke der B 299 über die B 15 begonnen. Entgegen zuvor geäußerter Befürchtungen hinsichtlich eines zu erwartenden Verkehrs-Chaos wegen der hohen Verkehrsbelastung auf der B 299 lief der Verkehr auch nach einseitiger Sperrung Richtung A 92 ohne Störungen. Der Verkehr aus Vilsbiburg kommend wurde über die B 15 ausgeleitet und zur Auffahrt der A 92 bei Essenbach geführt.
War im Norden von Landshut an den Zählstellen Pfeffenhausen, Weihmichl und Arth bei der Verkehrszählung 2010 gegenüber der von 2005 noch eine Zunahme von 700 bis 3.000 Fahrzeugen zu verzeichnen, so gingen die Zahlen mit zwischen 1.600 und 4.200 Fahrzeugen bei der Zählung 2015 gegenüber 2010 deutlich stärker wieder zurück. Von 2005 auf 2010 war südlich von Landshut am Anstieg nach Weihbüchl ein Anstieg der Verkehrsmengen um 1.000 Fahrzeuge zu verzeichnen. Bei der Zählung 2015 gegenüber 2010 blieb das Verkehrsaufkommen und damit der weiträumige Verkehr nach Süden nahezu unverändert.
B 15n (Ost-Süd-Umfahrung Landshut): Aktuell mündet die B 15n bei Kläham in die B 15 in Höhe Ergoldsbach. Das gemeinsame Verkehrsaufkommen von B 15n und B 15 betrug 2015 in Ergolding an der Anschlussstelle mit der A 92 etwa 16.600 Fahrzeuge pro Tag. Nach aktuellen Prognosen geht Stand Mai 2015 das Staatliche Bauamt Landshut von 24.000 Fahrzeugen täglich aus, wenn der Anschluss der B 15neu an die A 92 erfolgt ist.
Das Staatliche Bauamt Landshut stellte im Oktober 2014 fest: „Die B 15 neu als vierspurige Fernverkehrsstraße dient in erster Linie dem weiträumigen Verkehr, der besseren Anbindung Ostbayerns, der Verbindung der Bundesautobahnen A 92, A 93, A 94 und A 8“ und das Bayerische Staatsministerium des Innern, für Bau und Verkehr ergänzte am 4. Dezember 2014: „Sie ist allein nicht geeignet, auch den Ziel- und Quellverkehr nach Landshut und den Binnenverkehr innerhalb Landshuts aufnehmen zu können“. Im Projektdossier, das der Anmeldung der östlichen Umfahrung Landshut (Weiterführung der B 15neu über die A 92 hinaus) zum BVWP 2030 zu Grunde lag, geht man von einem Verkaufsaufkommen von 10.000 Fahrzeugen täglich aus. Dies entspricht dem Mittelwert der durchschnittlichen täglichen Verkehrsbelastung aller Bundesstraßen im Landkreis Landshut aus den Jahren 2005 und 2010.

### Verkehrsprognosen
| Bereich                                                        | Verkehrs- aufkommen an Werktagen 2014 | Prognose für 2030 bei Nulllösung | Prognose für 2030 bei Realisierung der Ost-Süd-Umfahrung Landshut | Prognose für 2030 bei Realisierung eines Ringschlusses (Ost-Süd-Umfahrung plus Westumfahrung) |
| -------------------------------------------------------------- | ------------------------------------- | -------------------------------- | ----------------------------------------------------------------- | --------------------------------------------------------------------------------------------- |
| B 15: Luitpoldstraße (zwischen Rennweg und Schwimmschulstraße) | 27.500                                | 28.500                           | 25.800                                                            | 24.000                                                                                        |
| B 15: Luitpoldstraße (ab Schwimmschulstraße bis Isar)          | 22.500                                | 24.100                           | 20.400                                                            | 16.400                                                                                        |
| B 15/B 11: Wittstraße (zwischen Tunnel und Kupfereck)          | 34.000                                | 36.000                           | 31.100                                                            | 27.500                                                                                        |
| B 15: Veldener Straße                                          | 15.900                                | 17.300                           | 11.600                                                            | 10.800                                                                                        |

Hinweise:
- Die Schwankungsbreite der Prognosen beträgt jeweils 500 Fahrzeuge.[91]
- Über die Veldener Straße (B 15), die Luitpoldstraße aber auch über die B 11 und den Josef-Deimer-Tunnel kommend (beide in den obigen Zahlen nicht erwähnt) erreicht man die Wittstraße, entlang derer diverse Parkplätze und Parkhäuser zu finden sind, um zu Fuß in die Innenstadt zu gelangen; darunter z. B. die Grieserwiese mit allein 1.300 Stellplätzen.[92] Die beiden Parkhäuser in der Wittstraße bieten insgesamt 543 Fahrzeugen Platz.[93][94]

Am 13. Dezember 2018 hielt das Staatliche Baumamt Landshut eine Informationsveranstaltung zum bevorstehenden Planfeststellungsverfahren zum ersten Bauabschnitt der östlichen Umfahrung Landshut ab. Für das Jahr 2035 wurden dabei folgende Verkehrsentlastungsprognosen gemacht:
- Konrad-Adenauer-Straße minus 3.200 Kfz pro Tag
- Kaserneneck minus 5.000 Kfz pro Tag
- LAs 14 Höhe Schulzentrum minus 2.500 Kfz pro Tag
- LAs 14 östlich Auloh Anstieg der Verkehrsbelastung um 3.000 Kfz pro Tag.[95][96]

### Anbindungsqualität
| Startpunkt              | Streckenführung über                                                                                          | Endpunkt                                   | Streckenlänge mit Osttangente (OT) | Streckenlänge mit Ost-Süd-Umfahrung Landshut (B 15n) | Streckenlänge im Nullfall |
| ----------------------- | --- | ------------------------------------------ | ---------------------------------- | ---------------------------------------------------- | ------------------------- |
| Geisenhausen            | B 299, Konrad-Adenauer-Straße                                                                                 | Übergang Siemensstraße zur Industriestraße | -                                  | -                                                    | ca. 10,7 km               |
| Geisenhausen            | B 299, B 15n Plantrasse 1b (1c), St 2045, Kondrad-Adenauer-Straße                                             | Übergang Siemensstraße zur Industriestraße | -                                  | ca. 15,7 km                                          | -                         |
| Geisenhausen            | B 299, B 15n Plantrasse 1b (1c), LAs 14, Kondrad-Adenauer-Straße                                              | Übergang Siemensstraße zur Industriestraße | -                                  | ca. 22,5 km                                          | -                         |
| Geisenhausen            | B 299, B 15n Plantrasse 1b (1c), AS Essenbach/B 15n, A 92, AS Landshut-Nord (A 92)                            | Übergang Siemensstraße zur Industriestraße | -                                  | ca. 25,7 km                                          | -                         |
| Geisenhausen            | B 299, B 15n Plantrasse 1b (1c), AS Essenbach/B 15n, A 92, AS Landshut-Essenbach (A 92), B 15                 | Übergang Siemensstraße zur Industriestraße | -                                  | ca. 23,8 km                                          | -                         |
| Vilsbiburg              | Gerzen, Aham, Kröning, Niederviehbach (Niederaichbach), Wörth, Moosthann, B 15                                | AS Ergoldsbach/B 15n                       | -                                  | -                                                    | ca. 47,3 (49) km          |
| Vilsbiburg              | B 299, B 15n Planfall 1b (1c), B 15n                                                                          | AS Ergoldsbach/B 15n                       | -                                  | ca. 35 (33,3) km                                     | -                         |
| Vilsbiburg              | B 299, LAs 14, OT, B 15, Essenbach, B 15 (B 15n)                                                              | AS Ergoldsbach/B 15n                       | ca. 37,6 (37,3) km                 | -                                                    | -                         |
| Vilsbiburg              | B 299, LAs 14, OT, B 15; AS Landshut-Essenbach (A 92), A 92, AS Essenbach/B 15n, B 15n                        | AS Ergoldsbach/B 15n                       | ca. 37,6 km                        | -                                                    | -                         |
| Vilsbiburg              | B 299, Konrad-Adenauer-Straße, B 15, Essenbach, B 15 (B 15n)                                                  | AS Ergoldsbach/B 15n                       | -                                  | -                                                    | ca. 37,9 (37,6) km        |
| Vilsbiburg              | B 299, Konrad-Adenauer-Straße, AS Landshut-Nord (A 92), A 92, AS Landshut-Essenbach (A 92), B 15 (B 15n)      | AS Ergoldsbach/B 15n                       | -                                  | -                                                    | ca. 40,6 (40,3) km        |
| AS Landshut-Nord (A 92) | A 92, AS Landshut-Essenbach (A 92), B 15, OT                                                                  | Lurzenhof                                  | ca. 8,35 km                        | -                                                    | -                         |
| AS Landshut-Nord (A 92) | B 299, B 15, OT                                                                                               | Lurzenhof                                  | ca. 6,75 km                        | -                                                    | -                         |
| AS Landshut-Nord (A 92) | B 299, Konrad-Adenauer-Straße, Niedermayerstraße                                                              | Lurzenhof                                  | -                                  | -                                                    | ca. 6,4 km                |
| AS Landshut-Nord (A 92) | A 92, AS Essenbach/B 15n, B 15n, LAs 14                                                                       | Lurzenhof                                  | -                                  | ca. 15 km                                            | -                         |
| Vilsbiburg              | Gerzen, Aham, Niederviehbach, St 2074                                                                         | Dingolfing                                 | -                                  | -                                                    | ca. 35,25 km              |
| Vilsbiburg              | Gerzen, Aham, Frontenhausen                                                                                   | Dingolfing                                 | -                                  | -                                                    | ca. 33,75 km              |
| Vilsbiburg              | B 299, B 15n Planfall 1b (1c), A 92, AS Dingolfing-Mitte (A 92)                                               | Dingolfing                                 | -                                  | ca. 45,5 (43,85) km                                  | -                         |
| Vilsbiburg              | B 299, B 15n Planfall 1b+1c                                                                                   | Anbindung B 15n an B 15                    | -                                  | ca. 20,2 km                                          | -                         |
| Vilsbiburg              | B 299, St 2054, Altfraunhofen                                                                                 | Anbindung B 15n an B 15                    | -                                  | -                                                    | ca. 17,5 km               |
| Aham                    | Aham, Kröning, St 2045, Konrad-Adenauer-Straße                                                                | Übergang Siemensstraße zur Industriestraße | -                                  | -                                                    | ca. 26,50 km              |
| Aham                    | Aham, Kröning, Adlkofen, B 15n Planfall 1c (1b), B 299, Konrad-Adenauer-Straße                                | Übergang Siemensstraße zur Industriestraße | -                                  | ca. 35 km (ca. 29,5 km)                              | -                         |
| Aham                    | Aham, Kröning, Adlkofen, B 15n Planfall 1c (1b), AS Essenbach/B 15n, A 92, AS Landshut-Essenbach (A 92), B 15 | Übergang Siemensstraße zur Industriestraße | -                                  | ca. 33 km (ca. 34,5 km)                              | -                         |
| Aham                    | Aham, Kröning, Adlkofen, B 15n Planfall 1c (1b), AS Essenbach/B 15n, A 92, AS Landshut-Nord (A 92), B 299     | Übergang Siemensstraße zur Industriestraße | -                                  | ca. 34,5 km (ca. 36 km)                              | -                         |
| AS Landshut-Nord (A 92) | A 92, AS Landshut-Essenbach (A 92), B 15, OT                                                                  | Auloh (westlicher bzw. östlicher Zugang)   | ca. 9,8 bis 10,75 km               | -                                                    | -                         |
| AS Landshut-Nord (A 92) | B 299, Konrad-Adenauer-Straße, Niedermayerstraße                                                              | Auloh (westlicher bzw. östlicher Zugang)   | -                                  | -                                                    | ca. 7,85 bis 8,8 km       |
| AS Landshut-Nord (A 92) | A 92, AS Essenbach/B 15n, B 15n, LAs 14                                                                       | Auloh (westlicher bzw. östlicher Zugang)   | -                                  | ca. 13,55 bis 12,6 km                                | -                         |
| Unterglaim              | Ergoldinger Straße, AS Landshut/Essenbach (A 92), A 92, AS Essenbach/B 15n, B 15n, LAs 14                     | Lurzenhof                                  | -                                  | ca. 16,45 km                                         | -                         |
| Unterglaim              | Ergoldinger Straße, Altheim, B 15, OT                                                                         | Lurzenhof                                  | ca. 10 km                          | -                                                    | -                         |
| Unterglaim              | Ergolding, Rottenburger Straße, B 15, OT                                                                      | Lurzenhof                                  | ca. 7,2 km                         | -                                                    | -                         |
| Unterglaim              | St 2143, B 299, Konrad-Adenauer-Straße, Niedermayerstrße                                                      | Lurzenhof                                  | -                                  | -                                                    | ca. 10,5 km               |
| Essenbach               | AS Essenbach/B 15n, B 15n, LAs 14                                                                             | Lurzenhof                                  | -                                  | ca. 10,4 km                                          | -                         |
| Essenbach               | B 15, Konrad-Adenauer Straße (B 299), Niedermayerstraße                                                       | Lurzenhof                                  | -                                  | -                                                    | ca. 11,25 km              |
| Essenbach               | B 15, OT | Lurzenhof                                  | ca. 7,85 km                        | -                                                    | -                         |
| Essenbach               | B 15 Konrad-Adenauer Straße (B 299), Niedermayerstraße, St 2045                                               | Adlkofen (Kröning)                         | -                                  | -                                                    | ca. 16,7 (24,15) km       |
| Essenbach               | B 15n Planfall 1b, St 2045                                                                                    | Adlkofen (Kröning)                         | -                                  | ca. 11,85 (19,3) km                                  | -                         |
| Essenbach               | B 15n Planfall 1c, St 2045                                                                                    | Adlkofen (Kröning)                         | -                                  | ca. 10,5 (17,95) km                                  | -                         |
| Essenbach               | B 15, OT, Am Lurzenhof, St 2045                                                                               | Adlkofen (Kröning)                         | ca. 14,2 (21,65) km                | -                                                    | -                         |

## Baufortschritt/Planungsstand

### Baulast
Zunächst war unklar, in wessen Baulast der Weiterbau der B 15n als Ost-Süd-Umfahrung Landshuts liegen soll und wer damit die Planung und die Finanzierung übernehmen wird. Am 30. Januar wurde aus der Bayerischen Staatskanzlei verkündet, dass diese zum Bundesverkehrswegeplan 2015 für den vordringlichen Bedarf angemeldet wird. Damit wird die Bundesrepublik Deutschland als Vorhabensträger benannt. Im am 16. März 2016 vorgestellten ersten Referentenentwurf zum Bundesverkehrswegeplan 2030 war die Ost-Süd-Umfahrung in zwei Teilprojekten in den vordringlichen Bedarf eingestuft worden. Anfang Dezember 2016 wurde das entsprechende Fernstraßenausbaugesetz durch den Bundestag verabschiedet.

### Zeitschiene
2015 wurde der Anschluss der B 15n an die A 92 für 2019 erwartet. Im September 2017 wurde von der Autobahndirektion Südbayern mitgeteilt, dass sich die Fertigstellung in das Jahr 2020 verschiebt. Erwin Huber, Mitglied des Bayerischen Landtages, sprach von einer Fertigstellung der daran anschließenden Ost-Süd-Umfahrung nicht vor 2025. Im Falle einer Einstufung in die höchste Priorisierungsstufe des Bundesverkehrswegeplans 2015 strebt Bayerns Innenminister Herrmann für die Ost-Süd-Umfahrung Landshuts Baurecht bis 2019 an, was einen Baubeginn ab 2020 ermöglichen würde mit dem Ziel einer Fertigstellung bis 2025. Im Juli 2015 korrigierte er sich und nannte als frühesten Termin für einen Baubeginn das Jahr 2030; der Bund Naturschutz sprach gar von 2034, sollte nicht geklagt werden.

### Trassendefinition
Seit dem 22. Juni 2015 werden durch ein Dialogforum Empfehlungen zur Trassenführung im Raum Landshut erarbeitet. Dabei werden neben der Bundesverkehrswegeplan relevanten Ost-Süd-Umfahrung Landshuts auch lokale Verkehrsprojekte in kommunaler Baulast mit kleinräumiger Verkehrsfunktion betrachtet. Für Letztere können Vorhabensträger der Freistaat Bayern, der Landkreis Landshut, die Stadt Landshut oder einzelne Gemeinden sein. Manfred Dreier, stellvertretender Leiter des staatlichen Bauamtes Landshut rechnet frühestens Mitte 2017 mit einer Trassenempfehlung durch die Regierung von Niederbayern. Am 9. September 2016 gab das Staatliche Bauamt Landshut bekannt, dass man mit Erhebungen der Tier- und Pflanzenwelt im Bereich der drei Trassenvarianten 1a, 1b und 1c aus dem Dialogforum begonnen hat als Basis für eine Umweltverträglichkeitsstudie.
Für Anfang 2017 ist eine Informationsveranstaltung von Seiten des Landkreises zum Thema „Ost-Süd-Umfahrung Landshut“ geplant. Mitte Januar 2017 fand im großen Sitzungssaal des Landratsamtes Landshut eine gemeinsame öffentliche Sitzung der Gemeinderäte der Gemeinden Altfraunhofen und Geisenhausen statt, um über mögliche Trassenvarianten zu diskutieren. Während der Gemeinderat von Altfraunhofen sich für eine Variante 1a und gegen eine Variante 1c aussprach, legte sich der Geisenhausener Gemeinderat noch nicht fest.

### Ideenwettbewerbe
Am 31. Januar 2011 war von der Bayerischen Ingenieurkammer-Bau zusammen mit der Obersten Baubehörde im Bayerischen Staatsministerium des Inneren ein Wettbewerb ausgelobt worden betreffend den Entwurf einer Straßenbrücke (Isarquerung) mit zwei Richtungsfahrbahnen im Gegenverkehr, bei dem die Randbedingungen aus dem Bauvorhaben einer B 15n übernommen wurden. Die eingereichten Entwürfe waren nach folgenden Kriterien zu bewerten:

- Ökologische Qualität,
- Ökonomische Qualität,
- Soziokulturelle Qualität,
- Konstruktive Qualität.

Im Rahmen der Bayerischen Klimawoche fand am 9. Juni 2011 die Preisverleihung an die drei Gewinner des Wettbewerbs statt.

### Ausführungsplanung
Bereits am 19. November 2016 waren im Rahmen eines europäischen Ausschreibungsverfahren (B16E7727001-01), zu dem die Einreichungsfrist am 15. Dezember endete, Ingenieurleistungen unter folgendem Titel durch das Staatliche Bauamt Landshut ausgeschrieben: B 15neu Ost-Süd-Umfahrung Landshut Objektplanung Verkehrsanlagen BA I und II. Der geschätzte Auftragswert wurde mit 775.000 Euro und die Vertragslaufzeit mit 1. März 2017 bis 30. September 2018 angegeben. Die Streckenlängen und die Bauausführung wurden wie folgt beschrieben:
- BA I – A 92 bis LAs 14s: Für diesen ca. 2,4 km langen Abschnitt sind sowohl ein Anschluss an die Grundwasserwanne beim Autobahnkreuz der B 15neu mit der A 92 als auch ein teilplanfreier Anschluss an die LAs 14s zu planen. Dazwischen ist ein Brückenbauwerk für die Unterquerung der Bahnlinie (Landshut-Plattling) und der Staatsstraße 2074 sowie die Dükerung eines Bachs zu berücksichtigen. Die Isar wird mit einer ca. 400 m langen Brücke gequert.
- BA II – LAs 14s bis B 299: Dieser Abschnitt hat eine Länge von ca. 8,3 km. Bei diesen Planungen ist zu berücksichtigen, dass teilweise „naturschutzfachlich hoch bedeutsame Flächen“ gequert werden. Das sehr steil ansteigende FFH-Gebiet der Isarhangleite wird als „schwieriger Bereich“ benannt, für den eine technische Lösung zu erarbeiten ist. Der Anschluss an die Staatsstraße 2045 bei Adlkofen ist teilplanfrei zu gestalten, der darauf folgende Anschluss an die B 299 bei Hohenegglkofen hingegen planfrei. Wegen des stark bewegten Geländes sind Talbrücken und Tunnel nötig.

Diese beiden Abschnitte, die der östliche Ortsumfahrung Landshut zuzurechnen sind, sind zweibahnig vierstreifig, ohne Standstreifen mit einer entsprechenden Anbindung an das untergeordnete Wegenetz zu planen.
Die Errichtung der gesamten Ost-Süd-Umfahrung Landshut ist in drei Bauabschnitten vorgesehen. Der dritte Bauabschnitt (BA III – B 299 bis B 15, die sogenannte südliche Ortsumfahrung Landshut) ist nicht Teil der Ausschreibung. Die Vergabe erfolgte am 3. März 2017.
Am 22. Dezember 2016 folgte eine weitere Ausschreibung (B16E7727001-02), die die Erstellung eines landschaftspflegerischen Begleitplanes (LBP) für die Bauabschnitte I und II für die Entwurfs- und Genehmigungsplanung umnfasst. Diese Architekten- und Ingenieurleistungen umfassen mit einem geschätzten Auftragsvolumen von 410.000 Euro unter anderem auch die FFH-Verträglichkeits- und Ausnahmeprüfung. Als Leistungszeitraum ist der 3. April 2017 bis 30. Juni 2018 vorgesehen. Die Vergabe erfolgte am 24. April 2017.
Eine weitere europäische Ausschreibung (B16E7727001-03) startete am 13. Februar 2017 für die Objekt- und Tragwerksplanung des Bauwerks K 49/1 als ca. 400 m lange achtfeldrige Isarbrücke mit einem geschätzten Auftragswert von 670.000 Euro. Als Leistungszeitraum ist der 22. Mai 2017 bis 30. September 2018 vorgesehen. Die Vergabe erfolgte am 22. Mai 2017.
Im ersten Bauabschnitt der Ostumfahrung würde zunächst eine 573 lange Grundwasserwanne entstehen. Diese würde an den derzeit (2017) im Bau befindlichen 970 m langen Abschnitt anschließen, der zum Bauabschnitt Ergoldsbach–Essenbach A 92 zählt. Die Bahnlinie Landshut–Plattling wird dadurch unterquert und der Ortsbereich Ohu mit der Staatsstraße 2074 in Tieflage gequert. Hierfür würde die Staatsstraße im Kreuzungspunkt mit der B 15neu um 2,5 Meter angehoben. Der nach Süden zu verlegende Mühlbach würde unter der B 15neu hindurchgeführt, die mit Lärmschutzwänden auf beiden Seiten versehen zur Isar hin ansteigt und mit einer 380 Meter langen Brücke die Isar samt Deichen sowie Teile des Auwaldes überspannt. Bei Dirnau würde sie an die LAs 14 anbinden, die auf bisherigem Höhenniveau verbleibt.
Als Lärmschutzmaßnahme ist im Bereich Ohu ist eine Aufschüttung in Höhe von sechs Metern vorgesehen, deren Kosten mit zirka zwei Millionen Euro veranschlagt wird; alternativ dazu diskutiert die Politik aktuell eine Einhausung („Deckel“). Im eingeleiteten Raumordnungsverfahren ist „ein Deckel (= Einhausung) auf dem Trog der Grundwasserwanne bislang nicht vorgesehen“. Das Bundesverkehrsministerium hat das staatliche Bauamt Landshut mit Untersuchung der technischen Möglichkeiten für eine Einhausung und die damit verbundenen Kosten beauftragt. Im März 2019 stellte das Staatliche Bauamt Landshut dem Marktgemeinderat in Essenbach seine Planungen für den ersten Bauabschnitt vor. Dieser beinhaltet die Einhausung. Dennoch bleibt das Thema Lärmschutz umstritten und der Gemeinderat des Marktes Essenbach fordert weitere Verbesserungen noch im Vorfeld der Eröffnung eines Planfeststellungsverfahrens.
Am 7. Juli 2017 wurde unter der Referenznummer B16E7727001-04 die Objektplanung Ingenieurbauwerke und Tragwerksplanung für das „Bauwerk K 48/1 Grundwasserwanne mit Brücke St 2074“ ausgeschrieben. Um das anstehende Grundwasser so wenig wie möglich zu beeinflussen, soll die ca. 550 m lange Grundwasserwanne möglichst oberflächennah verlaufen. Die Vergabe erfolgte am 4. Dezember 2017.

### Raumordnungsverfahren
Zur Erlangung des Baurechts sind verschiedene Verfahrensstufen zu durchlaufen. Zunächst ein Raumordnungsverfahren (ROV) durchzuführen, welches durch die Aufhebung des Planfeststellungsbeschlusses vom 16. Februar 1991 für den Abschnitt Geisenhausen–Haarbach der B 15neu mit Vilstalspange durch Bescheid der Regierung von Niederbayern vom 26. Januar 2012 notwendig wurde, zur Überprüfung des Trassenkonzepts südlich Vilsbiburgs bis zur A 94/B 15. Außerdem ist eine Umweltverträglichkeitsprüfung und die Änderung des Regionalplanes notwendig. Eine Weiterführung der B 15 neu von der A 94 bis zur A 8 würde ein zusätzliches Raumordnungsverfahren erfordern.
| Verfahrensebene | Verwaltungsverfahren bzw. Planungsstufe                                         |
| --------------- | ------------------------------------------------------------------------------- |
| Raumordnung     | Voruntersuchungen, Erstellung der Raumordnungsunterlagen                        |
| Raumordnung     | Raumordnungsverfahren (ROV)                                                     |
|                 | Linienbestimmung                                                                |
| Zulassung       | Entwurfsplanung, Genehmigungsplanung, Erstellung der Planfeststellungsunterlage |
| Zulassung       | Planfeststellungsverfahren                                                      |
| Bau             | Ausführungsplanung                                                              |
| Bau             | Bauausführung (sofern Finanzierung gesichert und freigegeben)                   |

Im Dezember 2016 waren die Unterlagen für ein Raumordnungsverfahren in Vorbereitung. Ziel war es dieses bis Mitte 2017 abzuschließen. Am 10. März hat die Regierung von Niederbayern auf Antrag des Staatlichen Bauamtes Landshut das Raumordnungsverfahren (ROV) eingeleitet. Gegenstand des Verfahrens ist ausschließlich der Trassenverlauf der Ost-Süd-Umfahrung Landshut. Die Klärung der notwendigen Neu- und Ausbaumaßnahmen für den weiteren Verlauf bis zur A 8 bei Rosenheim soll während der Laufzeit des BVWP 2030 herbeigeführt werden.
Dem ROV wurden folgende Trassen aus dem Dialogforum zur landesplanerischen Beurteilung zugeführt:
- 1a mit ca. 16,9 km – 8 Brückenbauwerke (länger als 100 m), ca. 1775 m Gesamtlänge / 2 Tunnel mit ca. 650 m Gesamtlänge,
- 1b mit ca. 23,8 km – 5 Brückenbauwerke (länger als 100 m), ca. 1245 m Gesamtlänge / 2 Tunnel mit ca. 650 m Gesamtlänge,
- 1c mit ca. 22,3 km – 3 Brückenbauwerke (länger als 100 m), ca. 650 m Gesamtlänge / 2 Tunnel mit ca. 650 m Gesamtlänge.

In Bezug auf den Fall 1b und 1c werden im Bereich Altfraunhofen zwei Alternativtrassen betrachtet:
- Variante „Nord“ und
- Variante „Süd“.

Dabei werden die Ortsteile Holzhäuseln und Moorloh einmal im Norden bzw. im Süden umgangen. Die nördliche Variante wird vom Staatlichen Bauamt Landshut favorisiert.
Für den Aufstieg zur Isarhangleiten werden drei Höhenplanungsvarianten benannt, die auf alle zur Beurteilung genannten Varianten angewandt werden können:
- A: kurze Brücke mit anschließender Grünbrücke zur Verbindung des zerteilten FFH-Gebietes,[138]
- B: lange Talbrücke mit kompletter Überbrückung des FFH-Gebietes,[139]
- C: langer und tiefliegender Tunnel.

Von der Variante C wird im Rahmen des ROV vom Vorhabenträger abgesehen.
Für den Abschnitt vom Autobahnkreuz bei Essenbach bis zur B 299 ist ein Regelquerschnitt RQ 21 und für den weiteren Verlauf von der B 299 bis zur B 15 ein Regelquerschnitt RQ 11,5 vorgesehen. Im Fall 1a und 1b werden die Knotenpunkte mit der LAs 14 und der St 2045 teilplanfrei ausgeführt; im Falle der Variante 1c auch der Knotenpunkt mit der B 299. Die Anbindung an die B 15 erfolgt plangleich. Die für ein späteres Planfeststellungsverfahren notwendige Umweltverträglichkeitsprüfung wird bereits im Rahmen des ROV durchgeführt.
Im Zuge der Eröffnung das Raumordnungsverfahrens hat die Gemeinde Altfraunhofen ein Umweltgutachten in Auftrag gegeben, gegen den geplanten Verlauf der B 15neu durch das Kleine Vilstal (ROV-Trassen 1b/1c). Etwa 500 Stellungnahmen gingen zum Raumordnungsverfahren ein.
Am 8. Februar 2018 wurde das Raumordnungsverfahren mit einer positiven landesplanerischen Beurteilung unter Auflagen für die Planfälle 1b und 1c abgeschlossen. Abgelehnt wurden der Planfall 1a sowie die Dammlösung für die Querung der Isarleite und die Untervariante Süd bei Altfraunhofen. Damit wurde die Trasse für die Ortsumfahrung Landshuts aus dem BVWP 2030 für den sogenannten Ausbau der bestehenden B 15 mit Ortsumfahrungen (Projekt B015-G070-BY) als nicht raumverträglich eingestuft. Im Umweltgutachten, welches im Rahmen der Aufstellung des Bundesverkehrswegeplanes 2030 erstellt wurde, war diese südliche Umfahrung mit einer mittleren umwelt- und naturschutzfachlichen Relevanz eingestuft worden. Wesentlicher Grund für eine negative landesplanerische Beurteilung neben vorhandener Bentonit-Lagerstätten waren „erheblich negative Auswirkungen auf Natur und Landschaft“.
Als hoch war im gleichen Umweltgutachten im Gegensatz dazu die umwelt- und naturschutzfachlichen Relevanz der östliche Umfahrung Landshut eingestuft worden. Die Trasse 1b entspricht bis zum Anschluss an die B 299 dieser sogenannten Neubautrasse im Raumordnungskorridor zwischen Landshut und Haag (Projekt B015-G060-BY). Die Raumverträglichkeit der Varianten 1b und 1c wird im Wesentlichen mit vier Faktoren begründet:
- der Einstufung in den vorrangigen Bedarf des BVWP 2030 bzw. Straßenausbaugesetzes,
- einem zusätzlichen Isar-Übergang, der die Standortattraktivität der östlichen und südöstlichen Teilräume der Region Landshut erhöht,
- einer Entlastung der Stadt Landshut vom überregionalen Durchgangsverkehr und
- einer besseren Anbindung des Wirtschaftsraumes Vilsbiburg an die A 92.

Als wesentliche Auflagen sind folgende vier Punkte genannt:
- ausreichender Lärmschutz für die vom Vorhaben betroffenen Menschen,
- Minimierung des Flächenverbrauchs auf das absolut Notwendige,
- bessere Anbindung an das nachgelagerte Straßennetz sowie
- Umsetzung mit zeitnah aufeinanderfolgenden Bauabschnitten, um die Belastungen für die Menschen während der Bauphase zu reduzieren.

### Planfeststellungsverfahren
Am 22. Mai 2017 wurde auf der fünften Sitzung des Dialogforums Ost-Süd-Umfahrung Landshut für die Einleitung eines Planfeststellungsverfahren für den ersten Bauabschnitt der östlichen Umfahrung Landshut vom Autobahnkreuz der B 15neu mit der A 92 mit Isarquerung bis zur LAs 14 als möglicher Termin Sommer 2018 genannt. Eine vorherige Klärung des weiteren Trassenverlaufs wurde hierfür nicht für notwendig erachtet. Ende September teilte das Staatliche Bauamt Landshut mit, dass das Planfeststellungsverfahren Anfang 2018 gestartet werden soll. Im Landratsamt Landshut ging man im April 2018 von einer Eröffnung des Verfahrens im Laufe des Sommers aus und hielt die Realisierung einer Anbindung an die LAs 14 (1. Bauabschnitt) bis 2024 für möglich. Am 13. Dezember 2018 hielt hierzu das Staatliche Bauamt Landshut eine Informationsveranstaltung ab. Zeitgleich erfolgte die Erstellung der Unterlagen für das Planfeststellungsverfahren. Ein Jahr später als zunächst erwartet sollte dann im Sommer 2019 das Planfeststellungsverfahren eröffnet werden. Die Unterlagen waren jedoch erst Anfang 2020 soweit fertiggestellt, dass das Planfeststellungsverfahren bei der Regierung von Niederbayern beantragt werden konnte.
Am 21. Januar 2020 wurden der Stadt Landshut und den Gemeinden Essenbach und Niederaichbach die Planfeststellungsunterlagen zur öffentlichen Auslegung zugeleitet. Am 30. Januar 2020 fand eine weitere Informationsveranstaltung statt, da seit der Veranstaltung im Dezember 2018 vor allem die naturschutzfachlichen Unterlagen überarbeitet und konkretisiert worden waren. Am 29. Mai endete die Einspruchsfrist gegen den ersten 1,8 km langen Bauabschnitt abgehend vom Autobahnkreuz mit der A 92 die Isar querend bis zur LAs 14. Insgesamt gab es 1.244 Einwendungen. Nach Sichtung durch die Regierung von Niederbayern hat das Staatliche Bauamt Landshut Gelegenheit zur Stellungnahme. Anschließend erfolgt durch die Regierung von Niederbayern die Prüfung und Bewertung der Einwendungen und der Stellungnahmen des Vorhabensträgers.[veraltet]
Strittig zwischen dem Staatlichen Bauamt Landshut und dem Markt Essenbach war bereits im Vorfeld des Verfahrens der Lärmschutz zwischen Tunnel (sogenannter Deckel auf der Grundwasserwanne) und der Brücke über die Isar.

## Dialogforum
Im Rahmen der Trassenanmeldung zum Bundesverkehrswegeplan war für April 2015 der Beginn eines Öffentlichkeitsforums zur Erarbeitung von konkreten Trassenvorschlägen durch das Staatliche Bauamt unter Einbeziehung der betroffenen Gemeinden angekündigt worden. Als sogenanntes Dialogforum Ost-Süd-Umfahrung Landshut im Zuge der B15neu wurde es am 7. April 2015 eingerichtet. Es soll zwei Jahre lang Bestand haben. Seit dem 20. August 2015 verfügt es über einen eigenen Internetauftritt.

### Ziele und Aufgaben
Ziel des Forums ist, einen Weiterbau des Teilabschnitts der B 15n ab der A 92 zu ermöglichen. Das Forum hat dabei folgende Aufgaben:
- Diskussion über projektrelevante Aspekte,
- Begleitung der Planung,
- Information der Öffentlichkeit.[158][99]

Hinsichtlich der Aufgaben eines einzurichtenden Öffentlichkeitsforums äußerte Landrat Peter Dreier Anfang Februar 2015: „Das Staatliche Bauamt wird sämtliche Varianten, die möglich sind, sogar eine unter Einbeziehung einer Westumgehung, erarbeiten.“ Diese sollten dann mit den betroffenen Gemeinden diskutiert werden. Thomas Huber, Bürgermeister von Kumhausen sprach im April 2015 auf der Bürgerversammlung in Kumhausen von 30 verschiedenen Varianten, die untersucht werden sollen.
Da bei Landshut kommunale als auch staatliche Projekte zusammentreffen, sollen die zu untersuchenden Planungsvarianten sowohl hinsichtlich der Perspektive einer weiteren verkehrlichen Erschließung des ostbayerischen Raumes und Vereinfachung des Nord-Süd-Verkehrs, als auch einer Verbesserung der verkehrlichen Situation Landshuts untersucht werden. Am Ende sollen als Ergebnis des Dialogforums Handlungsempfehlungen formuliert werden.
Im Rahmen der projektbezogenen Öffentlichkeitsarbeit ist ein wesentliches Ziel „einer einseitigen Berichterstattung gegen das Projekt entgegenzuwirken“. Hierzu verfügt es auch über eine eigene Internetpräsenz.

### Teilnehmer
Geleitet wird es durch:
- Landshuts Oberbürgermeister Hans Rampf (bis 31. Dezember 2016) abgelöst durch Alexander Putz (seit dem 1. Januar 2017)
- Landrat Peter Dreier und
- zunächst Karl Wiebel, dem Chef der Bayerischen Straßenbauverwaltung.[156] später dann Wolfgang Wüst, Honorarprofessor an der Fakultät für Bau Geo Umwelt der Technischen Universität München[163]

Mit der Moderation wurde Markus Michalka beauftragt. Darüber hinaus sind vertreten:
| - die Abgeordneten der Region - die Bürgermeister der betroffenen Gemeinden - die IHK Niederbayern - der Bayerische Bauernverband Landshut | - der Bund Naturschutz - die Bürgerinitiative „Stop B15neu“ - die Bürgerinitiative „Pro B15neu“. |

1. ↑  Zunächst war Alexander Putz der von Pro B15neu benannte Vertreter; seit 1. Januar 2017 ist er Oberbürgermeister der Stadt Landshut.

Folgende Abgeordnete wurden eingeladen:
- CSU – Florian Oßner, Erwin Huber, Helmut Radlmeier, Florian Hölzl
- Grüne – Thomas Gambke (bis zur Bundestagswahl 2017) abgelöst von Erhard Grundl (seit der Bundestagswahl 2017), Rosi Steinberger
- Freie Wähler – Hubert Aiwanger, Jutta Widmann
- SPD – Ruth Müller, Rita Hagl-Kehl,
- FDP (seit der Bundestagswahl 2017) – Nicole Bauer und
- AfD (seit der Bundestagswahl 2017) – Stephan Protschka.

Mitarbeiter der Autobahndirektion Südbayern, des Staatlichen Bauamts Landshut sowie der Bauverwaltungen von Stadt und Landkreis Landshut bilden eine unterstützende Projektgruppe. Deren Aufgabe ist:
- Koordination der Planungs- und Untersuchungsarbeiten,
- Führen des Planungsdialogs mit den Gemeinden und den Betroffenen und
- Vorbereitung der Empfehlungen des Dialogforums.[158]

Bis Anfang 2019 war Manfred Dreier vom Staatlichen Bauamt Landshut der Sprecher der Projektgruppe. Nach seinem Wechsel als Bereichsleiter ins Staatsministerium für Wohnen, Bau und Verkehr übernahm Robert Bayerstorfer, sein Nachfolger im Staatlichen Baumant, dieses Amt.
| Gebietskörperschaft | Vertreter                               |
| ------------------- | --------------------------------------- |
| Landkreis Landshut  | Landrat Peter Dreier                    |
| Stadt Landshut      | Bürgermeister Alexander Putz            |
| Adlkofen            | Bürgermeisterin Rosa-Maria Maurer       |
| Altdorf             | Bürgermeister Helmut Maier              |
| Altfraunhofen       | Bürgermeisterin Katharina Rottenwallner |
| Eching              | Bürgermeister Andreas Held              |
| Ergolding           | Bürgermeister Andreas Strauß            |

| Gebietskörperschaft | Vertreter                            |
| ------------------- | ------------------------------------ |
| Essenbach           | Bürgermeister Dieter Neubauer        |
| Geisenhausen        | Bürgermeister Josef Reff             |
| Kumhausen           | Bürgermeister Thomas Huber           |
| Tiefenbach          | Bürgermeisterin Birgit Gatz          |
| Vilsbiburg          | Bürgermeister Helmut Haider          |
| Vilsheim            | Bürgermeister Georg Spornraft-Penker |

### Positionen der Teilnehmer
Die Teilnehmer des Dialogforums gingen teilweise mit ähnlichen und teilweise komplett konträren Positionen in das Dialogforum.
| Teilnehmer                               | Position |
| ---------------------------------------- | --- |
| BUND Naturschutz Kreisgruppe Landshut    | Die Kreisgruppe der Umwelt- und Naturschutzorganisation ist für einen Verzicht auf den Weiterbau der B 15neu und für eine stadtnahe und innerstädtische Lösung für den Quell- und Zielverkehr. |
| Gemeinde Adlkofen                        | Es gibt einen Gemeinderatsbeschluss vom 21. September 2009 gegen einen Weiterbau der B 15neu. Am 17. Juni 2015 wurde ein weiterer Beschluss gefasst, in dem die aktuelle Planung abgelehnt und eine ortsnahe Umfahrung von Landshut gefordert wird. Als Reaktion auf das Ergebnis der landesplanerischen Beurteilung im Zuge des Raumordnungsverfahrens wurde am 19. März 2018 erneut ein Beschluss von der Gemeinde gefasst, in dem die Trasse 1c abgelehnt wird. Für den Fall einer entsprechenden Planung auf Basis der Trasse 1c machte die Bürgermeisterin deutlich, dass „die Gemeinde alle möglichen Schritte dazu ausschöpfen will, gegen eine solche Realisierung vorzugehen“. |
| Gemeinde Kumhausen                       | Der Bürgermeister äußerte sich am 8. Januar 2015 wie folgt: „Eine alternative Trassenführung der Autobahn B 15 neu, in der vorgelegten Art, ist für mich untragbar!“ Im Januar fasste der Gemeinderat einstimmig einen Beschluss gegen eine Westtrasse der B15 neu. Der Gemeinderat hat sich gegen eine Trasse 1a bzw. 1b und für eine Trasse 1c ausgesprochen. |
| IHK Niederbayern                         | Sie ist für eine durchgehende Realisierung der B 15neu von Regensburg bis Rosenheim. |
| Markt Essenbach                          | Per Gemeinderatsbeschluss wurde 2012 eine Weiterführung der B 15 neu über die A 92 hinaus durch die Ortschaft Ohu abgelehnt. Dieser wurde im Januar 2015 bekräftigt. Befürwortet wird eine Versatzlösung ohne Autobahnkreuz, durch die eine Weiterführung an Ohu vorbei möglich wäre. Ende März 2017 verabschiedete der Gemeinderat eine Resolution, die fordert: „Falls die Weiterführung der B 15neu tatsächlich in den drei vorgeschlagenen Varianten realisiert werden sollte, hält der Marktgemeinderat Essenbach einzig den Weiterbau mit Einhausung einschließlich Deckel für annehmbar. Die Mehrkosten von etwa sechs Millionen Euro seien dem Baulastträger zuzumuten.“        |
| Pro B 15neu                              | Diese Organisation ist für eine durchgehende Realisierung der B 15neu von Regensburg bis Rosenheim. |
| Staatliches Bauamt Landshut              | Vertreten durch Manfred Dreier wird eine durchgehende Realisierung der B 15neu von Regensburg bis Rosenheim (anknüpfend an eine Ost-Süd-Umfahrung Landshuts) als leistungsfähige Nord-Süd-Achse und zur Erschließung des ostbayerischen Raumes befürwortet. |
| Stadt Landshut                           | Ende Januar 2015 befürwortete der Stadtrat in einer Resolution den Bau einer Ost-Süd-Umfahrung Landshuts als Weiterführung der B 15n von der A 92 mindestens bis zur B 299 möglichst aber bis zur B 15. Auch iht seit 1. Januar 2017 im Amt befindlichen Bürgermeister Alexander Putz befürwortet dies. |
| STOP B15 neu                             | Dieser Zusammenschluss von Bürgerinitiativen ist gegen einen Weiterbau einer B 15neu über die A 92 hinaus, aber für eine verkehrsgerechte Lösung hinsichtlich des Quell- und Zielverkehrs Landshuts. |
| Markt Geisenhausen                       | April 2013 hob der Gemeinderat von Geisenhausen einen vier Jahre alten Beschluss gegen den Bau einer B 15neu in einer knappen 11:9-Entscheidung auf und sprach sich nun dafür aus. In Bezug auf die Varianten 1a, b und c gab es bis Mitte Januar 2017 noch keine Entscheidungsfindung im Gemeinderat Geisenhausen. Bei einem Gespräch der Bürgermeister von Adlkofen, Geisenhausen und Altfraunhofen mit Landrat Dreier im März 2018 forderte der Bürgermeister, dass „die B 15neu durchgehend bis zur B 388 vierstreifig ausgebaut werden muss“. |
| Gemeinde Tiefenbach                      | Der Gemeinderat fasste Beschlüsse gegen den Bau einer B 15neu (Januar 2015) und gegen die Realisierung der im Dialogforum diskutierten Trassen im Westen Landshuts durch das Gebiet der Gemeinde (Juli 2015). |
| Gemeinde Vilsheim                        | Es gibt einen Beschluss des Gemeinderates vom 22. Dezember 2014 gegen den Bau einer B 15neu. |
| Bayerischer Bauernverband (BBV) Landshut | Er lehnt einen autobahnähnlichen Weiterbau der B 15 neu bis Rosenheim ab wegen des hohen Flächenverbrauches. Eine Trassengestaltung habe flächenschonend zu erfolgen. |
| Gemeinde Altfraunhofen                   | Der Gemeinderat lehnt die auf der 4. Sitzung des Dialogforums favorisierte Trasse 1b ab und befürwortet die Variante 1a. Auch die Variante 1c wird abgelehnt. Bei einem Gespräch der Bürgermeister von Adlkofen, Geisenhausen und Altfraunhofen mit Landrat Dreier im März 2018 machte die Bürgermeisterin deutlich, dass die Gemeinde einen kompletten Neubau, parallel zur bestehenden Gemeindeverbindungsstraße und der Staatsstraße 2054 ablehnt. |
| Stadt Vilsbiburg                         | Eine Weiterführung einer vierspurigen B 15neu über die B 299 und den Kreisel bei Vilsbiburg auf die zweispurige B 388 werden vom ersten und zweiten Bürgermeister der Stadt Vilsbiburg kritisch betrachtet. |

### Sitzungen
Die Sitzungen sind nicht öffentlich. Damit soll „eine sachliche und geschützte Atmosphäre“ ermöglicht werden. Zunächst war die zweite Aprilhälfte 2015 für den ersten Tagungstermin angedacht. Festgelegt wurde er schließlich zum 22. Juni 2015. Der zweite Termin wurde für 5. Oktober vereinbart. Die Sitzungen sind nicht öffentlich.
| Datum                         | Status           | Themen |
| ----------------------------- | ---------------- | --- |
| 22. Juni 2015                 | nicht öffentlich | 1. Dialogforum: Organisatorisches, Ziele des Dialogforums, Informationen zur BVWP-2015-Anmeldung, Vorstellung von Varianten einer Umfahrung von Landshut                                                                          |
| 5. Oktober 2015               | nicht öffentlich | 2. Dialogforum: Vorstellung der Ergebnisse der Untersuchungen zu den 14 verschiedenen Trassenvarianten bzw. Kombinationen verschiedener Trassen                                                                                   |
| 29. Oktober 2015              | nicht öffentlich | Informationsveranstaltung mit Fragerunde für alle gewählten Vertreter der am Forum teilnehmenden kommunalen Gremien und für je fünf Vertreter der teilnehmenden Interessenvertretungen, Verbände und Initiativen sowie die Medien |
| 4. Mai 2016                   | nicht öffentlich | 3. Dialogforum: Beschränkung der weiter zu betrachtetenden Trassenvarianten auf 1a, 1b und 1c |
| 24. Oktober 2016              | nicht öffentlich | 4. Dialogforum: Betrachtung von Umweltaspekten der Trassenvarianten 1a, 1b und 1c und Prognosen zu baubegleitenden Verkehrsbelastungen                                                                                            |
| 22. Mai 2017                  | nicht öffentlich | 5. Dialogforum Weitere Vorgehensweise bezüglich Einleitung eines Planfeststellungsverfahrens für den Bauabschnitt I beginnend am Autobahnkreuz der B 15neu an der A 92 mit Isarquerung bis zur LAs 14.                            |
| 9. Februar 2018               | nicht öffentlich | 6. Dialogforum: Vorstellung der Ergebnisse des Raumordnungsverfahrens |
| voraussichtlich vor Ende 2018 | nicht öffentlich | 7. Dialogforum: Empfehlung des Dialogforums zu den Planfällen 1b und 1c |

#### 1. Sitzung
Auf der ersten Sitzung wurden von den Teilnehmern sieben Grundvarianten einer Umfahrung von Landshut eingebracht, von denen drei (die Fälle 1, 2 und 5) in zwei Untervarianten präsentiert wurden, was einer Gesamtzahl von zehn Varianten entspricht. Lediglich der Fall 1a entsprach damit der zum Bundesverkehrswegeplan 2015 angemeldeten Platzhalterlinie. Vier dieser zehn Varianten basierten auf der zum Bundesverkehrswegeplan angemeldeten Ost-Süd-Umfahrung Landshut, wobei zwei davon mit einer Osttangente kombiniert waren. Zwei Varianten basierten auf einer Versatzlösung von der Anschlussstelle der B 15 neu an der A 92 über eine äußere Westumgehung von Landshut davon eine kombiniert mit einer Osttangente. Zwei weitere Varianten wurden als städtische Westtangente mit Verlängerung zur B 15 alt vorgestellt davon ebenso eine kombiniert mit einer Osttangente. Die letzten beiden Varianten basierten auf einer Osttangente mit unterschiedlichem Ausbaugrad der anschließenden Straßen.
Diese sollen nun hinsichtlich ihrer verkehrlichen Wirkung, Kosten sowie Auswirkungen auf Raum und Umwelt untersucht und bis zum zweiten Treffen bewertet werden. Durch ein zu beauftragendes Verkehrsgutachten soll die Verkehrswirksamkeit (Aufnahmefähigkeit für Durchgangsverkehr und für Quell- und Zielverkehr) festgestellt werden.
Der Vorschlag Nummer 6 wurde bereits am 23. Januar 2015 auf der Versammlung der Bürgermeister des Landkreises Landshut mit Landrat Dreier und Landshuts Oberbürgermeister Rampf durch Essenbachs Bürgermeister Dieter Neubauer formuliert und vom ehemaligen Bürgermeister Essenbachs und jetzigen stellvertretenden Landrat Fritz Wittmann sowie Kumhausens Bürgermeister Thomas Huber unterstützt. Dieser forderte auch damals die Möglichkeit einer Westumfahrung Landshuts zu prüfen. Die Vorschläge 3, 4, 5a und 5b enthalten verschiedene Varianten von Westumfahrungen. Die Kreisgruppe des Bundes Naturschutz in Bayern e. V. unterstützt den Vorschlag Nummer 7. Einer Versatzlösung über die A 92 mit Ableitung des Verkehrs zur A 94 zwischen Moosburg und Erding, wie sie vor Jahren vom Markt Essenbach ins Gespräch gebracht wurde, bescheinigte die Bundesregierung 2007 eine Entlastungswirkung für Essenbach und eine Verbesserung der Anbindung zum Flughafen München (kürzere Fahrtszeiten), erwartete damit aber keine Verbesserung der Erschließung Ostbayerns.

Trassenvarianten, die auf der ersten Sitzung des Dialogforums diskutiert wurden
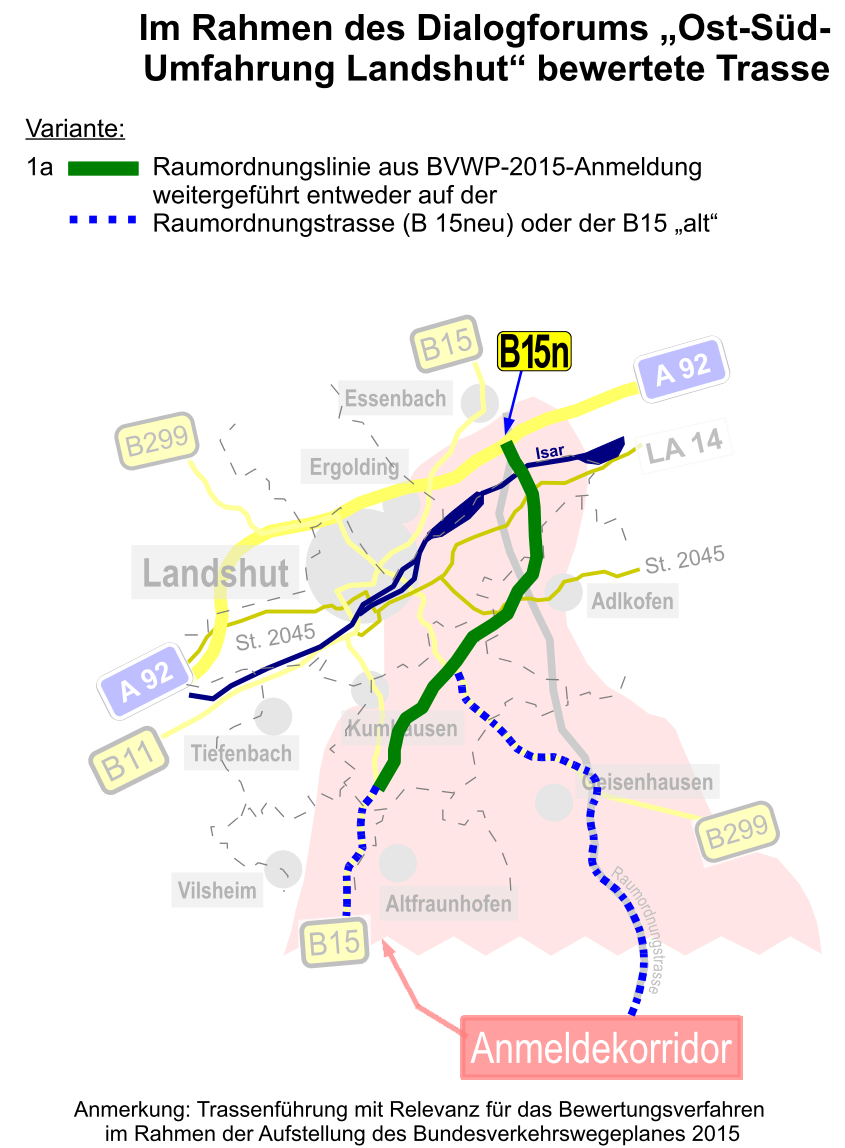
Trassenvariante 1a
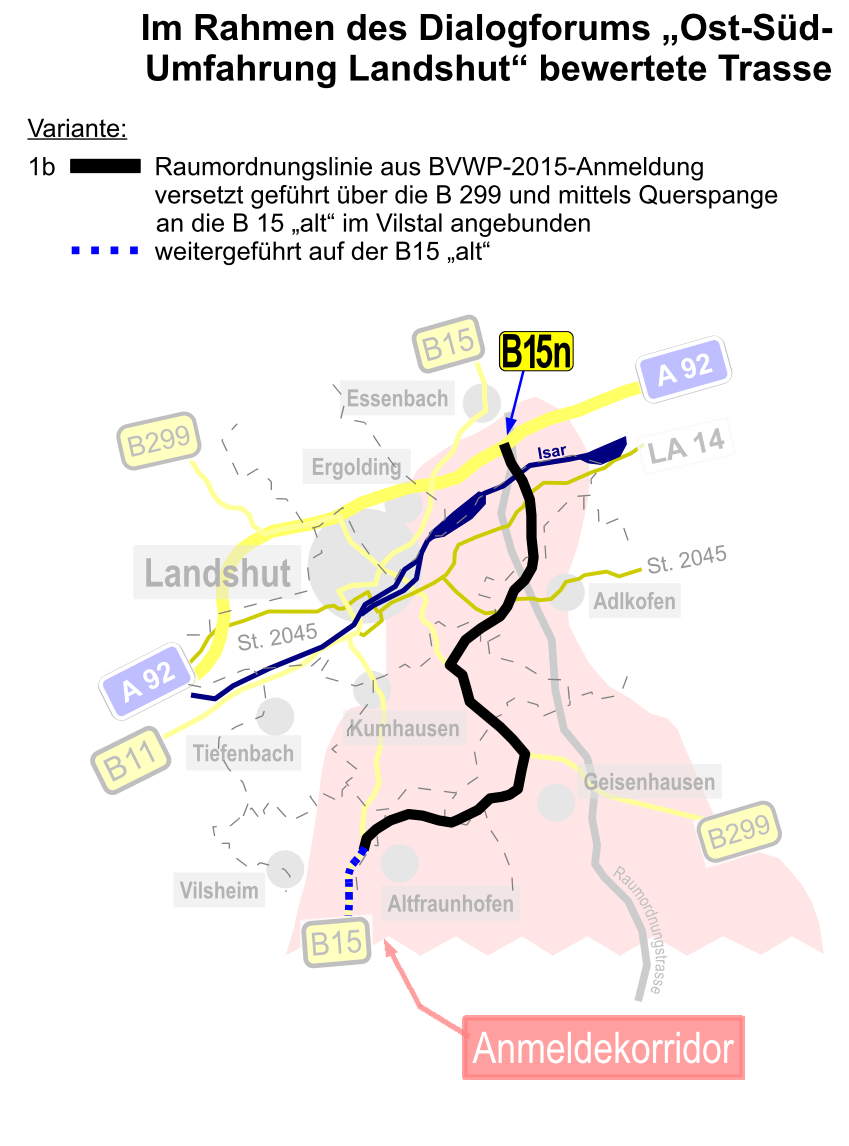
Trassenvariante 1b
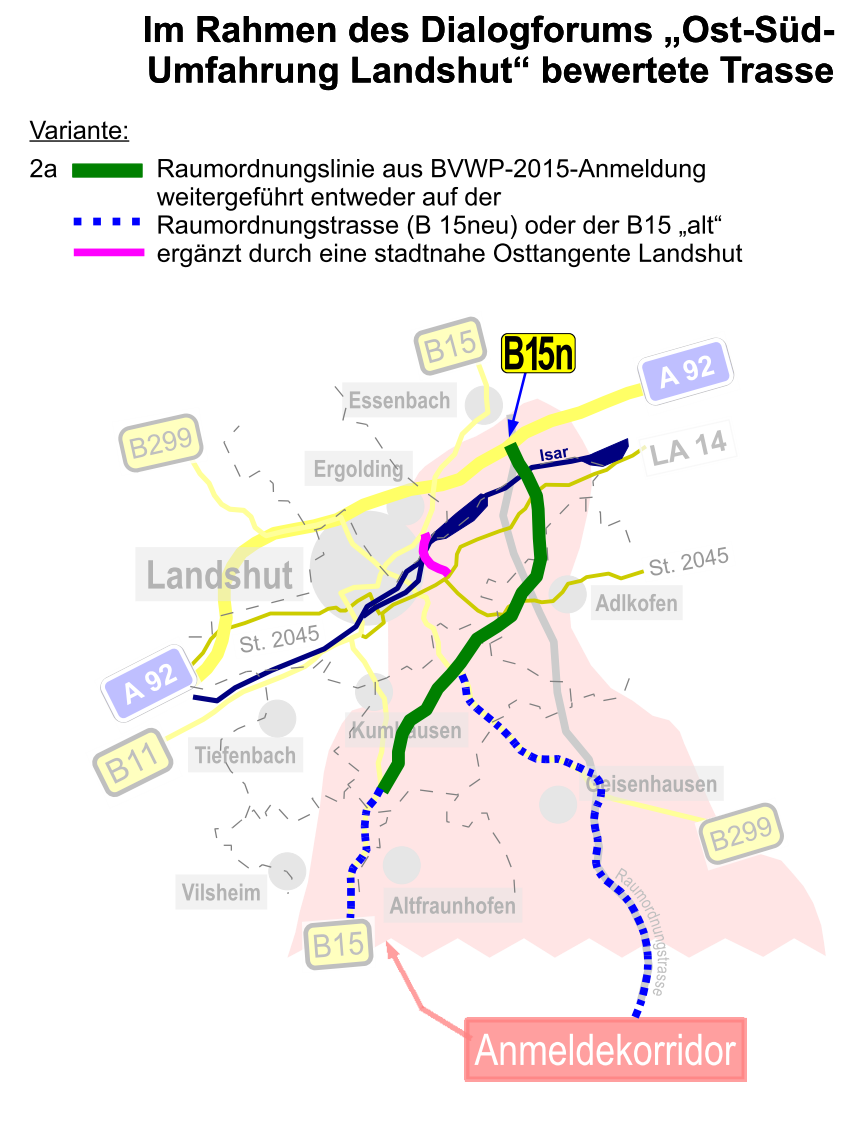
Trassenvariante 2a
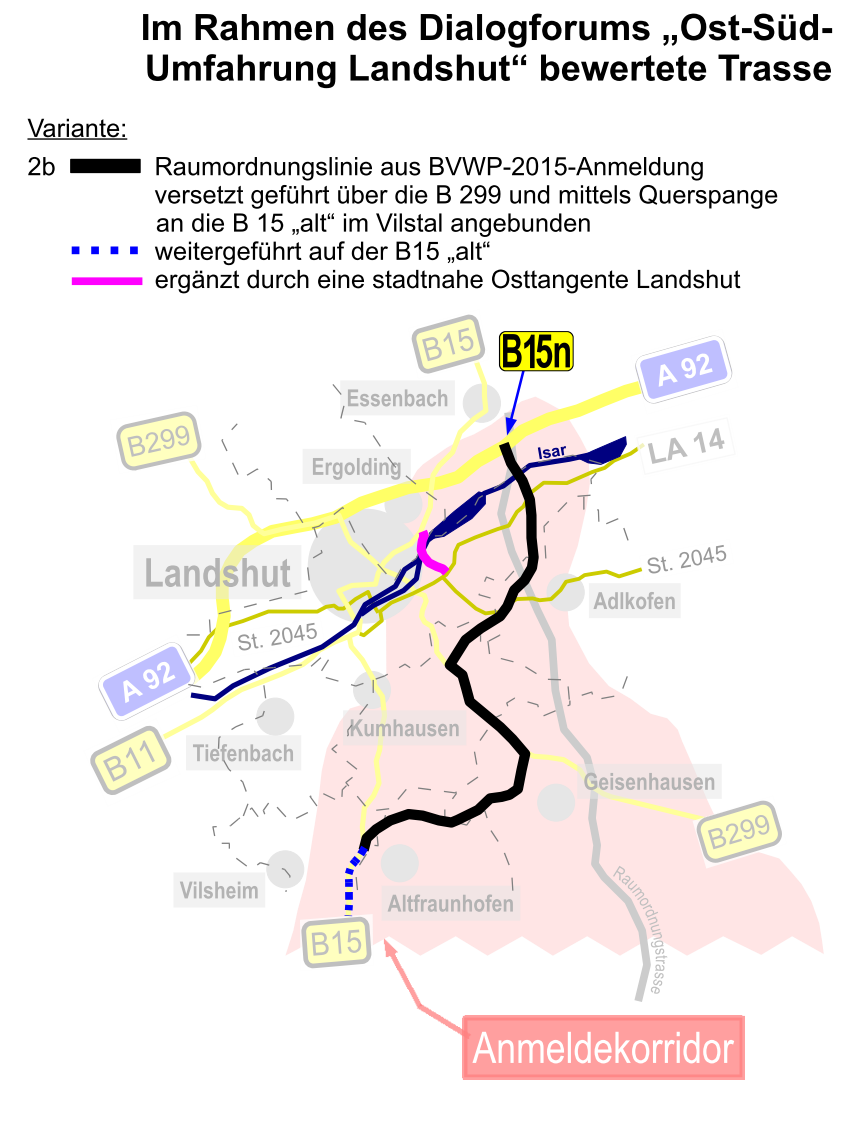
Trassenvariante 2b
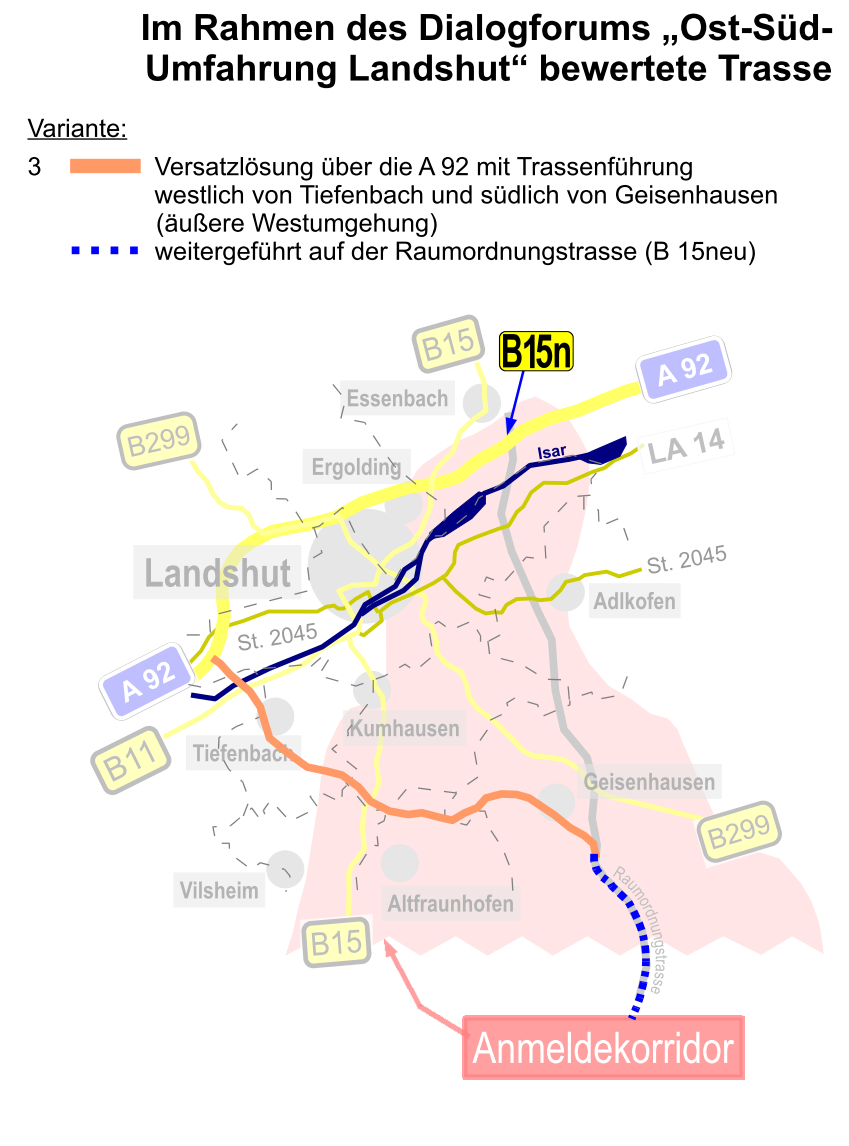
Trassenvariante 3
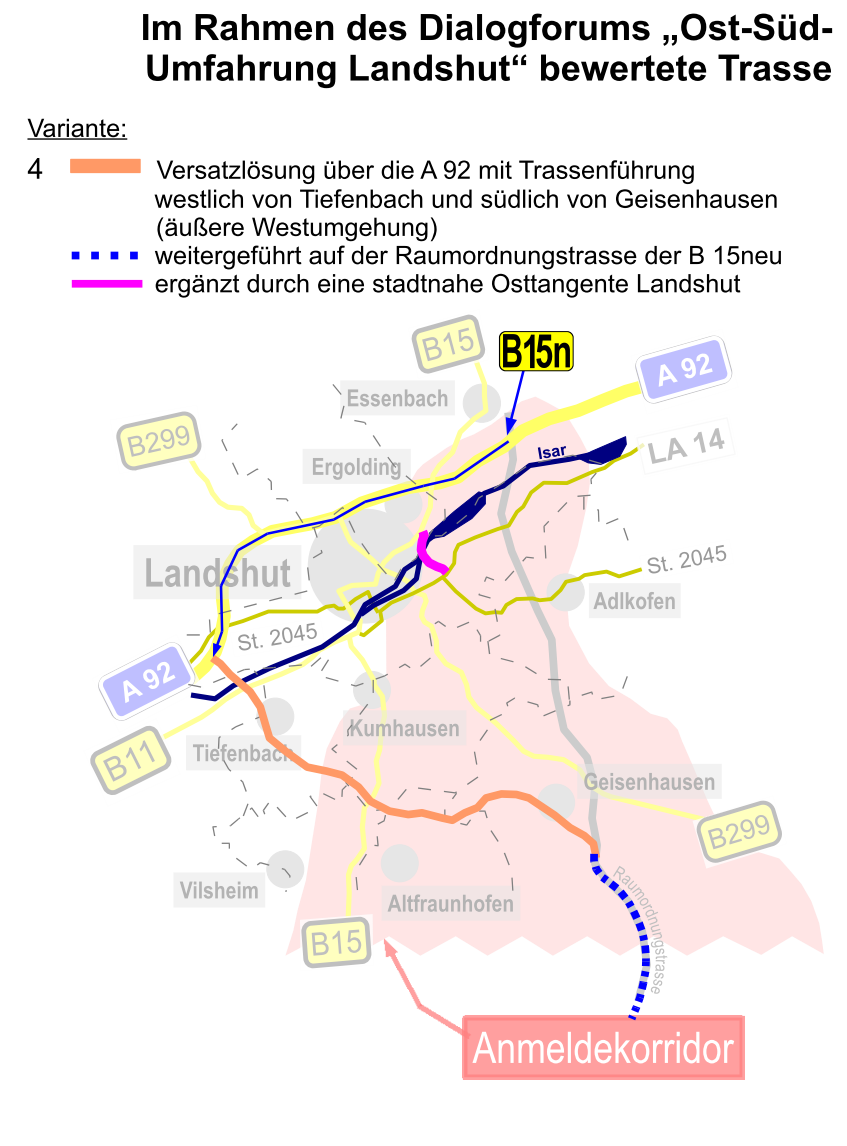
Trassenvariante 4
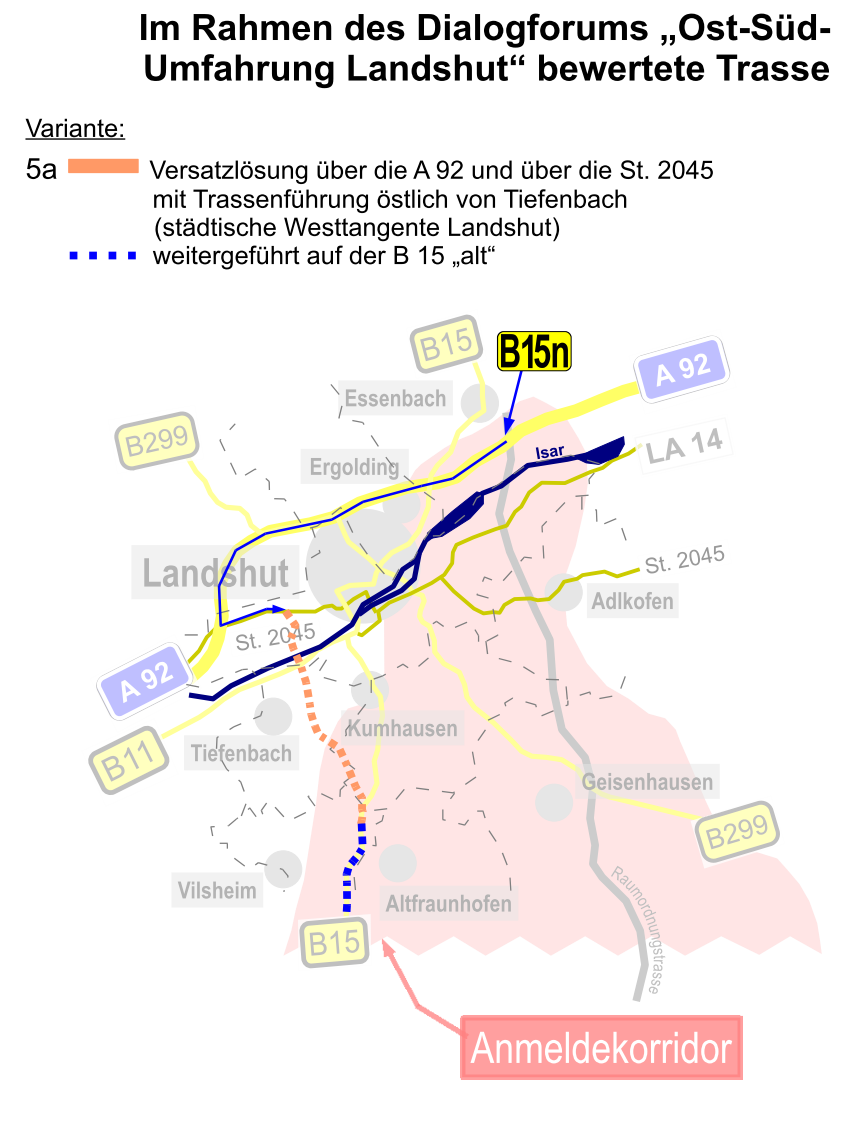
Trassenvariante 5a
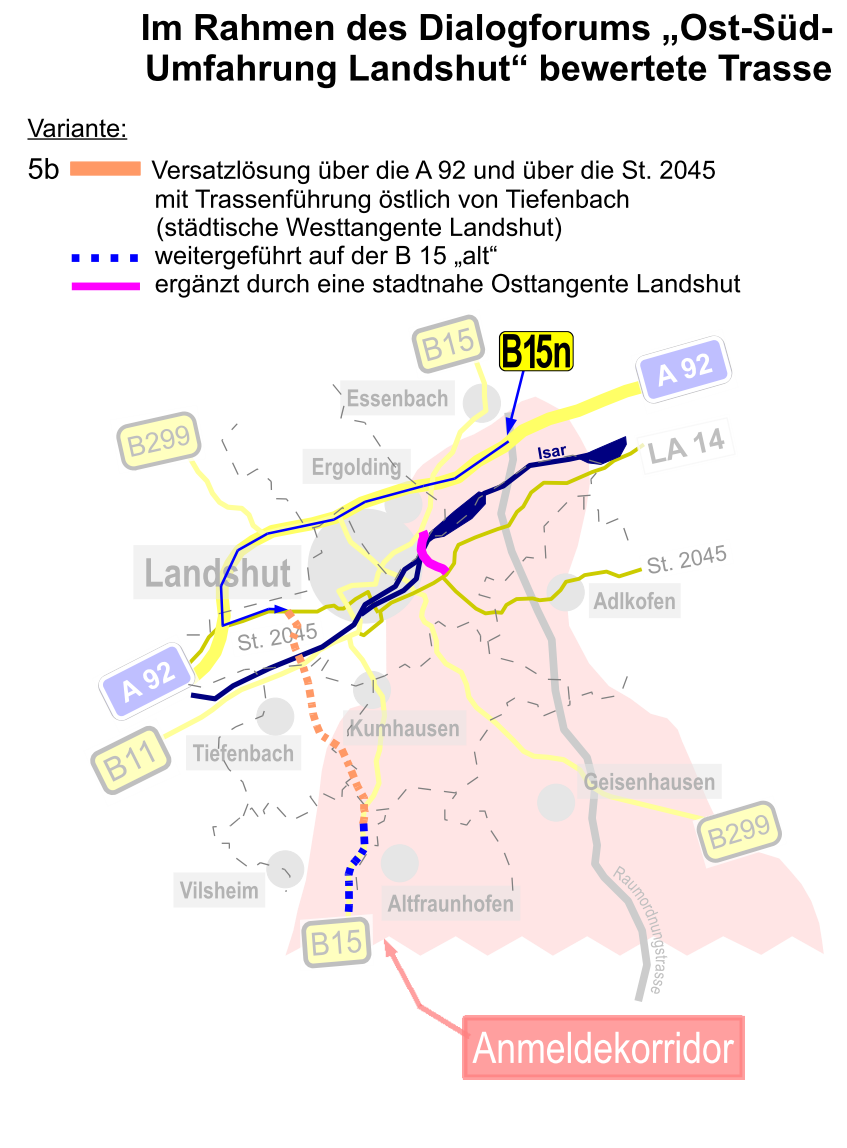
Trassenvariante 5b
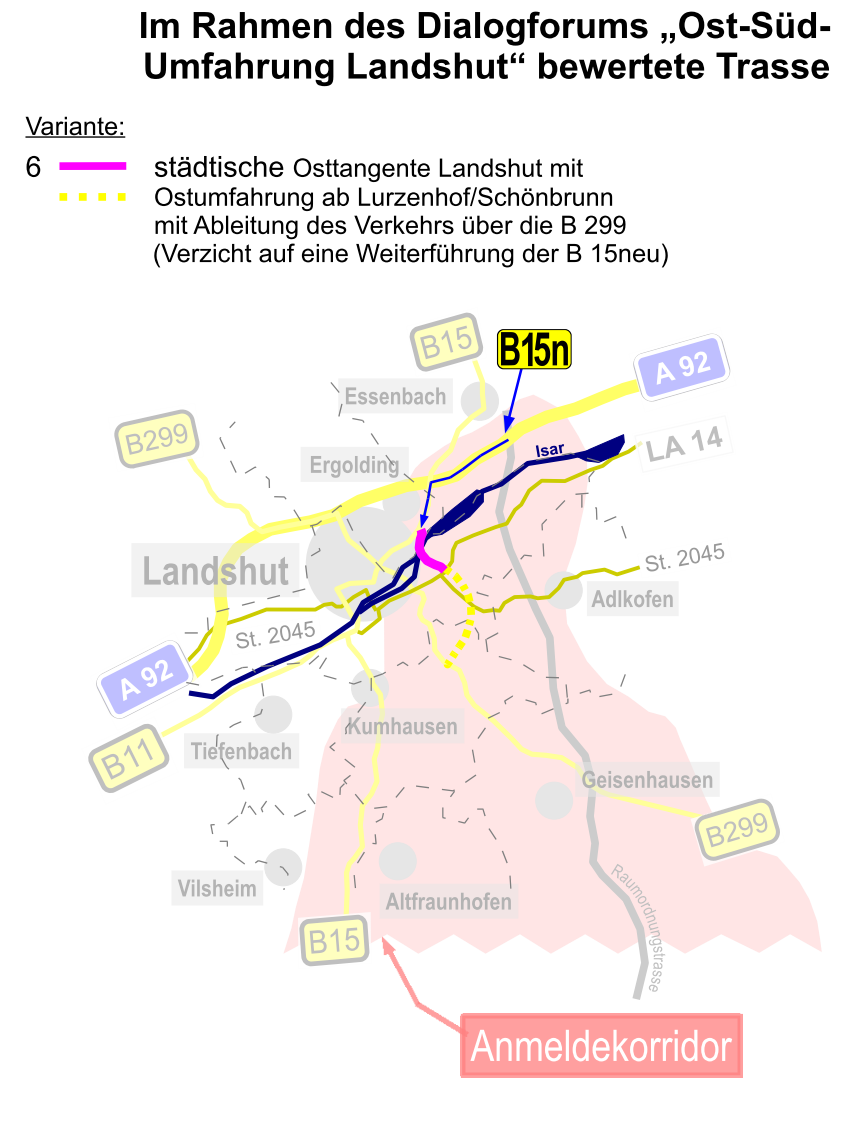
Trassenvariante 6
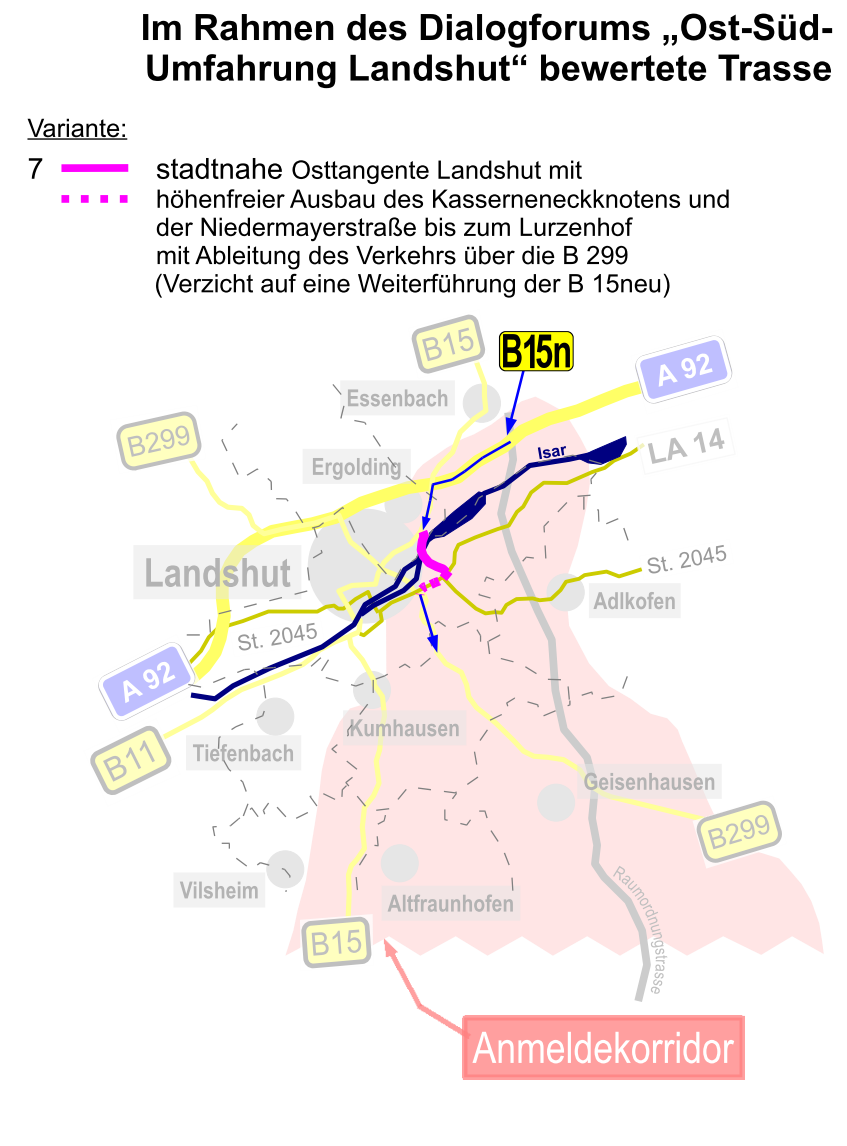
Trassenvariante 7

Hinsichtlich der verkehrlichen Wirkung werden z. B. aktuell Daten zum Verkehrsfluss auf den Autobahn- und Bundesstraßenabschnitten erhoben, wobei die Routenwahl durch automatische Kennzeichenerfassung ermittelt wird. Hierzu werden die Verkehrsströme bis November 2015 mit Kameras unter anderem auf folgenden Straßen erfasst: B 11, B 15, B 299 und A 92. Auch Drohnen wurden zur Ermittlung der Verkehrsströme eingesetzt.

#### 2. Sitzung
| Nr.   | Entlastung Anwohner | Verkehrs- nutzen | Umwelt- belange | Kosten- effizienz | Kosten     | Kosten pro km | Flächen- verbrauch gesamt in ha | davon Flachen- verbrauch Wald in ha |
| ----- | ------------------- | ---------------- | --------------- | ----------------- | ---------- | ------------- | ------------------------------- | ----------------------------------- |
| 1a v1 |                     |                  |                 |                   | 261 Mio. € | 15,0 Mio. €   | 106                             | 22                                  |
| 1a v2 |                     |                  |                 |                   | 231 Mio. € | 13,3 Mio. €   | 86                              | 19,5                                |
| 1b    |                     |                  |                 |                   | 305 Mio. € | 12,4 Mio. €   | 135                             | 20                                  |
| 1c    |                     |                  |                 |                   | 303 Mio. € | 13,2 Mio. €   | 127                             | 25                                  |
| 2a    |                     |                  |                 |                   | 317 Mio. € | 16,1 Mio. €   | 125                             | 23                                  |
| 2b    |                     |                  |                 |                   | 361 Mio. € | 13,5 Mio. €   | 146                             | 21                                  |
| 3     |                     |                  |                 |                   | 500 Mio. € | 14,6 Mio. €   | 107                             | 14                                  |
| 4     |                     |                  |                 |                   | 556 Mio. € | 15,2 Mio. €   | 116                             | 15                                  |
| 5a    |                     |                  |                 |                   | 124 Mio. € | 13,3 Mio. €   | 37                              | 5                                   |
| 5b    |                     |                  |                 |                   | 187 Mio. € | 14,5 Mio. €   | 46                              | 6                                   |
| 6     |                     |                  |                 |                   | 225 Mio. € | 23,0 Mio. €   | 18                              | 4                                   |
| 7     |                     |                  |                 |                   | 237 Mio. € | 24,4 Mio. €   | 19                              | 2                                   |
| 8     |                     |                  |                 |                   | 384 Mio. € | 14,4 Mio. €   | 144                             | 28                                  |
| 9     |                     |                  |                 |                   | 63 Mio. €  | 17,5 Mio. €   | 9                               | 1                                   |

Im Anschluss an die erste Sitzung wurde die Zahl der zu untersuchenden Varianten auf 14 erhöht. Auf der zweiten Sitzung am 5. Oktober 2015 wurden die Ergebnisse der Untersuchungen vorgestellt. Hierbei wurden auch genauere Angaben zum Ausbaugrad (Anzahl der Streifen oder Anzahl der Tunnelröhren) gemacht. Die Längen der untersuchten Vorschläge variierten von 3,6 km bis hin zu 36,4 km, die Zahl der möglichen Knotenpunkte zwischen vier und zwölf, die Anzahl der notwendigen Querungsbauwerke zwischen sieben und 90. Die Länge des Brückenbauwerks für eine Osttangente schwankte je nach Kontext zwischen 680 und 750 m. Der Vorschlag mit der günstigsten Kostenschätzung betrug 63 Millionen Euro, der Teuerste wurde mit 556 Millionen Euro angegeben. Der bisher im genehmigten Vorentwurf für die Weiterführung einer B 15neu ab der A 92 bis zur B 299 nach Geisenhausen enthaltene 2,1 km lange Tunnel bei Eisgrub wurde durch zwei wesentlich kürzere Tunnel mit einer Gesamtlänge von 650 (255 m plus 395 m) ersetzt. Für die Bewertung wurde auch der Flächenverbrauch insgesamt und Verbrauch an Waldfläche im Speziellen betrachtet. Die Spannbreite der Werte umfasst dabei neun bzw. ein Hektar für die Variante mit dem geringsten und 146 bzw. 28 Hektar für den größten Flächenverbrauch. Der größte Flächenbedarf ist dabei den Varianten zuzuordnen, die mit dem größten Verkehrsnutzen bzw. der größten Entlastung der Anwohner bewertet wurden.
Es wurde vereinbart, vor einer dritten Sitzung des Dialogforums eine zusätzliche Informationsveranstaltung durchzuführen. Ein Votum des Dialogforums zu den Trassenvarianten gab es bei diesem Treffen nicht. Untersucht wurden folgende Varianten:

Trassenvarianten, deren Bewertungen auf der zweiten Sitzung des Dialogforums vorgestellt wurden
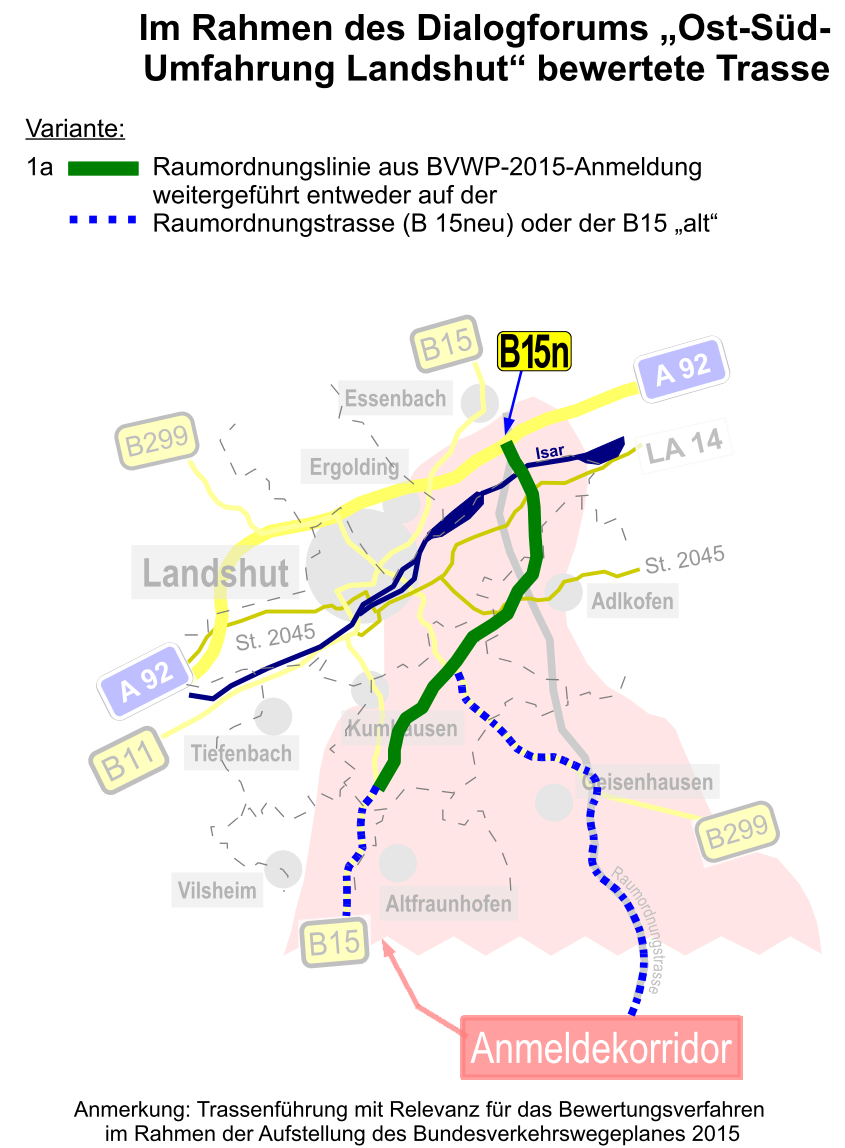
Trassenvariante 1a
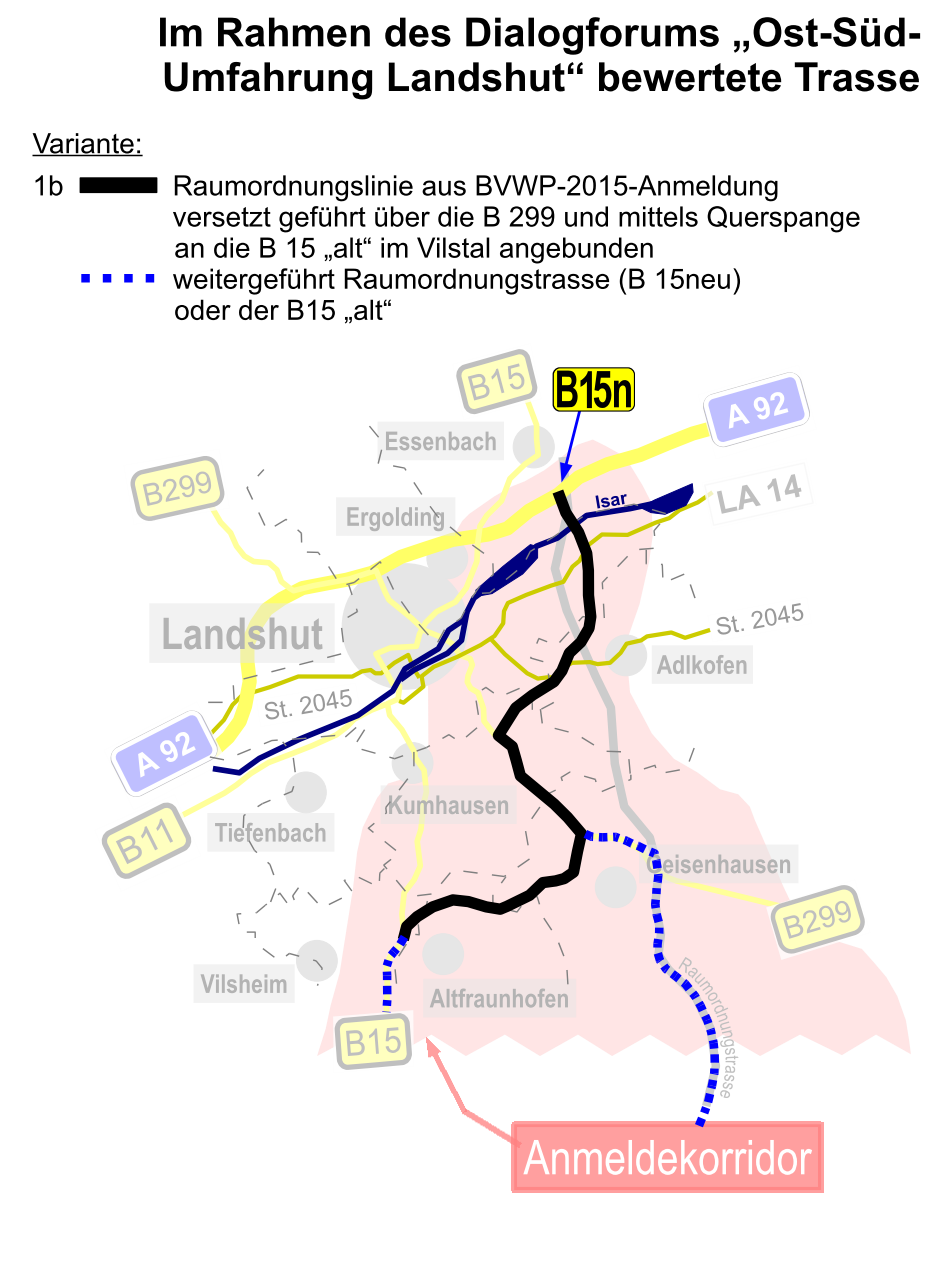
Trassenvariante 1b
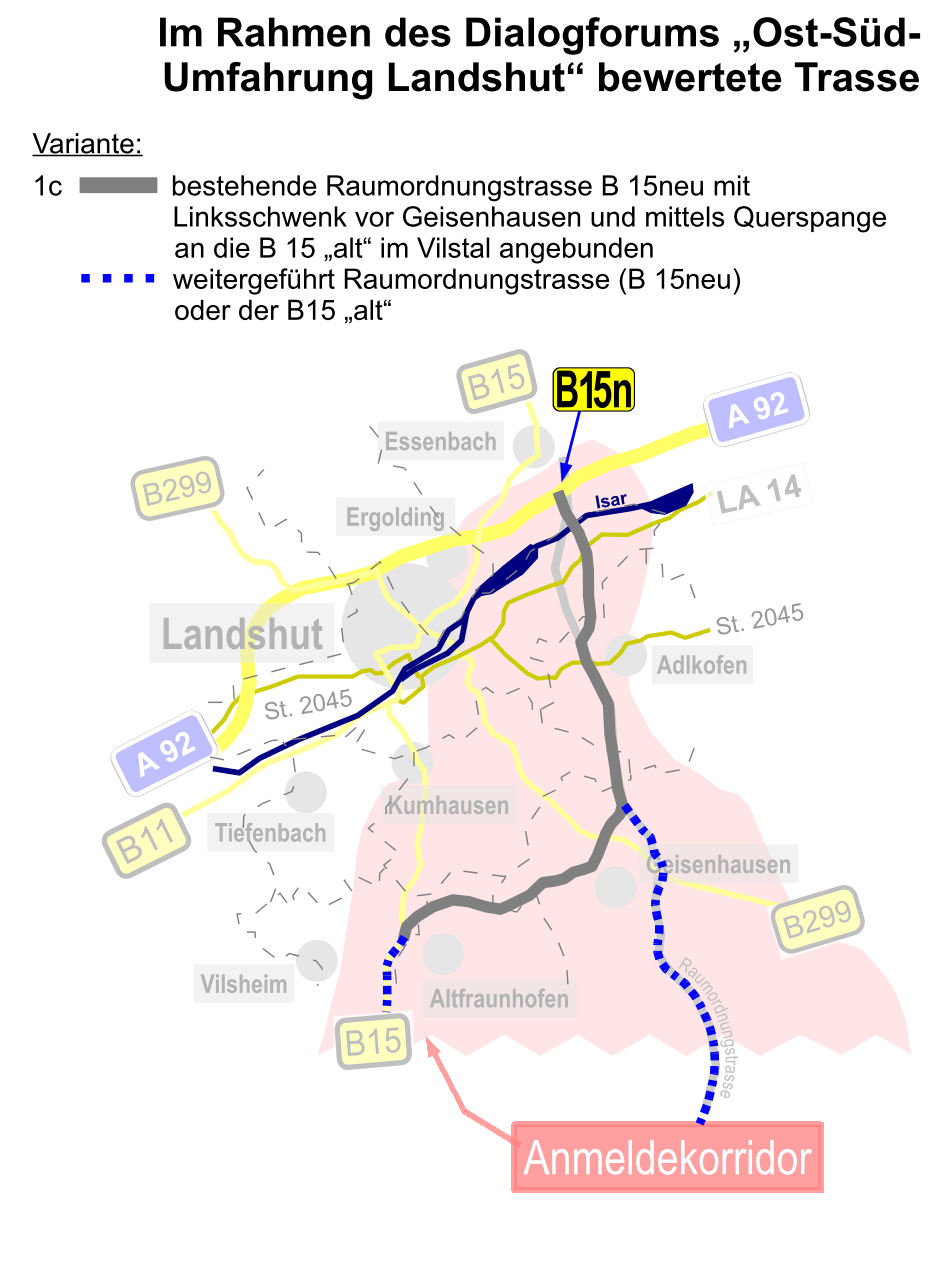
Trassenvariante 1c
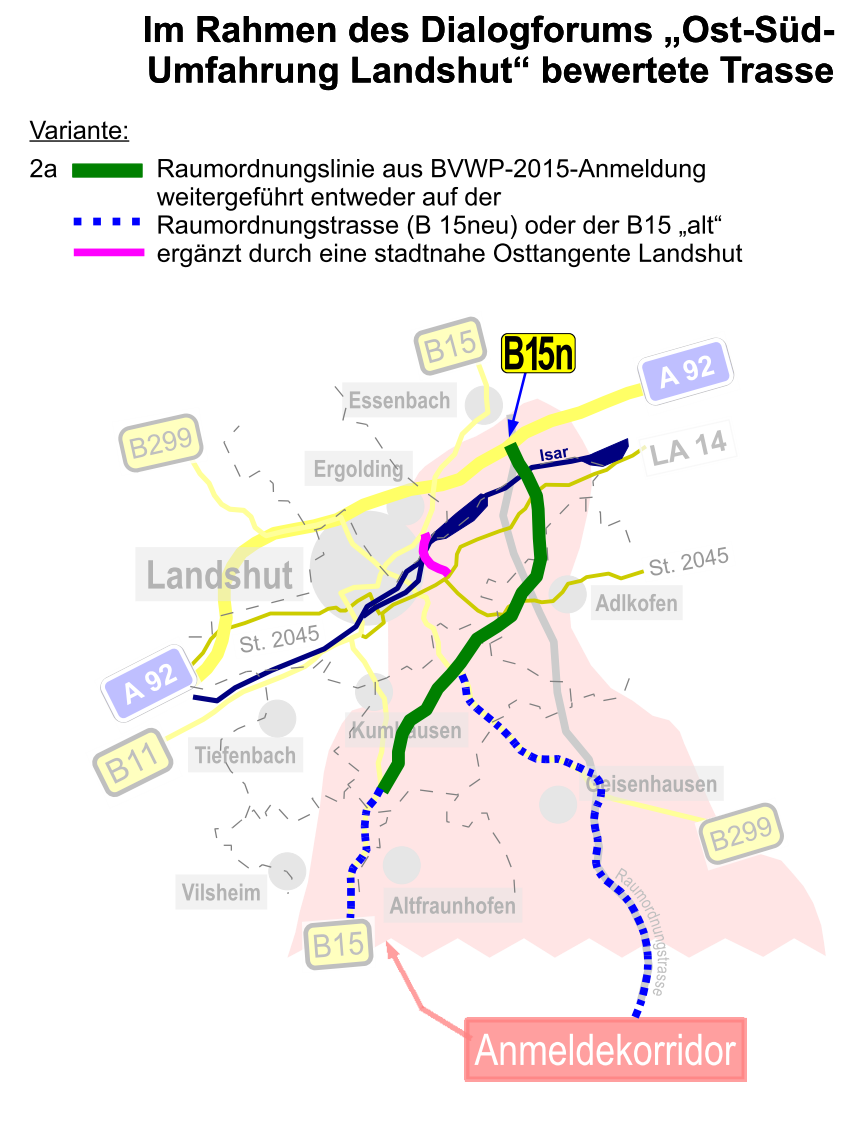
Trassenvariante 2a
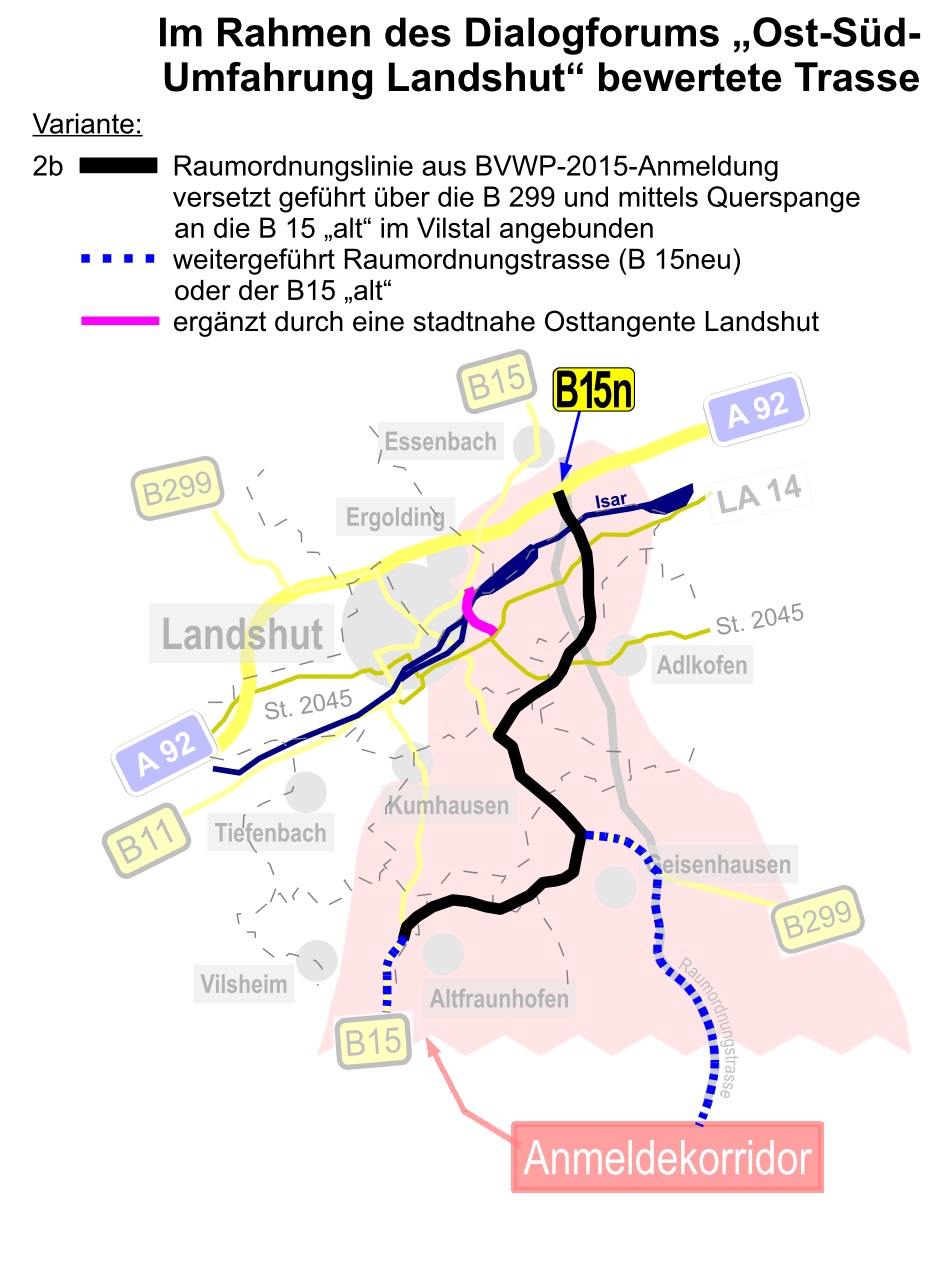
Trassenvariante 2b
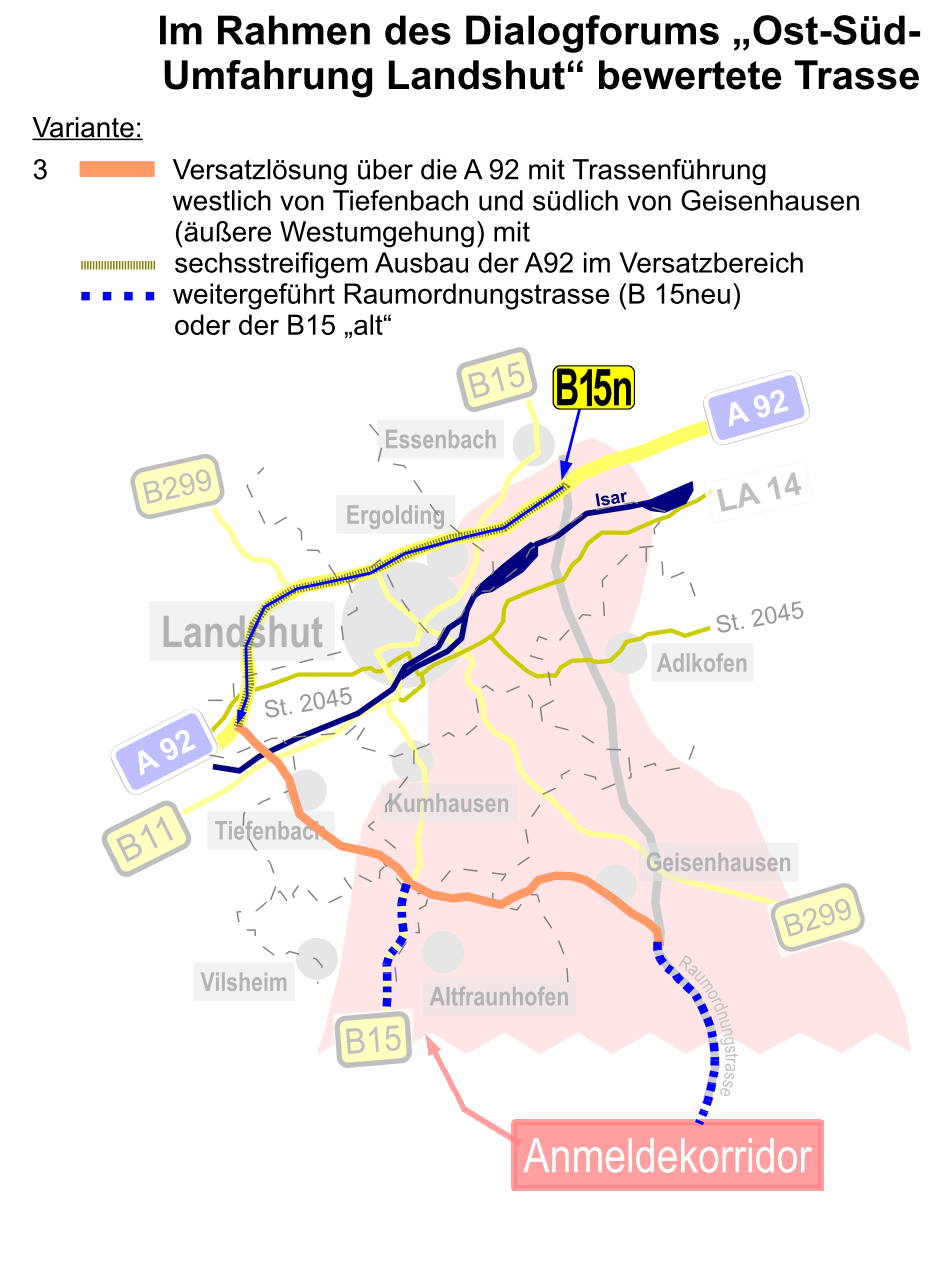
Trassenvariante 3
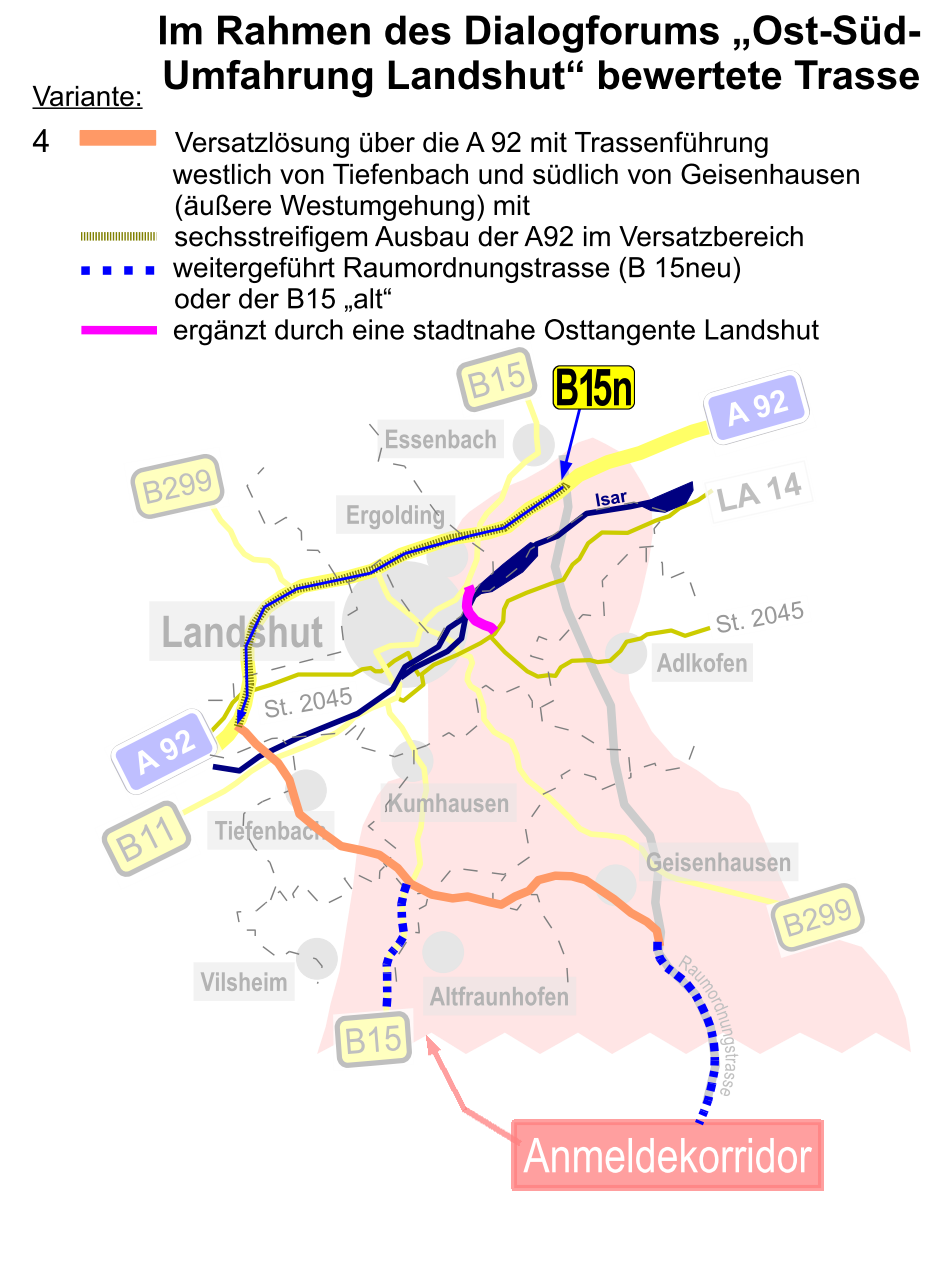
Trassenvariante 4
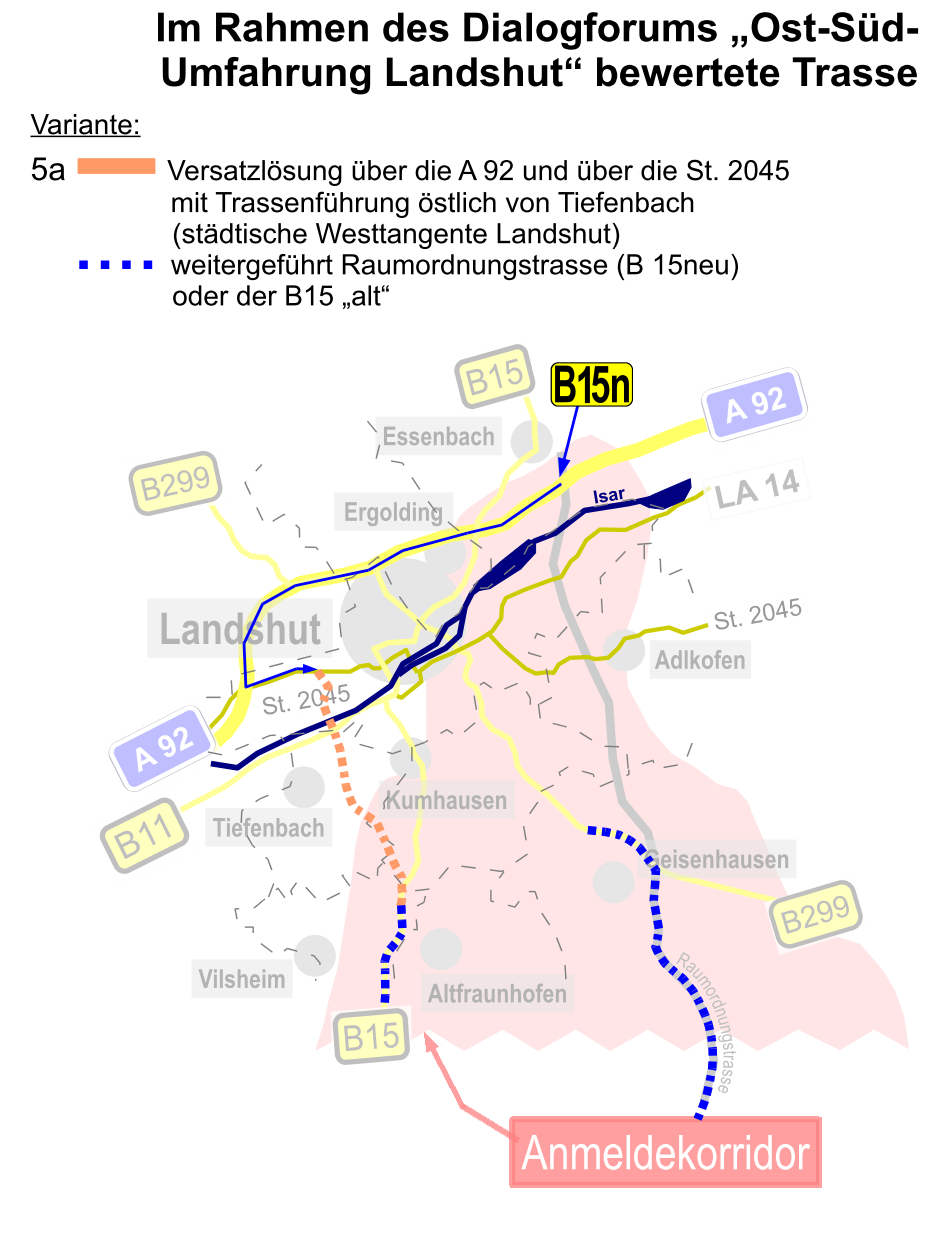
Trassenvariante 5a
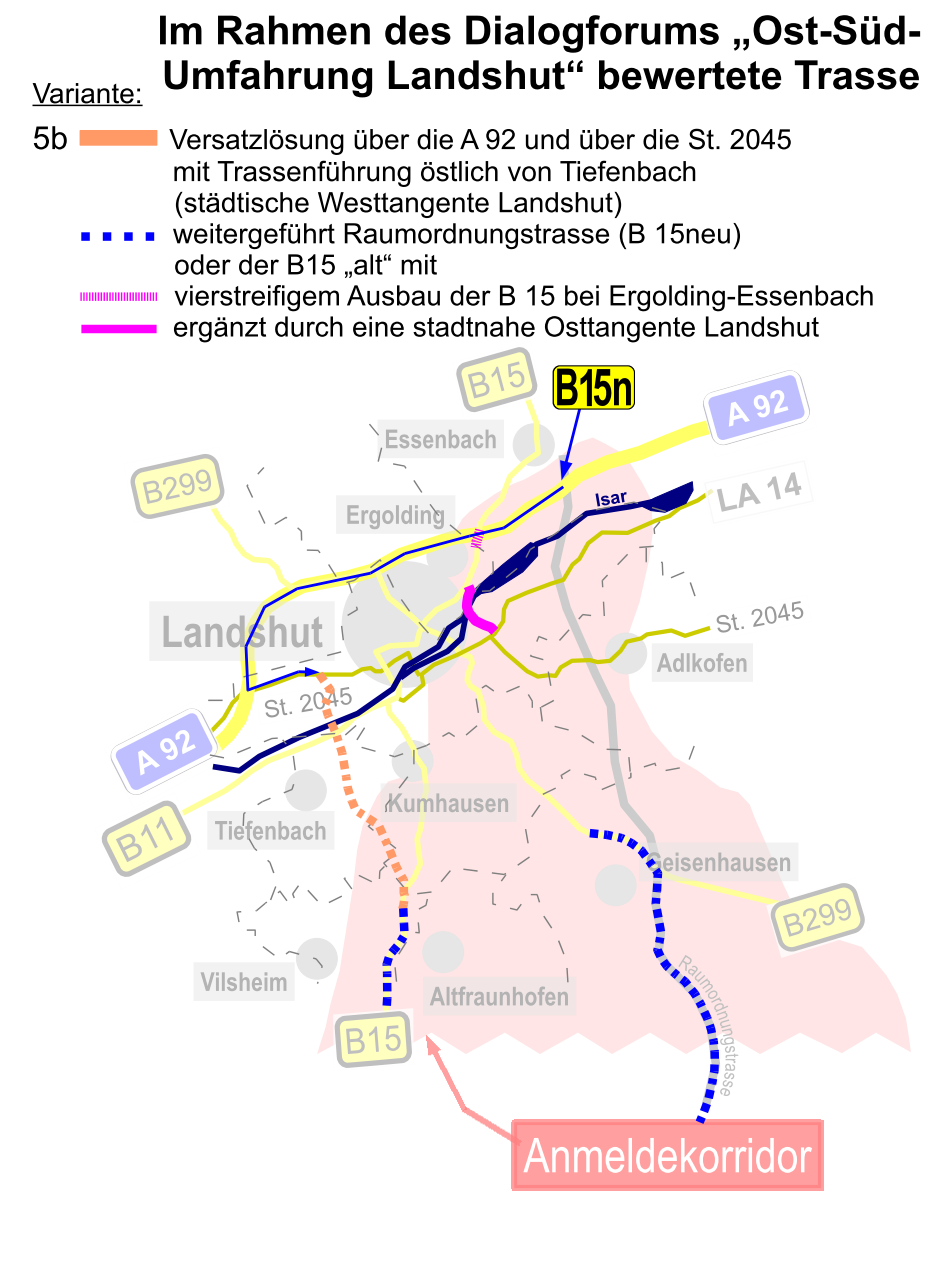
Trassenvariante 5b
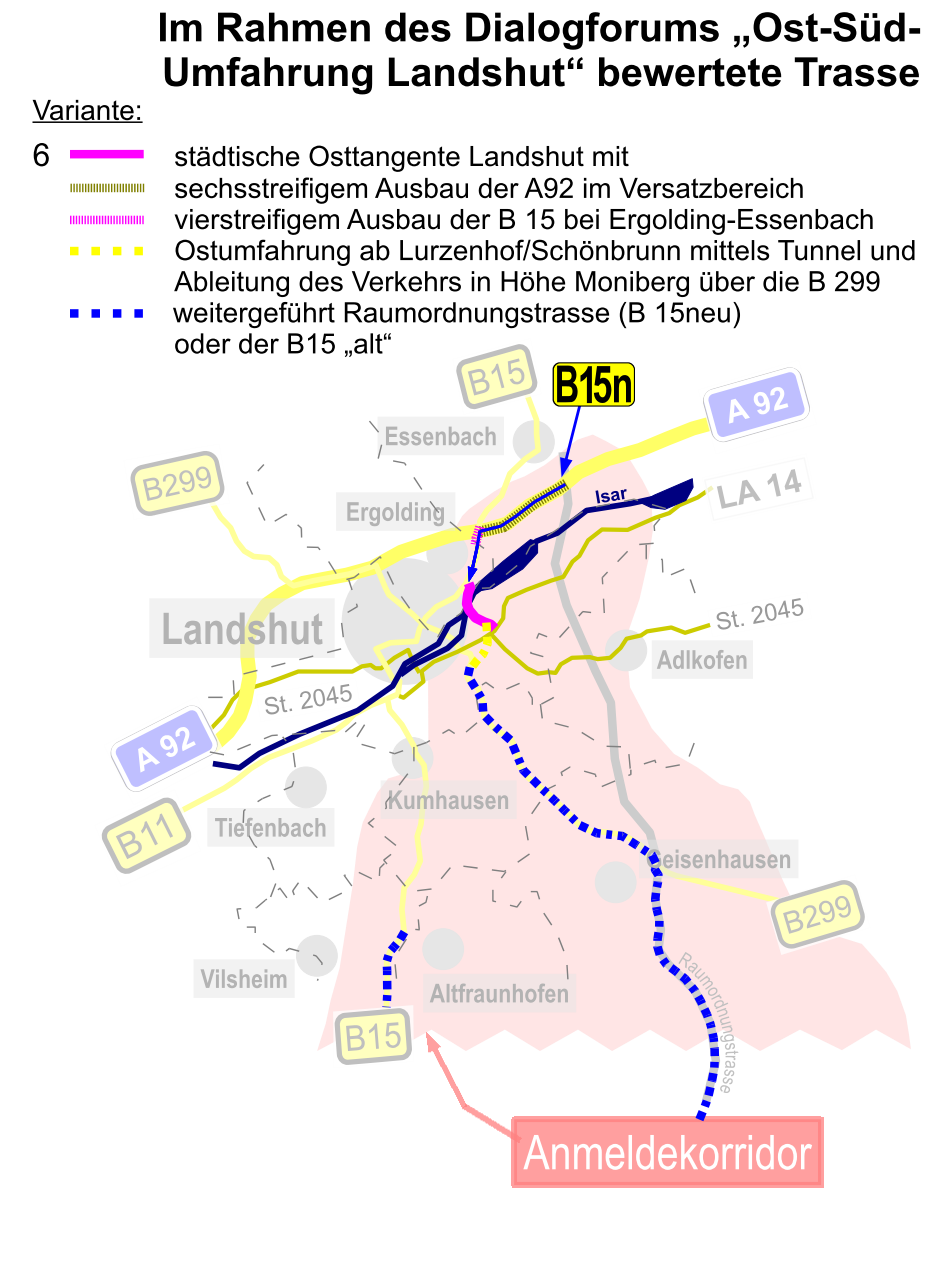
Trassenvariante 6
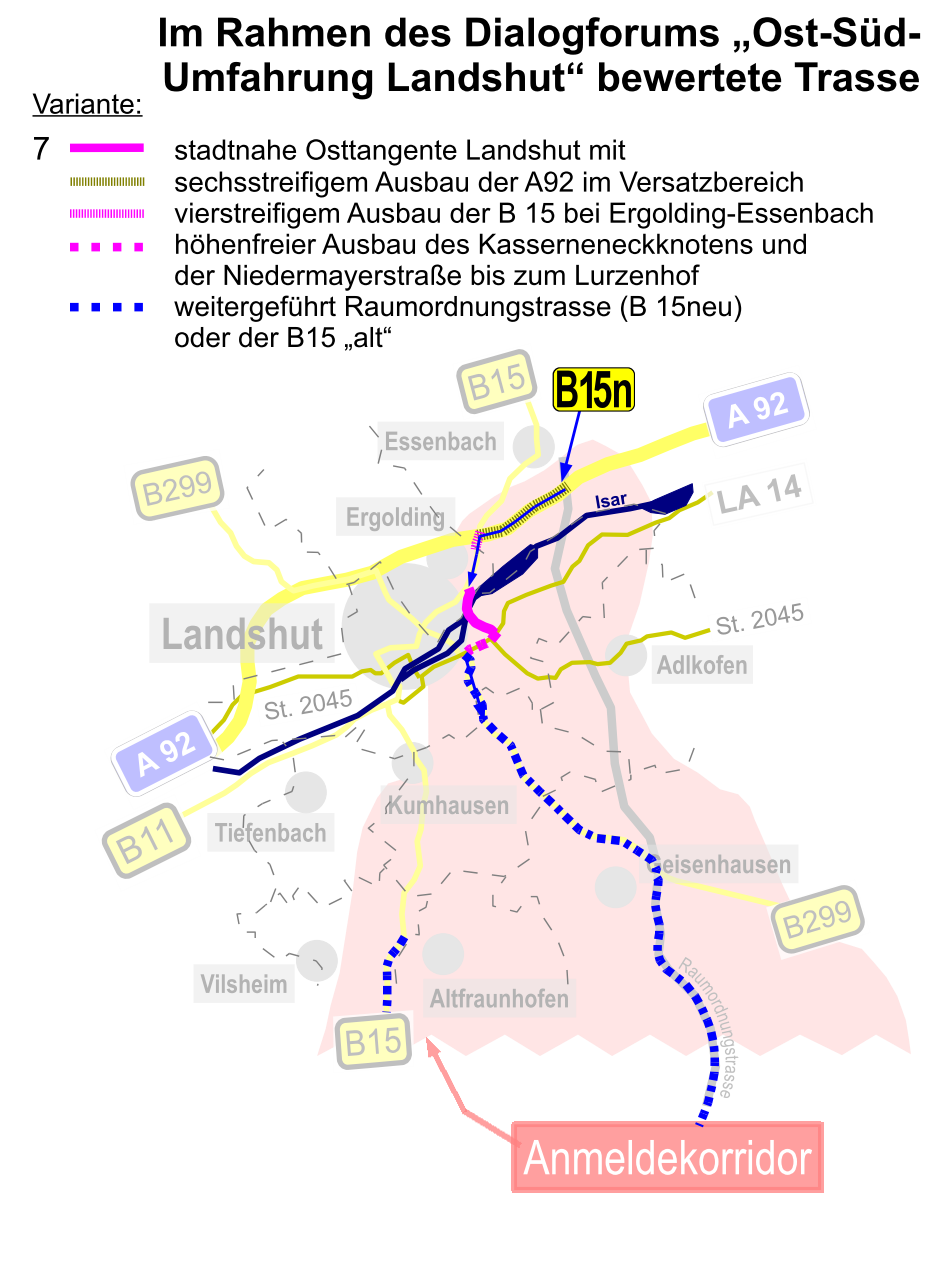
Trassenvariante 7
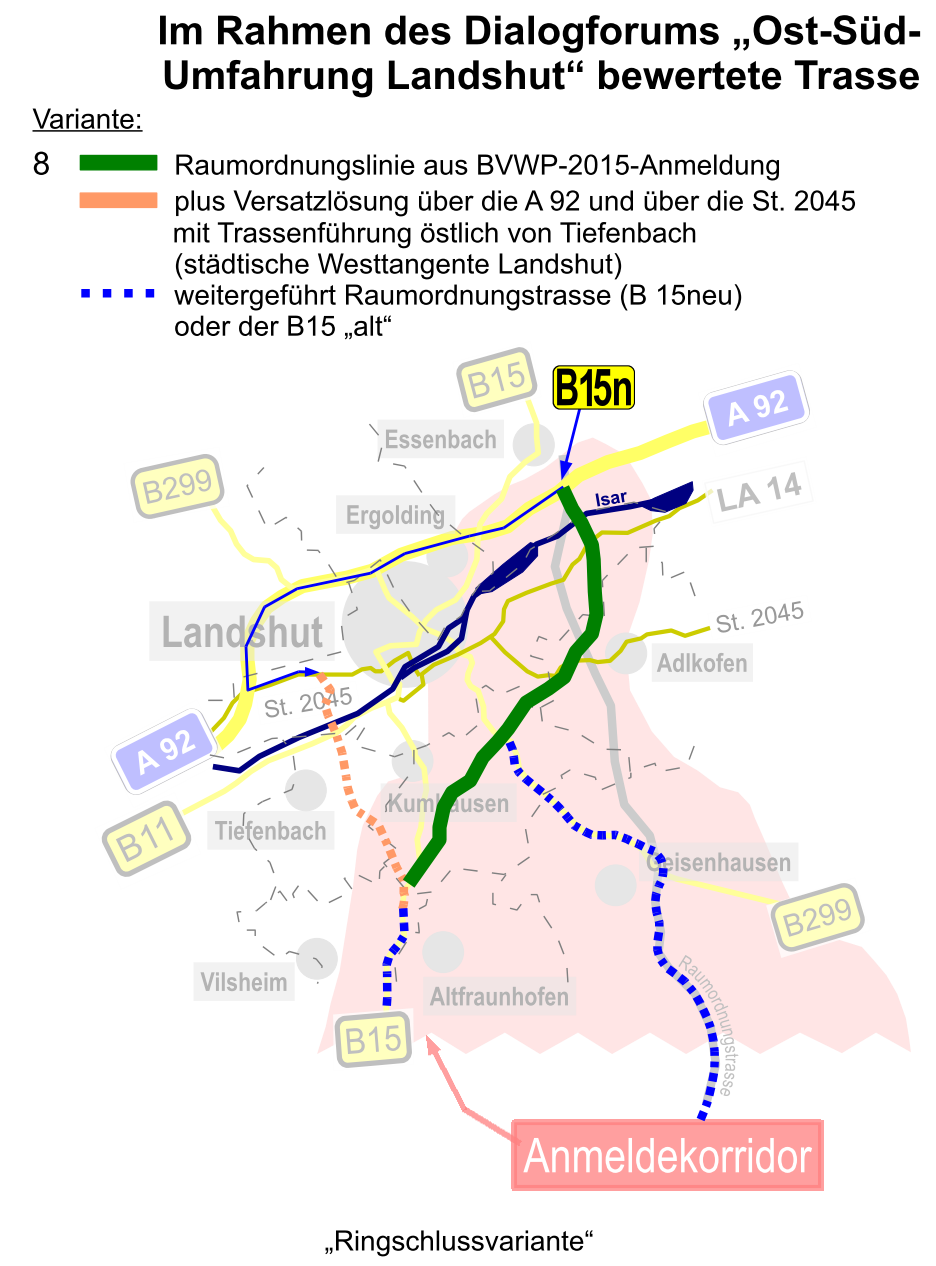
Trassenvariante 8
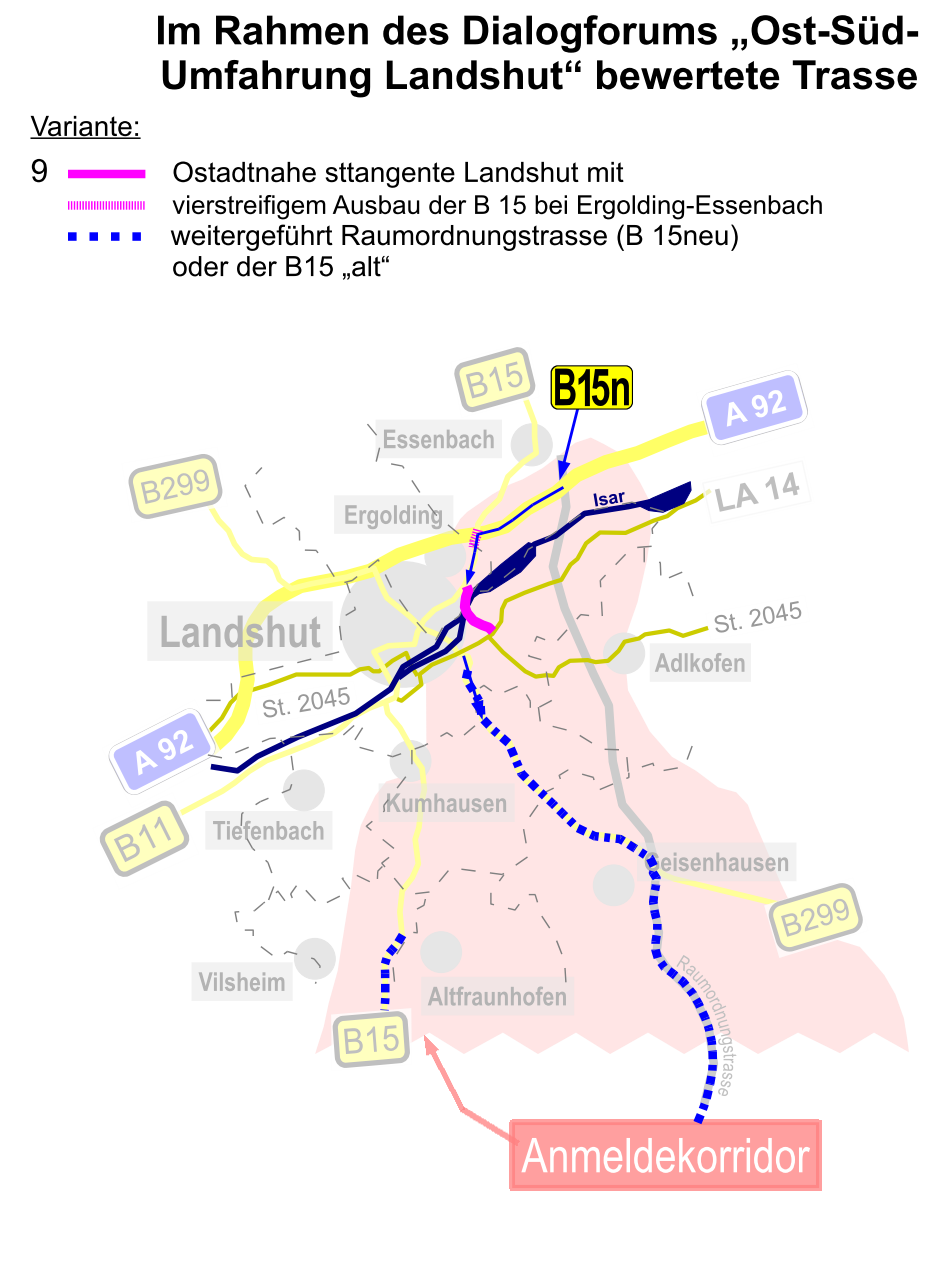
Trassenvariante 9

- 1a in Version 1: Als Ost-Süd-Umfahrung wird diese vom Autobahnkreuz der B 15 neu mit der A 92 bei Ohu als vierstreifige Trasse zunächst in der Verlängerung der Grundwasserwanne aus der Untertunnelung der A 92 weitergeführt. Anschließend erfolgt der Brückenschlag über dies Isar. Im weiteren Verlauf wird sie durch zwei zweiröhrige Tunnel bei Eisgrub geführt, um dann in Höhe Vogen/Gammel an die B 299 anzuschließen. Zweistreifig geht es weiter bis zum Anschluss an die B 15 Nähe Hachelstuhl.
 Diese Variante ist zum Bundesverkehrswegeplan 2015 angemeldet.
- 1a in Version 2: Diese ist neu hinzugekommen. Im Unterschied zur vorherigen Variante wird die Trasse vom Autobahnkreuz der B 15neu mit der A 92 dreispurig weitergeführt. Der Tunnel bleibt zweiröhrig, da neben einer dreistreifigen Röhre mit Begegnungsverkehr eine zusätzliche Fluchtröhre benötigt wird.
- 1b: Vom Autobahnkreuz der B 15neu mit der A 92 bis zur B 299 entspricht diese der Variante 1a in Version 1. Vom Anschluss an die B 299 in Höhe Vogen/Gammel führt sie auf einer vierstreifig auszubauenden B 299 bis kurz vor Geisenhausen, wo sie in Höhe Asbach/Kreuzfeld als zweistreifige Querspange durch das Vilstal in Höhe Gundihausen an die B 15 angeschlossen wird.
- 1c: Diese Variante ist neu hinzugekommen. Als Ost-Süd-Umfahrung wird diese vom Autobahnkreuz der B 15 neu mit der A 92 bei Ohu als vierstreifige Trasse zunächst in der Verlängerung der Grundwasserwanne aus der Untertunnelung der A 92 weitergeführt. Anschließend erfolgt der Brückenschlag über dies Isar. Im weiteren Verlauf wird sie durch zwei zweiröhrigem Tunnel bei Eisgrub und weiter zwischen Wölflkofen und Adlkofen auf der Raumordnungstrasse Richtung Geisenhausen geführt, wo sie in Höhe Asbach auf die B 299 trifft. Von dort geht es als zweistreifige Querspange durch das Vilstal, bevor sie an die B 15 in Höhe Gundihausen anschließt.
- 2a: Diese Variante entspricht 1a Version 1 ergänzt um eine zweistreifige Osttangente.
- 2b: Diese Variante entspricht 1b ergänzt um eine zweistreifige Osttangente.
- 3: Hierbei wird die B 15neu vom Autobahnkreuz mit der A 92 bei Ohu im Versatz über die A 92 weitergeführt. Südlich der Anschlussstelle Landshut-West ist eine zusätzliche Anschlussstelle Münchnerau einzurichten. Von dort aus wird sie als dreistreifige West-Ost-Umfahrung nach Süden geführt. Nach dem Brückenschlag über die Isar geht es in einem Tunnel durch die Isarhangleite westlich an Tiefenbach vorbei. In Höhe Hachstuhl kreuzt sie die B 15, führt weiter durch das Vilstal hindurch und schließt bei Asbach/Kreuzfeld Nähe Geisenhausen an die B 299 an, um nach Geisenhausen über die Raumordnungstrasse der B 15neu weitergeführt zu werden. Zur Realisierung dieser Versatzlösung wird ein 16,8 km langer sechsstreifiger Ausbau der A 92 als erforderlich erachtet, wegen des Anstieges auf der A 92 in Höhe von Altdorf. Dieser beträgt dort je nach Fahrtrichtung 2,3 bis 2,4 Prozent (zum Vergleich: im Bereich der geplanten Tunnel bei Eisgrub ist ein Anstieg im Gelände von zirka 4 Prozent zu überwinden.).
- 4: Diese Variante entspricht 3 ergänzt um eine zweistreifige Osttangente.
- 5a: Hier wird die B 15neu vom Autobahnkreuz mit der A 92 bei Ohu im Versatz über die A 92 weitergeführt und der Verkehr ab der Anschlussstelle Landshut-West zunächst auf der St 2045 Richtung Landshut geleitet. Vor Landshut wird sie als zweistreifige Westtangente nach Süden geleitet. Nach dem Brückenschlag über die Flutmulde und über die Isar geht es östlich an Tiefenbach vorbei. In Höhe Hachstuhl schließt sie an die B 15 an, auf der sie weiter nach Süden geführt wird.
- 5b: Diese Variante entspricht 5a ergänzt um eine zweistreifige Osttangente.
- 6: Diese Variante entspricht nicht mehr dem Diskussionsstand vom ersten Treffen des Dialogforums. In der Presseerklärung vom 22. Juni war damals eine zweistreifige Osttangente mit Verlängerung zur B 299 in Höhe von Vogen/Gammel beschrieben worden. Ein Tunnel war nicht erwähnt worden. Untersucht wurde nun eine Version, bei der der Verkehr zunächst über eine zweistreifige Osttangente geführt wird. Auf Brücken wird die Isar und die Staatsstraße 2045 überquert. Anschließend geht es durch einen 1,12 km langen Tunnel, der die Trasse in Höhe Moniberg an die B 299 anbindet.
- 7: Dabei handelt es sich um eine zweistreifige Osttangente verknüpft mit einem Ausbau des Kasernenknotens sowie der Niedermayerstraße. Dieser Ausbau beinhaltet einen 540 m langen Trog sowie einen 960 m langen Tunnel.
- 8: Dies ist eine Kombination aus Varianten 1a und 5a. Von Hachelstuhl aus wäre damit eine westliche (Anschluss zur A 92 bei Landshut-West) und eine südöstliche (Anschluss an die A 92 über das Autobahnkreuz mit der B 15neu) Umfahrung von Landshut möglich. Diese „Ringschluss-Variante“ war von ProB15neu als Vorschlag eingebracht worden.[210]
- 9: Bei dieser Variante handelt es sich um eine zweistreifige Osttangente, die die B 15 bei Ergolding nähe Rottenburger Straße mit der LAs 14 in der Höhe des Lurzenhofes verbindet. Hierfür ist ein Brückenschlag über die Isar in Höhe der Kläranlage bzw. des Biomasseheizkraftwerkes Landshuts notwendig.

| Nummer | Länge                        | Großbrücken                                                                                             | Tunnel                                                          | Knotenpunkte | Querungsbauwerke | Gesamtkosten |
| ------ | ---------------------------- | --- | --------------------------------------------------------------- | ------------ | ---------------- | ------------ |
| 1a v1  | 17,4 km                      | 395 m (Isarquerung B 15neu)                                                                             | 255 m + 395 m Isarhangleite                                     | 5            | 41               | 261 Mio. €   |
| 1a v2  | 17,4 km                      | 395 m (Isarquerung B 15neu)                                                                             | 255 m + 395 m Isarhangleite                                     | 5            | 41               | 231 Mio. €   |
| 1b     | 24,5 km                      | 395 m (Isarquerung B 15neu)                                                                             | 255 m + 395 m Isarhangleite                                     | 7            | 57               | 305 Mio. €   |
| 1c     | 23,0 km                      | 395 m (Isarquerung B 15neu)                                                                             | 255 m + 395 m Isarhangleite                                     | 5            | 47               | 303 Mio. €   |
| 2a     | 19,7 km                      | 395 m (Isarquerung 15neu) 680 m (Isarquerung Osttangente)                                               | 255 m + 395 m Isarhangleite                                     | 7            | 46               | 317 Mio. €   |
| 2b     | 26,8 km                      | 395 m (Isarquerung B 15neu) 680 m (Isarquerung Osttangente)                                             | 255 m + 395 m Isarhangleite                                     | 9            | 62               | 361 Mio. €   |
| 3      | 34,2 km (davon 16,8 km A 92) | 730 m (Isarquerung Westumfahrung)                                                                       | 430 m Hangleite Tiefenbach                                      | 10           | 85               | 500 Mio. €   |
| 4      | 36,4 km (davon 16,8 km A 92) | 730 m (Isarquerung Westumfahrung) 680 m (Isarquerung Osttangente)                                       | 430 m Hangleite Tiefenbach                                      | 12           | 90               | 556 Mio. €   |
| 5a     | 9,3 km                       | 275 m (Querung Flutmulde Westtangente) 720 m (Isarquerung Westtangente)                                 |                                                                 | 5            | 29               | 124 Mio. €   |
| 5b     | 12,9 km                      | 275 m (Querung Flutmulde Westtangente) 720 m (Isarquerung Westtangente) 680 m (Isarquerung Osttangente) |                                                                 | 9            | 36               | 187 Mio. €   |
| 6      | 9,8 km (davon 3,7 km A 92)   | 750 m (Isarquerung Osttangente) 100 m (St 2045)                                                         | 1.120 m Querung FFH-Gebiet Isarhangleite                        | 10           | 18               | 225 Mio. €   |
| 7      | 9,7 km (davon 3,7 km A 92)   | 740 m (Isarquerung Osttangente)                                                                         | 960 m Querung FFH-Gebiet Isarhangleite + 540 m (für einen Trog) | 7            | 15               | 237 Mio. €   |
| 8      | 26,7 km                      | 275 m (Querung Flutmulde Westtangente) 720 m (Isarquerung Westtangente) 395 m (Isarquerung B 15neu)     | 255 m + 395 m Isarhangleite                                     | 10           | 70               | 384 Mio. €   |
| 9      | 3,6 km                       | 680 m (Isarquerung Osttangente)                                                                         |                                                                 | 4            | 7                | 63 Mio. €    |

Im Variantenplan des Dialogforums ist in den Farben der Osttangente ein weiteres Trassenstück eingezeichnet, welches als Projekt B 15, Landshut – A 92 (AS Landshut/Essenbach) mit dem Unterprojekt 1) B 15 St. 2074 – A 92 bei Landshut (vierstreifiger Ausbau) zum Bundesverkehrswegeplan 2015 angemeldet wurde. Inwieweit dies in die Gesamtbewertung und speziell in die Kostenkalkulation eingeflossen ist, ist unklar. Nicht berücksichtigt scheint eine Anmeldung zum Bundesverkehrswegeplan 2015, die als Projekt B 299, A 92 – Landshut mit dem Unterprojekt 1) B 299 A 92 – St. 2045 bei Landshut, den vierstreifigen Ausbau der B 299 betrifft.
| Nummer | Konrad-Adenauer-Straße (B 299) | Veldener Straße (B 15) | Luitpoldstraße (B 15) |
| ------ | ------------------------------ | ---------------------- | --------------------- |
| 1a v1  | −7.100                         | −4.300                 | −3.000                |
| 1a v2  | −5.800                         | −4.100                 | −2.800                |
| 1b     | −7.800                         | −2.400                 | −1.900                |
| 1c     | −8.800                         | −2.400                 | −1.600                |
| 2a     | −10.700                        | −4.300                 | −3.100                |
| 2b     | −11.400                        | −2.300                 | −2.000                |
| 3      | −1.900                         | −4.700                 | −3.200                |
| 4      | −9.800                         | −4.800                 | −3.200                |
| 5a     | −1.600                         | −6.800                 | +2.000                |
| 5b     | −9.700                         | −6.900                 | +1.900                |
| 6      | −8.600                         | +500                   | +300                  |
| 7      | −8.500                         | +400                   | +400                  |
| 8      | −8.800                         | −9.200                 | −5.300                |
| 9      | −8.500                         | 0                      | +500                  |

Das Ergebnis der Untersuchungen stellt eine Prognose dar. Bezugsjahr für die verkehrliche Betrachtung ist das Jahr 2030.
Hinsichtlich der Entlastungswirkung für die Anwohner wird davon ausgegangen, dass bis 2030 die B 15neu durchgängig bis zur A 92 befahrbar ist (hiermit wird bis 2019 gerechnet), die A 94 zwischen München und Markl durchgängig befahrbar ist (mit laufender Nummer 182 als laufendes Vorhaben BY 5 A 94 Pastetten Heldenstein als vierstreifiger Neubau zum BVWP 2015 angemeldet), die Nordumgehung Taufkirchen an der B 388 realisiert ist (mit laufender Nummer 481 als Neuprojekt BY 304 B 388 OU Taufkirchen/Vils als zweistreifiger Neubau zum BVWP 2015 angemeldet) und die B 15 Westumgehung Rosenheim fertiggestellt ist (derzeit im Bau und mit laufender Nummer 185 als laufendes Vorhaben BY 8 B 15 Westtangente Rosenheim als zweistreifiger Neubau zum BVWP 2015 angemeldet).
Bezüglich des Verkehrsnutzens wurde die Zeitersparnis zwischen der B 15neu bei Essenbach und der B 299 bei Geisenhausen sowie der B 15neu bei Essenbach und der B 15 bei Münchsdorf (Gemeinde Vilsheim) bewertet, was Distanzen von 21 bis 25 km entspricht, eine Prognose für die werktägliche Belastung der Isarbrücke im Jahr 2030 gestellt und die maximale verkehrliche Belastung einer Umgehung Landshut betrachtet bei einer angenommenen durchgehend von der A 93 bis zur A 8 bei Rosenheim fertiggestellten B 15neu, denn die zum BVWP 2015 angemeldeten zwei Trassenvarianten reichen bis Haag i.OB in Höhe der B 304, aber eine Trassenführung bis Rosenheim ist nicht angemeldet.
Manfred Dreier, Leiter des staatlichen Bauamtes Landshut, informierte, dass die Variante 8 bei den verkehrlichen Kriterien am besten abschnitt. Die Vorstellung der Untersuchungsergebnisse zeigte, dass bei der Trassenbewertung unterschiedliche kommunale und überregionale Belange und damit unterschiedliche verkehrliche Interessen im Raume stehen wie folgt:
- Entlastungswirkung im Landshuter Westen
- Entlastungswirkung im Landshuter Osten
- bessere verkehrliche Anbindung der nördlichen und südlichen Hälfte des Landkreises Landshut und
- Entlastungswirkung bzw. Kapazitätserhöhung des Verkehrsnetzes hinsichtlich des weiträumigen Transitverkehrs.

Die entsprechenden Gutachten für die Verkehrsprognose, die Umweltbewertung sowie die planerische und die bautechnische Ausführung waren extern vergeben worden. Der Gutachter für die Verkehrsprognose hat bereits mehrere Verkehrsgutachten für die Stadt Landshut bezüglich der B 15neu erstellt.
| Nummer | B 15alt | B 15neu Raum- ordnungs- korridor | Isarbrücke B 15neu | Isarbrücke Ost- tangente | Isarbrücke West- umfahrung | Isarbrücke West- tangente |
| ------ | ------- | -------------------------------- | ------------------ | ------------------------ | -------------------------- | ------------------------- |
| 1a v1  | 23.000  | 24.000                           | 20.700             | -                        | -                          | -                         |
| 1a v2  | 20.000  | 21.000                           | 17.500             | -                        | -                          | -                         |
| 1b     | 23.000  | 24.000                           | 20.400             | -                        | -                          | -                         |
| 1c     | 24.000  | 25.000                           | 21.400             | -                        | -                          | -                         |
| 2a     | 23.000  | 23.000                           | 19.800             | 5.200                    | -                          | -                         |
| 2b     | 22.000  | 23.000                           | 19.500             | 5.200                    | -                          | -                         |
| 3      | 14.000  | 11.000                           | -                  | -                        | 10.600                     | -                         |
| 4      | 14.000  | 11.000                           | -                  | 10.700                   | 10.400                     | -                         |
| 5a     | 15.000  | 14.000                           | -                  | -                        | -                          | 8.800                     |
| 5b     | 15.000  | 16.000                           | -                  | 10.800                   | -                          | 8.700                     |
| 6      | 14.000  | 17.000                           | -                  | 13.400                   | -                          | -                         |
| 7      | 13.000  | 16.000                           | -                  | 12.500                   | -                          | -                         |
| 8      | 23.000  | 24.000                           | 20.300             | -                        | -                          | 6.500                     |
| 9      | 12.000  | 16.000                           | -                  | 11.900                   | -                          | -                         |

Hinsichtlich der verkehrlichen Wirkung wurden die in der nebenstehenden Tabelle dargestellten Prognosezahlen für das Jahr 2030 veröffentlicht. Darüber hinaus geht man bei der Variante 3 davon aus, dass die Verkehrsmengen auf der A 92 auf bis zu 66.000 Tausend Fahrzeuge zunehmen würde.
Die Verkehrszählungen 2000/2005/2010 ergaben in diesem Bereich der A 92 folgende Werte für das durchschnittliche tägliche Verkehrsaufkommen:
- 32.287 Kfz / 32.364 Kfz / 32.733 Kfz
 Zählstelle 73399016 bei Niederaichbach
- 28.502 Kfz / 29.028 Kfz / 34.021 Kfz
 Zählstelle 74399015 nach AS Landshut/Essenbach
- 36.388 Kfz / 36.441 Kfz / 38.541 Kfz
 Zählstelle 74389014 vor AS Altdorf
- 33.715 Kfz / 32.502 Kfz / 36.406 Kfz
 Zählstelle 74389013 vor AS Landshut-West[212]

Die Verkehrszählung des Jahres 2010 nach BAYSIS-Daten ergab im Bereich der Anschlussstelle der B 15alt mit der A 92 bis zur Zählstelle an der alten Bergstraße in Landshut – in diesem Bereich befindet sich die Luitpoldstraße – ein durchschnittliches tägliches Verkehrsaufkommen zwischen 18.194 und 26.448 Kfz. Nördlich von Landshut in Neufahrn wurden 6.980 Kfz und südliche von Landshut in Taufkirchen wurden 6.577 Kfz ermittelt. Für die B 299 ergaben sich im Bereich der Autobahnausfahrt Landshut-Nord und Landshut St 2045 Ost, in dem die Konrad-Adenauer-Straße liegt, Werte zwischen 13.705 und 24.283 Kfz. Nordwestlich von Landshut im Bereich Autobahnausfahrt A 93 zur B 299 wurden 5.988 Kfz und südlich von Landshut bei Vilsbiburg wurden 9.043 Kfz und weiter südöstlich bei Bodenkirchen 4.811 Kfz ermittelt. Zahlen aus den aktuellen Verkehrszählungen 2015 sind nicht veröffentlicht.
Eine stadtnahe Westtangente (Variante 5a/5b) oder eine stadtnahe Osttangente (z. B. Variante 6 oder 9) lassen sich nur in kommunaler Baulast realisieren, da diese keine Auswirkung auf den überregionalen Verkehr haben. Bei der Variante 6 ergeben sich für einen zwischen zirka 1,2 bis 1,5 km langen Abschnitt mit Tunnel (ausgeführt als eine zweistreifige Röhre) von Schönbrunn zur B 299 in Höhe Moniberg Kosten von 162 Millionen Euro. Hinsichtlich der Umweltauswirkungen ist da einmal die bekannte Problematik um das Fauna-Flora-Habitat-Gebiet „Ehemaliger Standortübungsplatz Landshut mit Isarleite“, welches den Tunnel bei Eisgrub erforderlich macht, bei Variante 3 betrifft dies das FFH-Gebiet entlang der Isarauen und Variante 6 hätte Eingriffe im Bereich Schönbrunn zur Folge die dortigen Waldlebensraumtypen und Quellen betreffend.

#### 3. Sitzung
Auf der dritten Sitzung des Dialogforums am 4. Mai 2016 wurde die weitere Betrachtung von Trassenvorschlägen für die Weiterführung der B 15 neu über die A 92 hinaus auf die drei Varianten 1a, 1b und 1c reduziert. Die Variante 1a entspricht dabei der Bewertungstrasse aus der Anmeldung zum BVWP 2030 (vierstreifige östliche Ortsumfahrung Landshut plus zweistreifige südliche Ortsumfahrung Landshut). Variante 1b umfasst den Verlauf der östlichen Ortsumfahrung Landshut sowie eine alternative Versatzlösung mit Anschluss an die B 15 (vierstreifiger Versatz über die B 299 mit anschließender zweistreifiger Weiterführung zur B 15). Die Variante 1c folgt weitestgehend der Linienführung wie sie im genehmigten Vorentwurf aus dem Jahre 2012 zum Streckenabschnitt Essenbach (A 92) nach Geisenhausen (B 299) dargestellt ist. Unterschiedlich sind hier die Anbindung an die B 299, die auf der Westseite von Geisenhausen vorgesehen ist (im Vorentwurf war sie östlich davon) sowie die zusätzliche zweistreifige Weiterführung zur B 15.

zur weiteren Untersuchung verbleibende drei Trassenvarianten nach der dritten Sitzung des Dialogforums
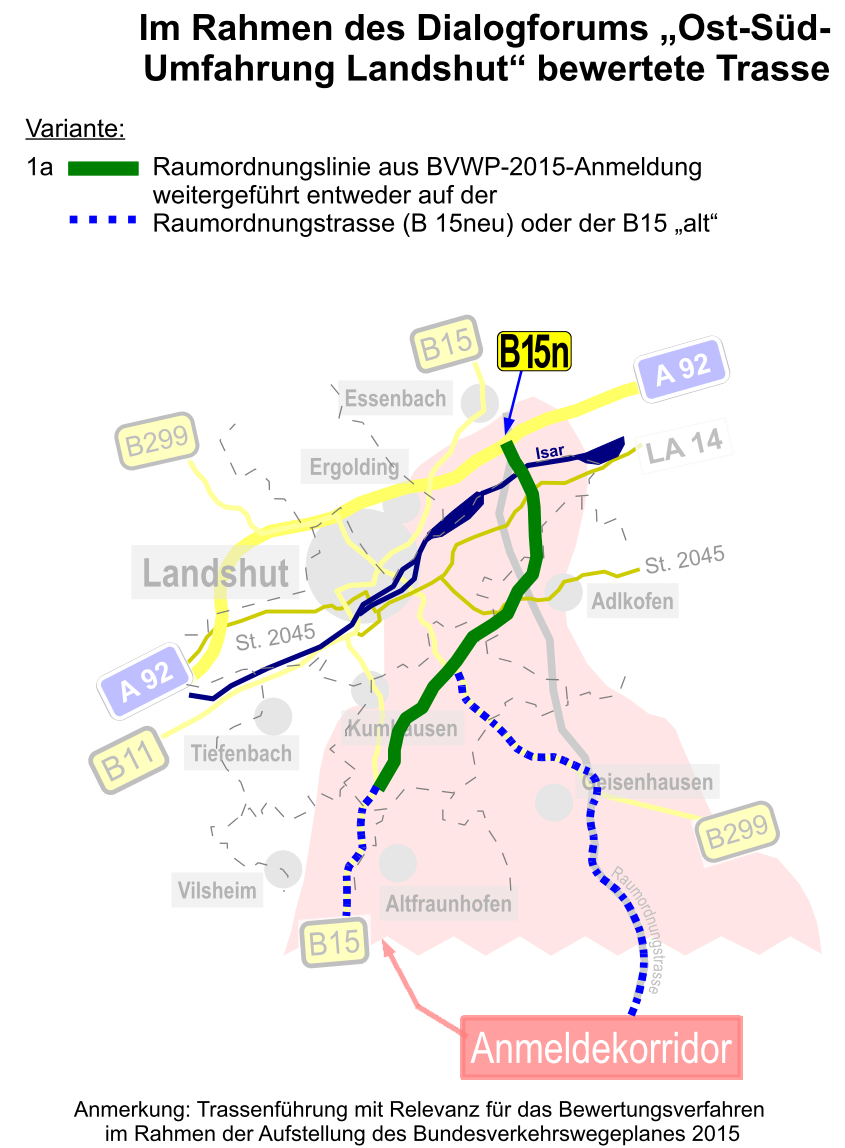
Trassenvariante 1a
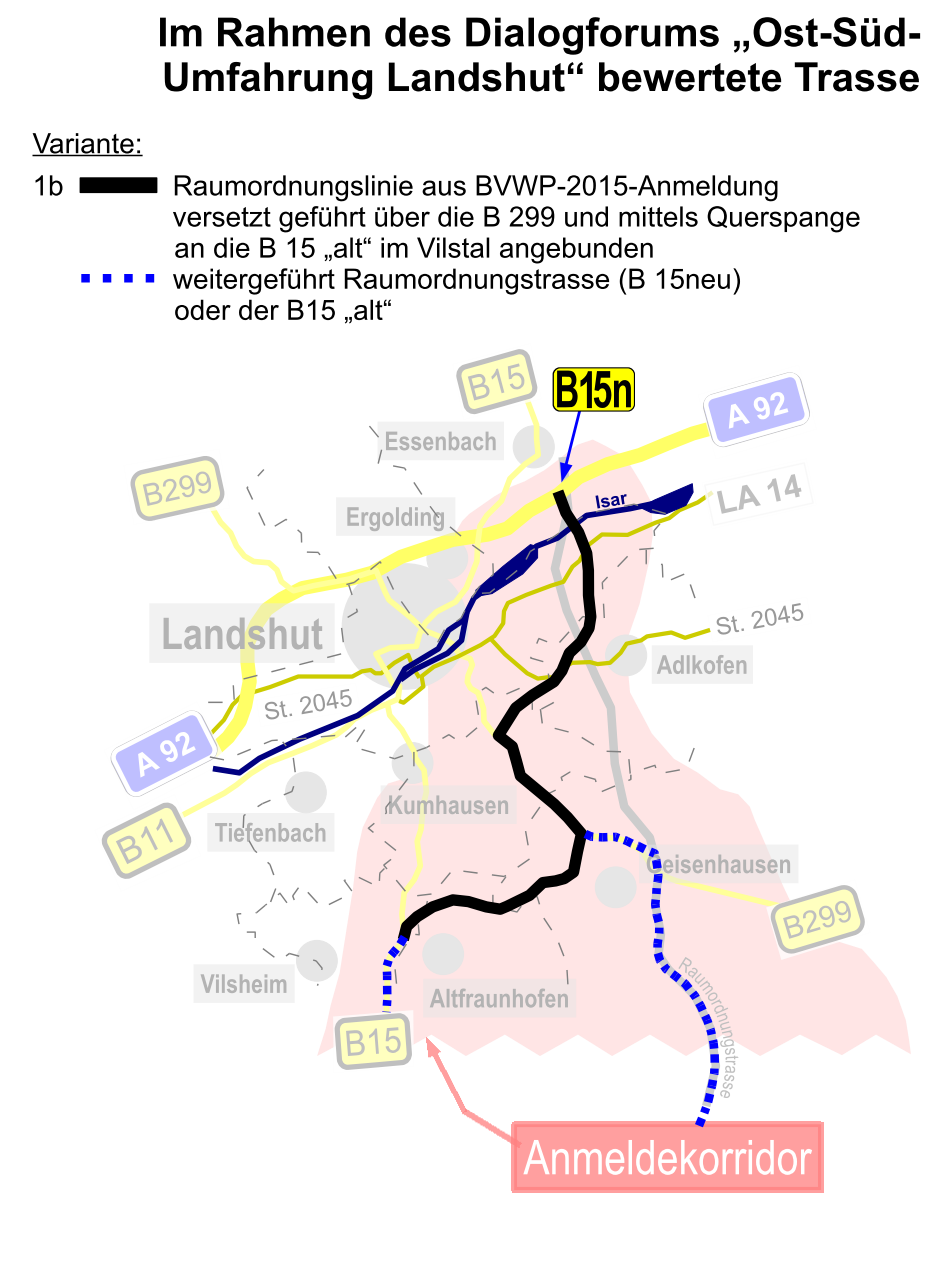
Trassenvariante 1b
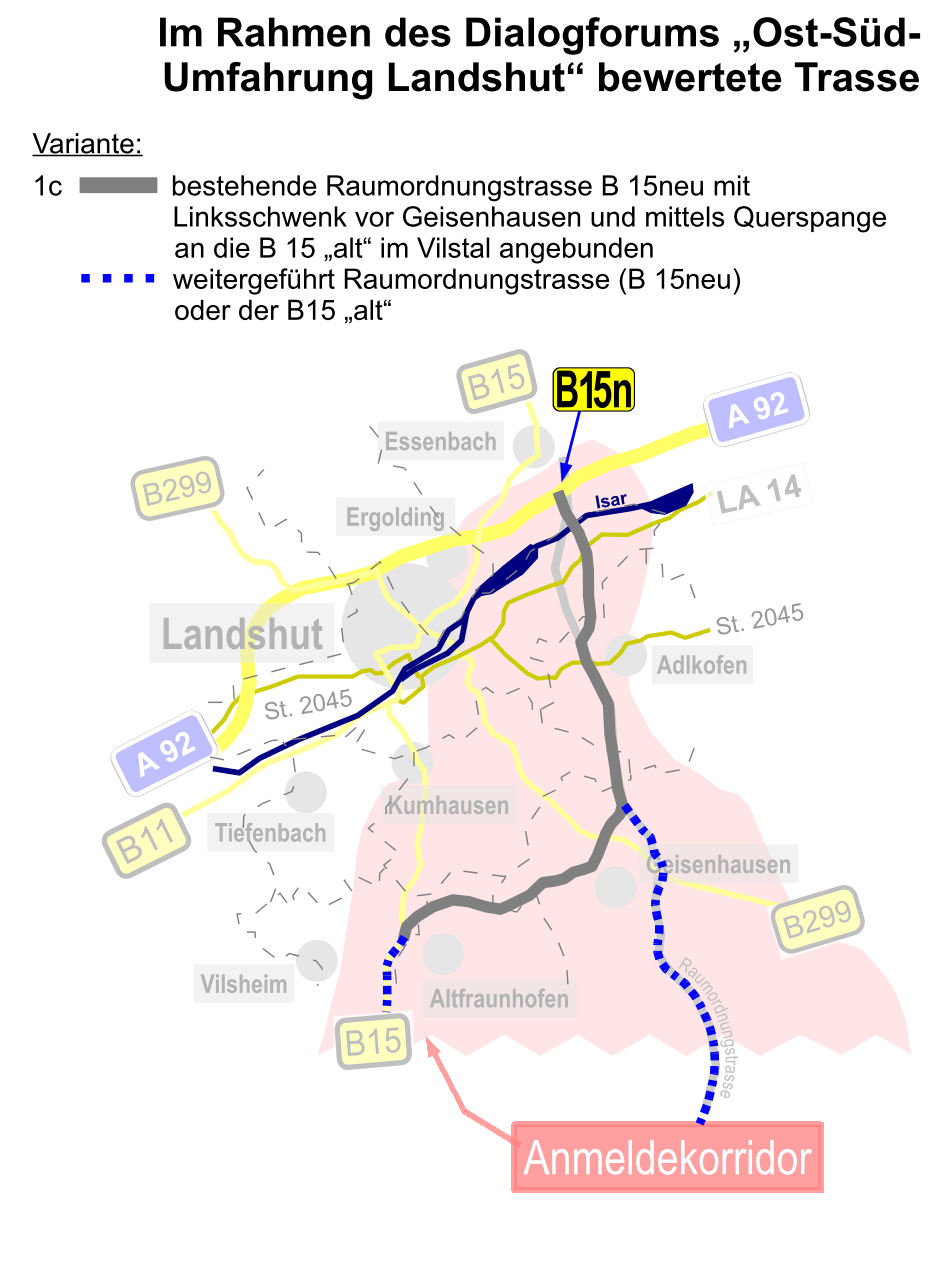
Trassenvariante 1c

Bis zum nächsten Treffen des Dialogforums sollen diese drei Trassen eingehender untersucht werden und vor allem die umweltrelevanten Aspekte näher beleuchtet werden. Als Mitglieder des Dialogforums lehnen der BUND Naturschutz und die Bürgerinitiative „Stop B 15neu“ diese drei Varianten ab und berufen sich dabei auf das Umweltbundesamt, welches in seiner Stellungnahme zum BVWP 2030 eine Streichung der östlichen Ortsumfahrung Landshut aus dem vordringlichen Bedarf vorgeschlagen hatte. Sie favorisieren weiterhin eine stadtnahe Osttangente.

#### 4. Sitzung
Auf der vierten Sitzung am 24. Oktober 2016 wurden Prognosen zu baubegleitenden Verkehrsbelastungen und eine Umweltuntersuchung vorgestellt. Letztere war im September gestartet worden zwecks Erhebungen zur Tier- und Pflanzenwelt und hinsichtlich zu erwartender Umweltbeeinträchtigungen. Im Rahmen der Umweltuntersuchung wurde eine Präferenz für die Trassenvariante 1b genannt, da sie „bei den untersuchten Schutzgütern der Umweltbelange die geringsten Beeinträchtigungen mit sich bringe und zugleich bei der Verbesserung der Verkehrsverhältnisse am besten abschneide“. Kritisch gesehen wird sie von Bürgermeisterin Katharina Rottenwallner aus der Gemeinde Altfraunhofen wegen der Zerschneidung von Ortsteilen der Gemeinde. Auch der BUND und „Stop B15neu“ sehen in dieser Variante keine Entlastungswirkung für die Stadt Landshut.
Unabhängig von der Trassenwahl rechnet man mit Auflagen für die bauliche Ausführung der Querungen der Isarhangleite (FFH-Gebiet) und des Isartales. So könnte eine weitgespannte Talbrücke anstelle des bisher angedachten Straßendammes für den Aufstieg aus dem Isartal notwendig werden. Die Trasse 1b erfordere aus Sicht mehrerer Teilnehmer auch einen vierstreifigen Ausbau der B 299 bis Geisenhausen und eine weitere Ertüchtigung bis Vilsbiburg. Ebenso wurde eine komplette Einhausung der Grundwasserwanne diskutiert, um die Auswirkungen durch die Zerschneidung der Orte Ohu und Ohu-Siedlung zu minimieren. Ziel war es, alle drei Varianten noch bis Ende 2016 auf Antrag des Staatlichen Bauamtes Landshut an die Regierung von Niederbayern einem Raumordnungsverfahren zuzuführen. Ende Februar 2017 war noch kein Raumordnungsverfahren eröffnet.
Im Vergleich zu der zum Bundesverkehrswegeplan 2030 angemeldeten Ost-Süd-Umfahrung Landshut würde sich bei einer Trasse 1b der Anschluss an die B 15 von Höhe Hachelstuhl (Gemeinde Kumhausen) einige Kilometer weiter nach Süden zwischen Münchsdorf (Gemeinde Vilsheim) und Altfraunhofen verlagern. Der Verkehr würde dann zunächst Richtung Geisenhausen weitergeführt und versetzt über die B 299 in die Ostumfahrung Landshut (in Höhe Berggrub) einmünden, über die Anschluss zum Autobahnkreuz an der A 92 mit der B 15 neu (in Höhe Essenbach) bestehen würde. Die Streckenführung würde sich damit weg von Landshut in südlicher Richtung verlagern und die Fahrdistanz um 41 Prozent bzw. 7,1 Kilometer zunehmen. Trassenvarianten, die entweder eine Osttangente Landshut oder eine Westtangente Landshut enthielten, sind damit nicht mehr in der Betrachtung.

#### 5. Sitzung
Thema der fünften Sitzung war die Vorbereitung der Einleitung eines Planfeststellungsverfahrens für den ersten Abschnitt der Fortführung der B 15neu vom Autobahnkreuz mit der A 92 mit Querung der Isar bis zur LAs 14. Um Zeit zu gewinnen, wurde gefordert, mit den Planungen bereits vor Abschluss des Raumordnungsverfahrens zu beginnen, damit im Sommer 2018 das entsprechende Planfeststellungsverfahren für den Bauabschnitt I eingeleitet werden kann, denn Ausführung und Lage dieses Abschnitts sind bei allen ins Raumordnungsverfahren eingebrachten Trassen identisch. (Siehe hierzu auch das Kapitel „Ausführungsplanung“: Vom staatlichen Bauamt Landshut wurden europaweit Ingenieurdienstleistungen ausgeschrieben für die Objektplanung der Verkehrsanlagen (B16E7727001-01, November 2016), die Erstellung eines landschaftspflegerischen Begleitplanes (LBP) (B16E7727001-02, Dezember 2016) sowie die Objekt- und Tragwerksplanung der Isarbrücke (B16E7727001-03, Februar 2017)). Als wesentliches zu überwindendes Problem für diesen Abschnitt wird die Trassenführung durch den Ort Ohu gesehen und die Forderung nach einer Einhausung bekräftigt. Eine solche ist von Seiten des Bundesverkehrsministeriums derzeit nicht vorgesehen, da sie kein Bestandteil der Anmeldeunterlagen zum Bundesverkehrswegeplan 2030 war.

#### 6. Sitzung
Die sechste Sitzung war der Vorstellung der Ergebnisse des Raumordnungsverfahrens gewidmet. Eine Beschlussfassung hinsichtlich einer Empfehlung zu einem der beiden verbliebenen Planfälle 1b oder 1c wurde nicht gefasst. Dies soll auf der nächsten Sitzung im Sommer geschehen. Bis dahin wird das Staatliche Bauamt Landshut die Ergebnisse der landesplanerischen Beurteilung auswerten.
Für beide Planfälle wurden folgende Vorteile hervorgehoben:
- Kapazitätserhöhung des Streckenabschnitts der B 299 zwischen Landshut und Geisenhausen durch einen vierspurigen Ausbau (im Falle 1b)[B 1],
- keine verkehrlichen Behinderungen in diesem stark belasteten Bereich der B 299 während der Bauzeit der östlichen Umfahrung (im Falle 1c).

1. ↑  Ein vierspuriger Ausbau der B 299 im Bereich Landshut–Geisenhausen ist nicht Bestandteil des aktuell gültigen Bundesverkehrswegeplans 2030 und damit weder im vordringlichen noch im weiteren Bedarf des entsprechenden Ausbaugesetzes für den Straßenverkehr berücksichtigt.

## Kritik

### Dialogforum
Kritik wurde bereits mit Einrichtung des Dialogforums laut, als Landshuts Bürgermeister Hans Rampf klar machte: „Wer da nicht mitmacht, ist selber schuld“ und „Wer allerdings sagt, die B 15neu solle am besten an der A 92 enden, bleibt lieber zu Hause“. Die Grünen-Landtagsabgeordnete Rosi Steinberger bemängelte, dass das Dialogforum nicht über das „Ob“, sondern nur über das „Wie“ einer Ortsumfahrung Landshuts gesprochen werden soll, stellte aber grundsätzlich eine Umfahrung Landshut nicht in Frage. Diese Einschätzung teilte Manfred Dreier vom Staatlichen Bauamt als er anmerkte, dass „das Ob auf politischer Ebene eindeutig entschieden worden ist“, aber „über das Wie in einem Dialogforum zu sprechen sein wird“. Der Grünen-Bundestagsabgeordnete Gambke stellte eine ergebnisoffene Trassensuche in Frage, da alle von der Bayerischen Straßenbauverwaltung vorgesehenen Weiterführungsvarianten der B 15n südlich der A 92 gemeinsam haben, dass sie an dem geplanten Autobahnkreuz bei Ohu beginnen. Bestärkt wird dies durch Äußerungen von Innenminister Herrmann der Anfang August 2015 in einem Interview sagte: „Der Anschluss der B 15 neu von Regensburg kommend an die A92 wird als Autobahnkreuz ausgeführt, sodass wir gleich weiterbauen können“ und „die Umgehung von Landshut wird […] jetzt geplant, inklusive Anschluss an die B 299 und die alte B 15. Dafür ist das Dialogforum eingerichtet worden, das jetzt den Planungsprozess begleitet“.

### Projekt/Planungen
Bezweifelt wurde auch die Eignung für eine Anmeldung zum Bundesverkehrswegeplan mangels einer bundesweiten Bedeutung des Bauprojektes. Landrat Peter Dreier sagte Anfang Februar 2015: „Der Bund interessiere sich nämlich nicht für eine Umgehung von Landshut, sondern für ein überregionales Verkehrskonzept von der A 93 bis zur A 94“ und zur Einrichtung des Dialogforums am 7. April 2015 bezeichnete Innenminister Herrmann eine Ost-Süd-Umfahrung für Landshut als „höchst dringlich“ eine Weiterführung der B 15 neu aber als „eine andere Frage“. Gambke kritisiert hier eine fehlende Transparenz der aktuellen Planungsprozesse inklusive Kostenabschätzungen. Im Oktober 2016 merkten die Stadt und der Landkreis Landshut zur geplanten Bauweise mit einer „Straßenführung in offener Troglage sowie zusätzlichen Lärmschutzwällen“ an: Dadurch würde „das Dorf [Ohu/Ohu-Siedlung] für alle Zeit geteilt, städtebauliche Entwicklungsmöglichkeiten sind nicht mehr gegeben“. Im März 2017 machte der Markt Essenbach deutlich, dass er sich alle rechtlichen Mittel vorbehält, „um eine Lösung ohne Einhausung und Deckel zu verhindern“. Die Freien Wähler Landshut sehen die verkehrliche Situation in Landshut durch eine Ost-Süd-Umfahrung „nur ungenügend verbessert“ und unterstützen daher den Bau sowohl einer äußeren West- als auch einer Osttangente Landshut Landshut. Der Bürgermeister von Essenbach sieht eine Trassenführung die Isarhangleiten hinauf in Form einer Rampe kritisch, da hier kein Schutz für Ohu vor der zu erwartenden Lärmabstrahlung möglich sei. Im Januar 2017 reichte die Gemeinschaft der Betroffenen und Gegner der B 15neu und die Bürgerinitiativen (Stop B 15neu) Beschwerde bei der EU-Kommission zum Zustandekommen des Bundesverkehrswegeplans 2030 in Bezug auf die Öffentlichkeitsbeteiligung, die Variantenprüfung und die Bewertung der drei zur B 15neu eingereichten Vorhaben. Im Februar 2017 begründete das Mitglied des Dialogforums, Jutta Widmann, ihre ablehnende Haltung gegenüber einer Variante 1a wie folgt: „Die Gemeinde Kumhausen sei unverhältnismäßig stark betroffen und in ihrer weiteren Entwicklung eingeschränkt.“ Die Gemeinde Altfraunhofen hingegen sieht bei den Varianten 1b und 1c neben höheren Kosten vor allem eine deutlich geringere Verkehrsentlastung für die Stadt Landshut als nachteilig. In Bezug auf die geplante Westtangente Landshut sieht er diese stadtfernen Umfahrungen als wenig sinnvoll an.
Die Anwohner von Eisgrub kritisieren, dass die Variante eines langen Tunnels im Raumordnungsverfahren nicht betrachtet wird. Dadurch rücke die Trasse bis auf 70 m an die Anwesen heran und eine wirtschaftliche Bearbeitung der verbleibenden landwirtschaftlichen Flächen sei nicht mehr gegeben sowie die weitere Entwicklung Frauenbergs wäre beeinträchtigt. Außerdem sieht man bei einem oberirdischen Aufstieg erhebliche Probleme für die Verkehrssicherheit; bei den ursprünglichen Planungen der Autobahndirektion Südbayern habe man aus diesem Grund die Lösung mit einem 2,1 km langen Tunnel mit einem moderaten Anstieg 2009 zur Vorentwurfsgenehmigung eingebracht. Mit vergleichbaren Argumenten formierte sich auch in Frauenberg Widerstand gegen eine Lösung ohne „langen“ Tunnel; kurzfristig wurden hier 438 Unterschriften gesammelt.

### Umweltaspekte
Kritik gab es auch vom Umweltbundesamt (UBA), das vorschlug, das Projekt einer östlichen Ortsumfahrung Landshut (B015-G070-BY-T01-BY) wegen seiner hohen Umweltbetroffenheit und des großen Flächenverbrauchs aus dem vordringlichen Bedarf des ersten Referentenentwurfs zum BVWP 2030 zu streichen. Wegen der zu erwartenden Lärmbelastung für den Ort Ohu forderte der Marktgemeinderat Essenbach Ende März in einer Resolution, dass ein Weiterbau mit Einhausung einschließlich Deckel erfolgen müsse. Die Anwohner von Eisgrub befürchten durch die ins Raumordnungsverfahren eingebrachten Querungsvarianten der Isarhangleiten (A und B) eine erhebliche Lärmbelastung, da die Trasse etwa 70 m an den Anwesen vorbeiführt. Eine erhöhte Lärmbelastung erwarten sie auch für Frauenberg, Sittlkofen oder die Anwesen in der Au. Kritisiert wird zudem der Flächenverbrauch, mögliche Auswirkungen auf das Grundwasser und die Querung an der schmalsten Stelle des FFH-Gebietes, denn die schmalste Stelle habe einen entscheidende Funktion für die Verbindungswirkung der Biotopen. Eine Betrachtung der „Biotope und Landschaftselemente außerhalb der FFH-Kulisse“ sei bisher noch nicht erfolgt. Das Staatliche Bauamt Landshut geht davon aus, dass Verkehrslärm im Bereich der Isarhangleiten auf Grund des Abstandes von zwei Kilometern zu Ohu als rechtlich nicht relevant im Bereich Ohu eingestuft wird.
Anmerkungen:
1. ↑  Grundsätzlich wird aber die Errichtung einer Ost-Süd-Umfahrung Landshut befürwortet.